# Meksyk
Meksyk (hiszp. México, nahuatl Mēxihco), oficjalnie Meksykańskie Stany Zjednoczone (hiszp. Estados Unidos Mexicanos) – państwo w Ameryce Północnej. Sąsiaduje ze Stanami Zjednoczonymi (na północy), z Oceanem Spokojnym (na zachodzie i południu), Zatoką Meksykańską i Morzem Karaibskim (na wschodzie) oraz z Gwatemalą i Belize (na południowym wschodzie).
Meksyk zajmuje powierzchnię prawie 2 mln km², co daje mu pod tym względem 14. miejsce na świecie. Z prawie 130 mln mieszkańców jest 11. państwem pod względem liczby ludności. Meksyk jest federacją 31 stanów i stolicy kraju, miasta Meksyk (do 2016 roku Dystryktu Federalnego).
Wraz z Chile, Kolumbią i Kostaryką jest przedstawicielem Ameryki Łacińskiej w OECD, co było możliwe dzięki silnej pozycji w regionie i ustabilizowanej sytuacji gospodarczej. Od momentu wejścia do porozumienia o wolnym handlu ze Stanami Zjednoczonymi Ameryki i Kanadą (NAFTA) w 1994 gospodarka Meksyku wkroczyła na ścieżkę dynamicznego rozwoju gospodarczego. W 2000 roku po raz pierwszy od kilkudziesięciu lat władzę utraciła PRI. Jej hegemonia została przerwana dopiero po wygranej Vicente Foxa w wyborach prezydenckich. Meksyk należy do grupy krajów nowo uprzemysłowionych oraz należy do państw określanych jako wschodzące potęgi tzw. emerging powers. Według przewidywań banku Goldman Sachs z 2012 roku, do 2020 roku Meksykańskie Stany Zjednoczone miały się stać siódmą pod względem wielkości gospodarką na świecie i miały należeć do grupy najszybciej rozwijających się gospodarek. Domniema się, że do 2050 roku państwo ma się stać piątą co do wielkości gospodarką na świecie.
Meksyk jest państwem bogatym w surowce mineralne, jednakże z ograniczonym areałem ziemi uprawnej i z gwałtownie rosnącą populacją. Ponad połowa mieszkańców żyje w środkowej części kraju, podczas gdy rozległe rejony na suchej północy i tropikalnym południu są rzadko zaludnione. W ostatnich latach gospodarka kraju w dużej części opiera się na dochodach z turystyki i eksportu ropy naftowej. Wewnętrzna migracja ludności z rejonów wiejskich spowodowała gwałtowny rozrost ośrodków miejskich, w których mieszka obecnie ponad 2/3 ludności. Mimo poprawiających się wskaźników ekonomicznych duża część społeczeństwa w dalszym ciągu pozostaje biedna, co można przypisać częściowo kryzysowi z lat 80 XX w., który przejawiał się wysoką inflacją i ogromnym zadłużeniem zagranicznym.
Modernizacja i uprzemysłowienie pozostają w sprzeczności z tradycyjnym stylem życia, który przetrwał głównie na odizolowanych terenach wiejskich. Jego częścią są małe społeczności, złożone z indiańskich chłopów, którzy żyją podobnie jak ich przodkowie. Kulturalne pozostałości po wielkich cywilizacjach indiańskich (np. Chichén Itzá czy Tulum) współistnieją obok kolonialnych miast hiszpańskich, takich jak Taxco czy Querétaro. Różnice pomiędzy poszczególnymi regionami, wyrażające się w kulturze, architekturze, kuchni i sposobie gospodarowania są cechą charakterystyczną dla współczesnego Meksyku.

## Warunki geograficzne i klimatyczne

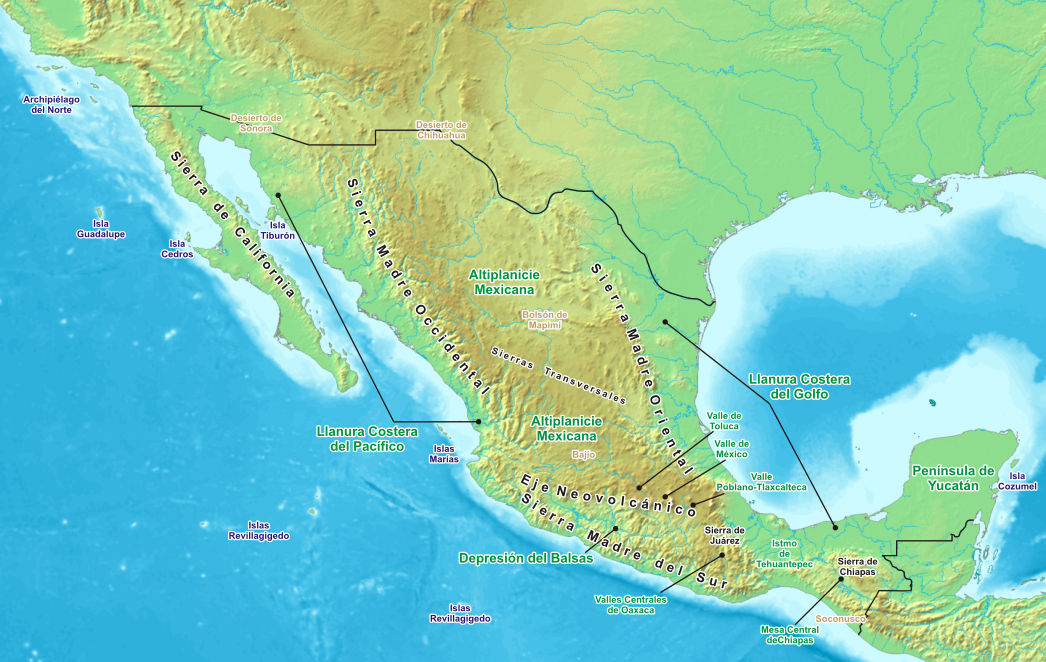
Mapa fizyczna

### Warunki geologiczne
Meksyk położony jest w jednym z najaktywniejszych tektonicznie obszarów na świecie. Z tego też powodu nie są tu rzadkością trzęsienia ziemi i erupcje wulkaniczne. Citlaltépetl (5636 m n.p.m.) i Popocatépetl są przykładami aktywności wulkanicznej, która stosunkowo niedawno doprowadziła do ukształtowania powierzchni południowej części kraju. Meksyk leży na zachodnim krańcu płyty północnoamerykańskiej, która styka się z płytami pacyficzną i karaibską. Na styku tych wielkich form geologicznych doszło do znacznego wypiętrzenia się terenu, którego efektem są liczne pasma górskie.
Pod względem geologicznym w Meksyku można wyróżnić osiem głównych regionów. Najważniejszym jest Wyżyna Meksykańska (północna i środkowa część kraju). Swój początek bierze ona na przesmyku Tehuantepec i dochodzi do granicy ze Stanami Zjednoczonymi. Wyżyna składa się z zasadniczej środkowej części, od której odchodzą liczne odgałęzienia. Z północy na południe zwiększa się jej średnia wysokość n.p.m. (na północy jest to średnio 1200 m, a na południu przy mieście Meksyk już 2400 m).

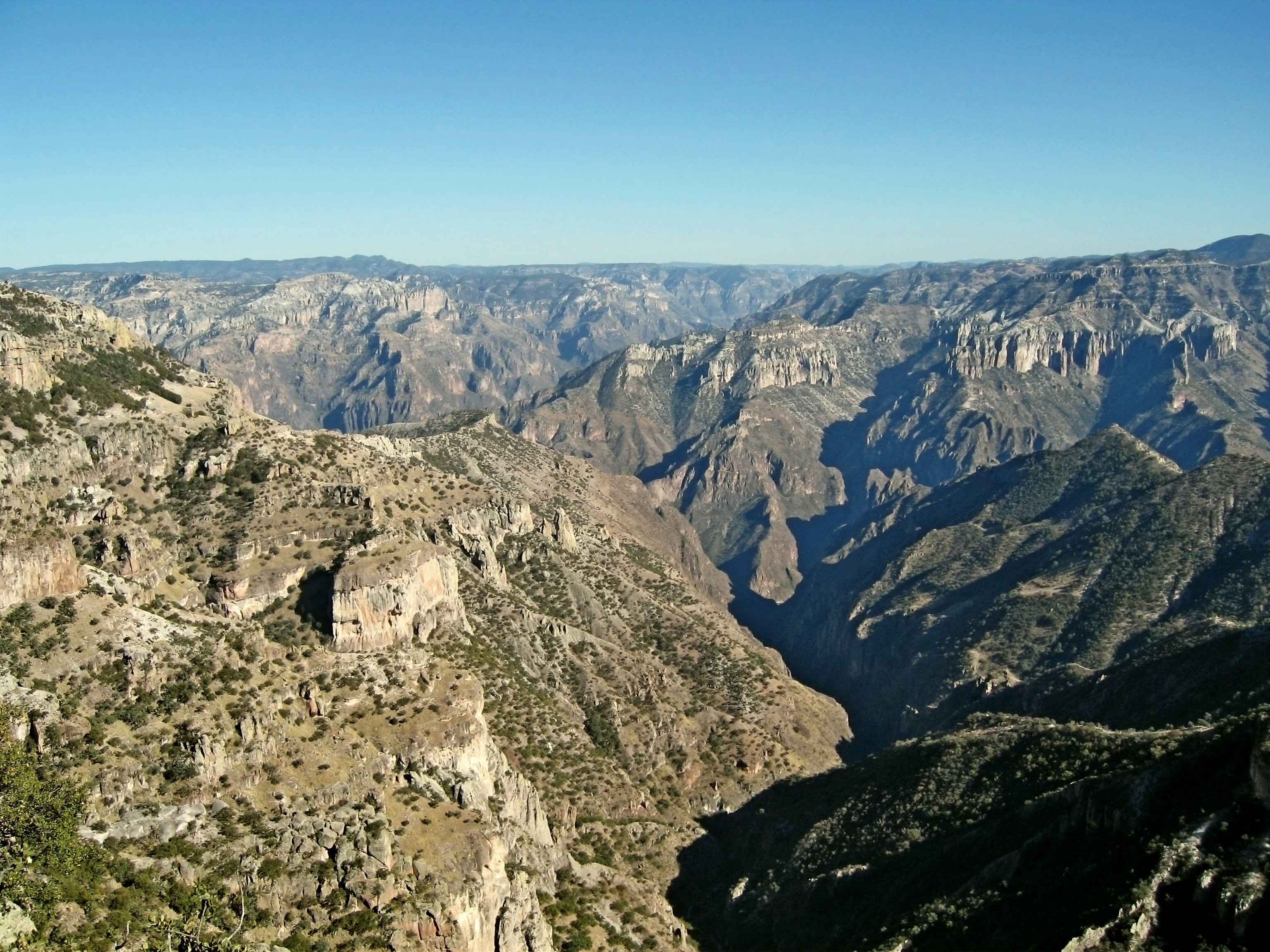
Barranca del Cobre, Chihuahua

Środkową partię Wyżyny Meksykańskiej można podzielić na dwie części. Pierwszą stanowi Mesa Północna (zaczyna się przy granicy amerykańskiej i kończy niedaleko stanu San Luis Potosí). Jest to stosunkowo suchy i bezodpływowy obszar, istnieje tu kilka stałych cieków wodnych. Z kolei Mesa Centralna (zaczyna się w stanie San Luis Potosí i dochodzi do miasta Meksyk) została uformowana przez działalność wulkaniczną. Mesa Centralna jest bardziej zasobna w wilgoć niż Mesa Północna, wyżej położona i bardziej płaska. Znajduje się tu szereg wąwozów i zagłębień, oddzielonych od siebie wulkanami. Niziny znajdujące się na Mesie Centralnej są z reguły niewielkie powierzchniowo (największe z nich nie przekraczają 250 km²). Są one stosunkowo żyzne i stanowią tradycyjny spichlerz kraju. W niższych częściach Mesy Centralnej istniały dawniej jeziora, które w większości zostały osuszone po pojawieniu się hiszpańskich kolonistów.
Wyżyna Meksykańska jest otoczona przez trzy pasma górskie: Sierra Madre Zachodnią (na zachodzie), Sierra Madre Wschodnią (na wschodzie) oraz Kordylierę Wulkaniczną (na południu). Najwyższym szczytem Sierra Madre Zachodniej jest Cerro Agua Caliente (3315 m n.p.m.). Pasmo to zbudowane jest głównie z prekambryjskich łupków krystalicznych oraz z wapieni i piaskowca. Sierra Madre Zachodnia opada stopniowo ku Zatoce Kalifornijskiej. Granice Sierra Madre Wschodniej wyznaczają bieg rzeki Rio Grande (na północy) i Kordyliera Wulkaniczna (na południu). Najwyższym szczytem tego pasma jest Pena Nevada (4054 m n.p.m.). Zbudowane jest głównie z mezozoicznych i trzeciorzędowych wapieni i piaskowców, miejscami przykrytych skałami pochodzenia wulkanicznego. Sierra Madre Oriental opada stromo ku Zatoce Meksykańskiej. Na obszarze Kordyliery Wulkanicznej znajdują się potężne wulkany: Popocatépetl, Iztaccíhuatl (5286 m n.p.m.) i Toluca (4558 m n.p.m.).

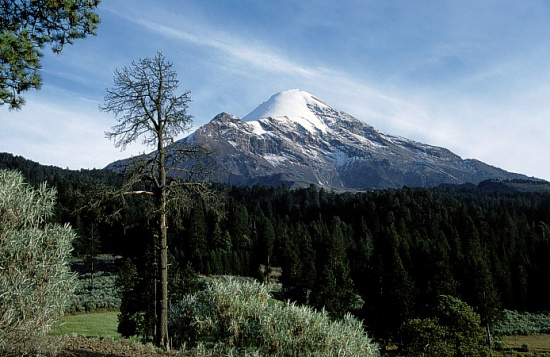
Wulkan Citlaltépetl (Pico de Orizaba)

Na wschód i zachód od Wyżyny Meksykańskiej rozciągają się nadbrzeżne równiny. Równina nad Zatoką Meksykańską rozpościera się na długości ponad 1400 km, począwszy od amerykańskiego stanu Teksas aż po wybrzeża Jukatanu. Charakterystyczne dla niej są laguny i rozległe nisko położone bagna. Równina nad Pacyfikiem jest dużo węższa, swój początek bierze przy Dolinie Mexicali a kończy się na południu, niedaleko Tuxpan. Większość jej obszaru przylega do Zatoki Kalifornijskiej. Rejon ten jest dosyć ubogi w wodę i dlatego uprawa roli jest tu możliwa głównie w oparciu o nawadnianie.
Odizolowany od reszty kraju pozostaje półpustynny Półwysep Kalifornijski, o długości prawie 1300 km i szerokości ok. 160 km.
Na południe od Wyżyny Meksykańskiej leży depresja Balsas, która swoją nazwę wzięła od największej rzeki tego regionu. Charakterystyczne dla niej są niewielkie wzgórza, które są poprzecinane wąwozami i parowami. Klimat w tym regionie jest suchy i gorący.
Na południu rozciągają się wysoko położone wyżyny i pasma górskie. Najważniejszym z nich jest stosunkowo niewysoka (2000–2400 m n.p.m.) Sierra Madre Południowa. Graniczy ona z malowniczą „Riwierą Meksykańską” (m.in. Acapulco), która jest chętnie odwiedzana przez turystów. Sierra Madre del Sur położona jest między Kordylierą Wulkaniczną a przesmykiem Tehuantepec. Jej najwyższym szczytem jest Teotepec (3703 m n.p.m.). W jej skład wchodzą głównie granity i skały wulkaniczne.
Następnym ważnym pasmem na południu jest Sierra Madre de Chiapas – zbudowana z krystalicznych bloków skalnych i biegnąca wzdłuż Pacyfiku od przesmyku Tehuantepec do terytorium Gwatemali. Na terytorium stanu Oaxaca (południowa część kraju) znajduje się Mesa Południowa, składająca się z płaskowyżów z licznymi dolinami. Średnia wysokość n.p.m. sięga tu 1200–1500 m.
Przesmyk Tehuantepec, oddzielający Ocean Spokojny od wód Zatoki Meksykańskiej wznosi się na wysokość 270 m n.p.m. Jego środkowa część składająca się z niewysokich wzgórz po obydwu stronach styka się z nadbrzeżnymi równinami. Wyżyny w stanie Chiapas, będące przedłużeniem pasm górskich z Ameryki Środkowej, mają formę uskoku otaczającego wysoko położoną dolinę. W kierunku północno-zachodnim leży dolina rzeki Grijalva, pomiędzy nią a Równiną Tabasco znajduje się kilka mniejszych pasm z charakterystycznymi uskokami.
Na północny wschód od Równiny Tabasco znajduje się półwysep Jukatan. Tworzą go głównie skały wapienne, teren jest tu płaski i rzadko przekracza 150 m n.p.m. Z uwagi na węglanowe podłoże wykształcił się tu kras, m.in. głębokie jaskinie podziemne, powstałe w wyniku działalności wody oraz tzw. cenotas (l.p. cenote) – studnie krasowe, które były dla prekolumbijskich Majów podstawowym źródłem wody.

### Warunki wodne

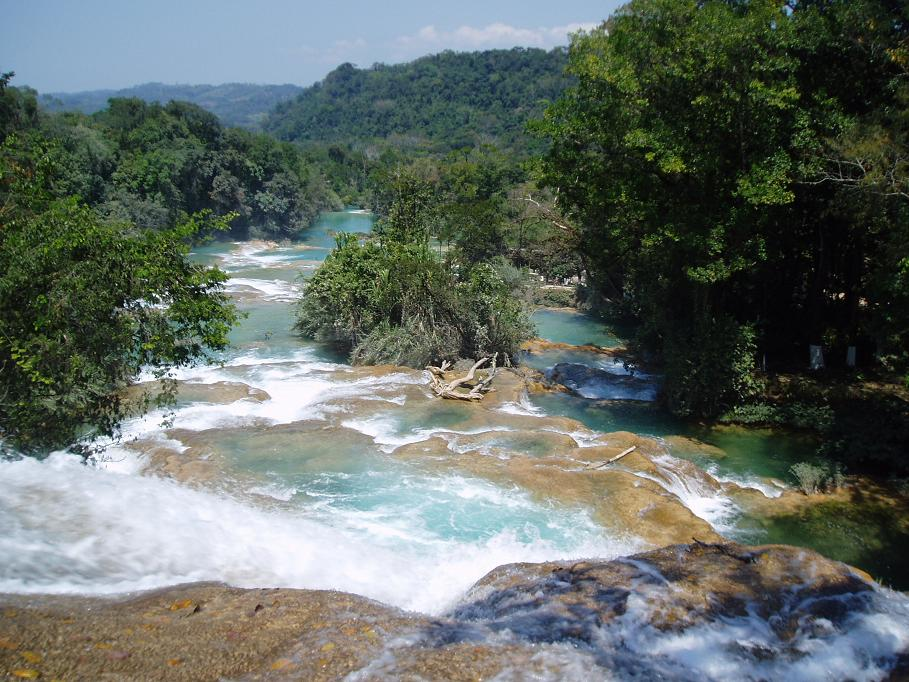
Cataratas de Agua Azul, Chiapas

Największe rzeki i zbiorniki wodne w Meksyku znajdują się w środkowej części kraju. Lerma bierze swój początek w basenie Toluca, a następnie kieruje się na zachód, gdzie formuje największe naturalne jezioro kraju – Chapala. Z Chapali wypływa z kolei Santiago, która kieruje się na północny zachód poprzez Sierra Madre Zachodnią i wpada następnie do Pacyfiku. We wschodniej części Mesy Centralnej znajduje się grupa rzek Moctezuma-Pánuco, która wydrążyła głębokie wąwozy w masywach Sierra Madre Wschodniej, ich bieg kończy się w wodach Zatoki Meksykańskiej. Z dawniej charakterystycznych dla Mesy Centralnej licznych jezior ocalały jedynie niewielkie pozostałości, takie jak m.in. Pátzcuaro i Cuitzeo.
Z depresji Balsas odpływa rzeka o tej samej nazwie, z którą łączą się również mniejsze dopływy z Mesy Centralnej. Rzeka Balsas została w wielu miejscach przecięta zaporami wodnymi (rejon Sierra Madre Południowej), które stanowią ważne źródło energii elektrycznej. Na południowym wschodzie Usumacinta i Grijalva wypływają z wilgotnych wyżyn stanu Chiapas. Razem z rzeką Papaloapan (która wpada do Zatoki Meksykańskiej na południe od Veracruz) Usumacinta i Grijalva stanowią przeszło 40% systemu rzecznego Meksyku.

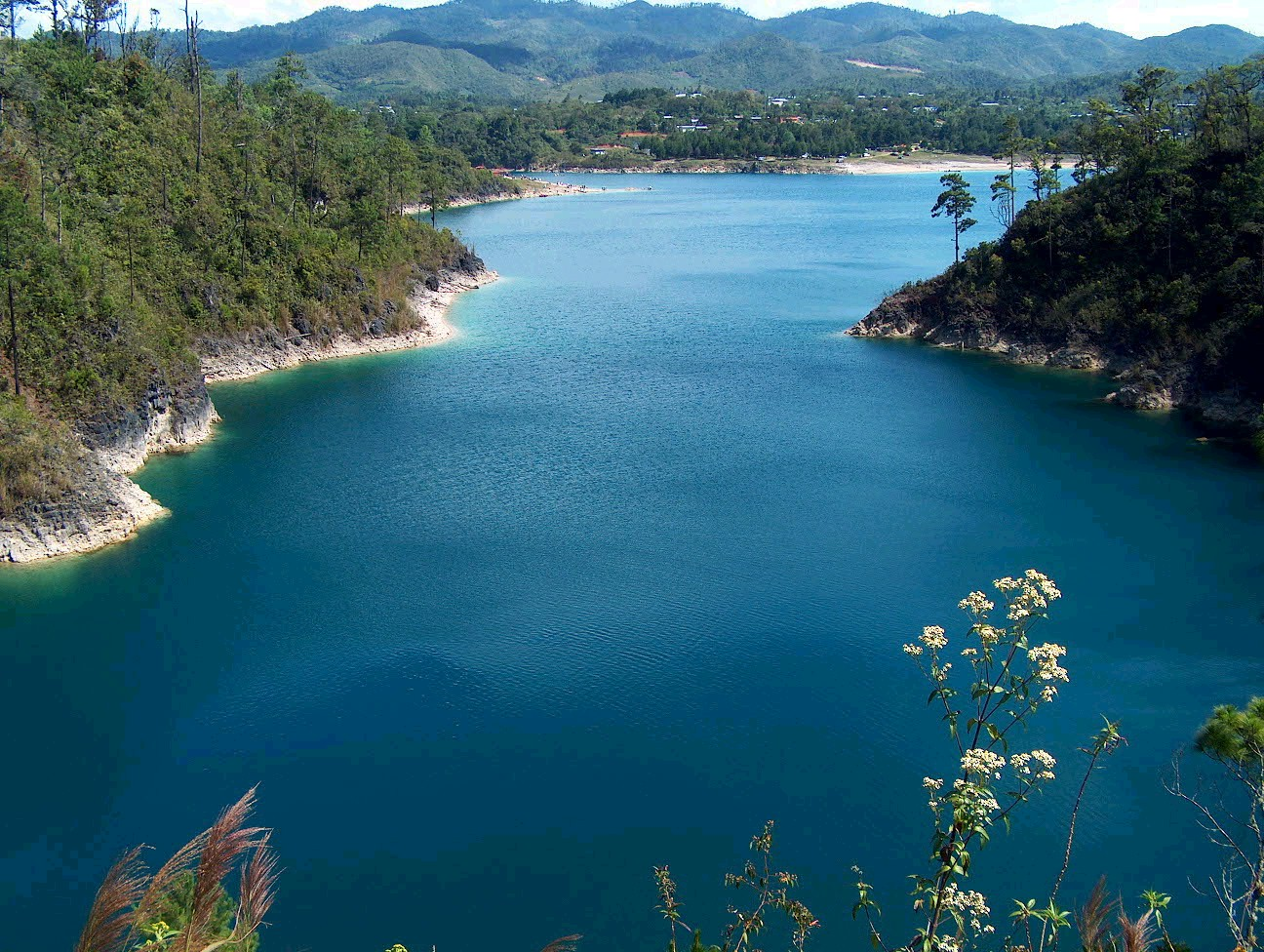
Park Narodowy Lagunas de Montebello

Północna część Meksyku ze swoim suchym klimatem jest uboga w duże cieki wodne. Największą rzeką jest tutaj Río Grande, która tworzy naturalną granicę ze Stanami Zjednoczonymi Ameryki. Dopływ Rio Grande – Conchos bierze swój początek na Mesie Północnej. Ze względu na bliskość Sierra Madre Zachodniej i Wschodniej rzeki na wschodnim i zachodnim wybrzeżu są krótkie i płyną wartkim nurtem. Na nizinach rozciągających się nad Pacyfikiem – Yaqui, Fuerte i Culiacán posłużyły do stworzenia rozbudowanego systemu nawadniania terenów rolnych. Skąpe opady w rejonie Półwyspu Kalifornijskiego oraz porowate wapienne skały wchodzące w skład Jukatanu sprawiły, że w regionach tych praktycznie brak jest większych powierzchniowych rzek.

### Gleby
Południowa część kraju ze względu na swój tropikalny charakter w przeważającej części składa się z gleb laterytowych. Posuwając się na południowy wschód można zauważyć, że ziemia staje się bardziej czerwonawa i żółta, co jest spowodowane występowaniem dużych ilości wodorotlenków żelaza i aluminium i wypłukiwaniem cennych składników przez wodę co czyni ją słabo przydatną dla rolnictwa. Z kolei Mesa Centralna obfituje w żyzne gleby wulkaniczne, które już w epoce prekolumbijskiej były intensywnie uprawiane. Intensywne rolnictwo wywołało jednak przyśpieszoną erozję tych terenów. Sucha północ charakteryzuje się brązowo-szarymi ziemiami, bogate w wapień po odpowiednim nawodnieniu dają one wysokie plony, przy czym duże zasolenie stwarza problemy w ich wykorzystaniu.

### Klimat

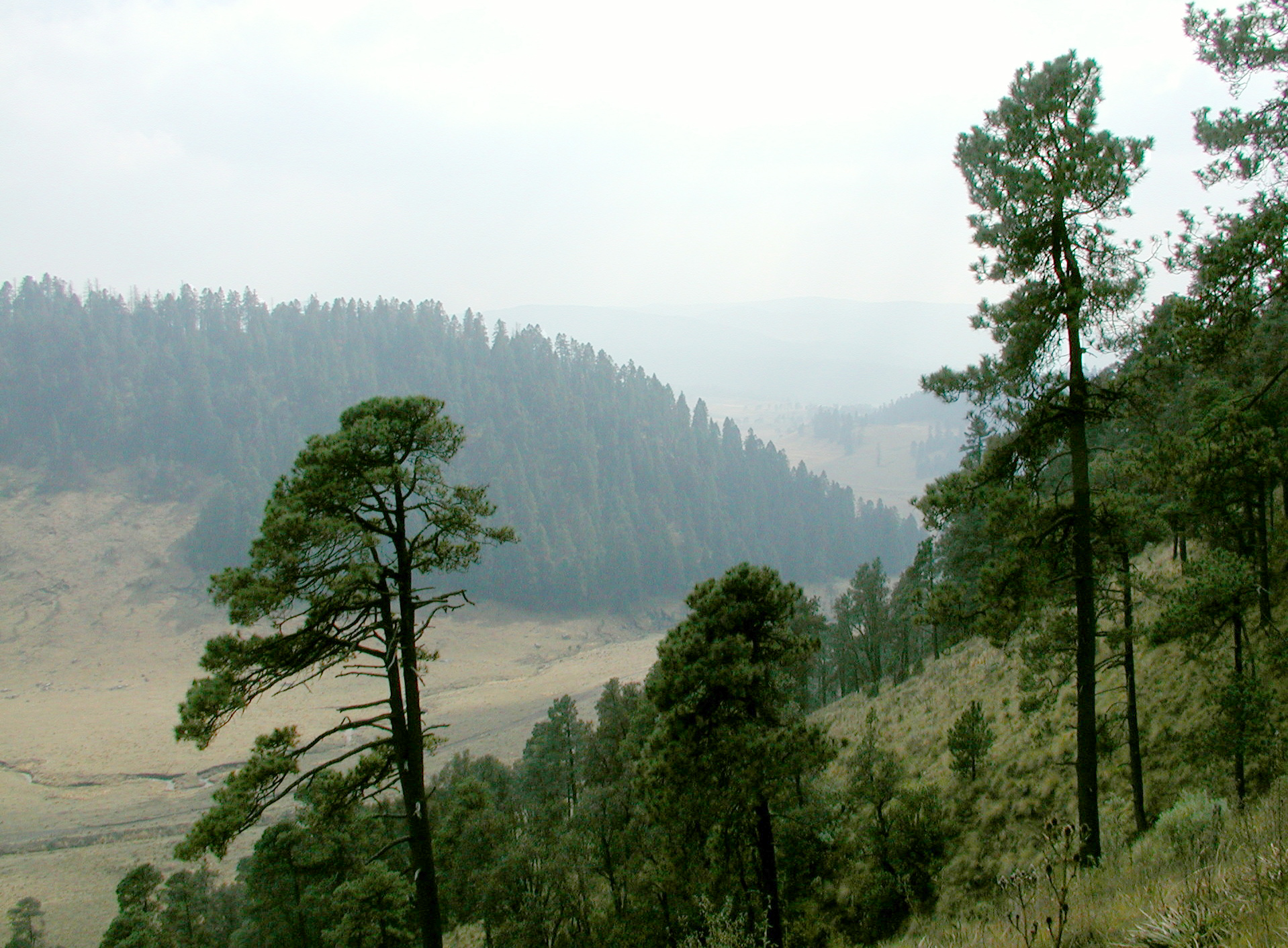
Sierra Madre

Meksyk ze względu na dużą rozciągłość szerokości geograficznej i zróżnicowanie topograficzne cechuje się dużą różnorodnością klimatyczną. Ponad połowa kraju znajduje się pod zwrotnikiem Raka. W rejonach tych wilgotne i morskie masy powietrza znad Zatoki Meksykańskiej, Morza Karaibskiego i Pacyfiku są ściągane przez niskie ciśnienie atmosferyczne. Są one głównym źródłem opadów, których szczyt przypada na okres od maja do sierpnia. Zarówno wschodnie, jak i zachodnie wybrzeże jest narażone na często występujące tam huragany (w szczególności w sierpniu i w październiku). Północna część kraju, ze swoimi pustyniami i półpustyniami, nie obfituje w opady, co jest spowodowane głównie przez wyż baryczny panujący nad Pacyfikiem.

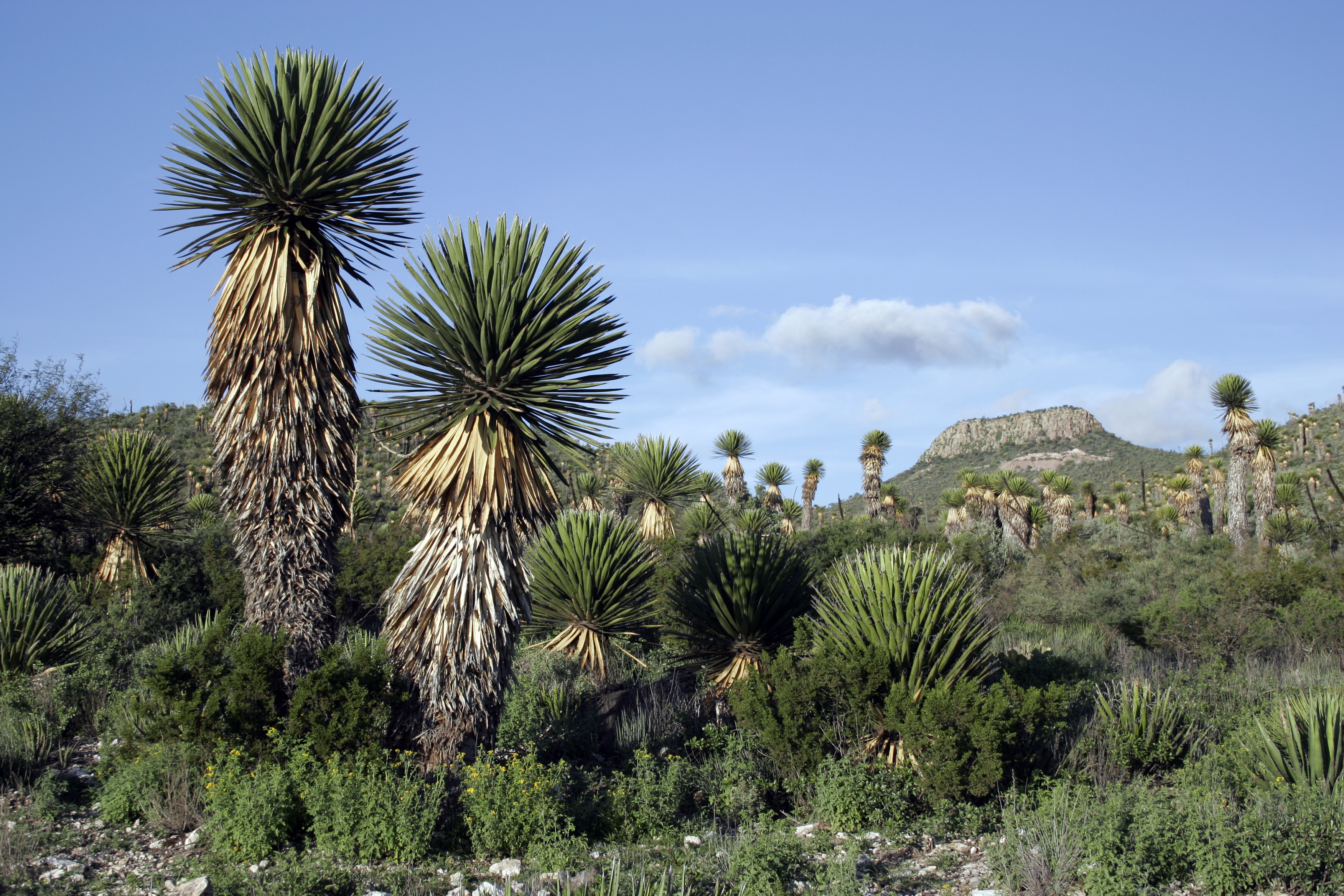
Juki, Sonora

Różnice temperatur w wilgotniejszych i tropikalnych częściach Meksyku są niewielkie (rzadko przekraczają 5 °C pomiędzy najzimniejszym i najcieplejszym miesiącem). Okres zimowy można tu raczej zdefiniować jako porę deszczową. Na klimat w tym regionie największy wpływ ma położenie nad poziomem morza a poszczególne strefy klimatyczne ułożone są południkowo. Na wysokościach od 0 do 900 m temperatury są wysokie, obszary te są określane nazwą tierra caliente (hiszp. – gorąca ziemia). Przykładowo Veracruz położone nad Zatoką Meksykańską ma średnią dzienną temperatur ok. 25 °C. Tierra templada (hiszp. – ziemia umiarkowana) obejmuje regiony gdzie wysokość nie przekracza 1800 m. W Jalapie położonej 1400 m n.p.m. średnia temperatur wynosi ok. 19 °C. Tierra fria (hiszp. – zimna ziemia) to obszary sięgające 3300 m n.p.m. Pachuca znajdująca się na wysokości 2400 m cechuje się średnią roczną temperatur ok. 15 °C. Nad terra fria znajdują się jeszcze tzw. paramos (górskie pastwiska, na których zalega niekiedy śnieg), występują one głównie w środkowej części kraju na terenach od 3900 do 4200 m n.p.m.

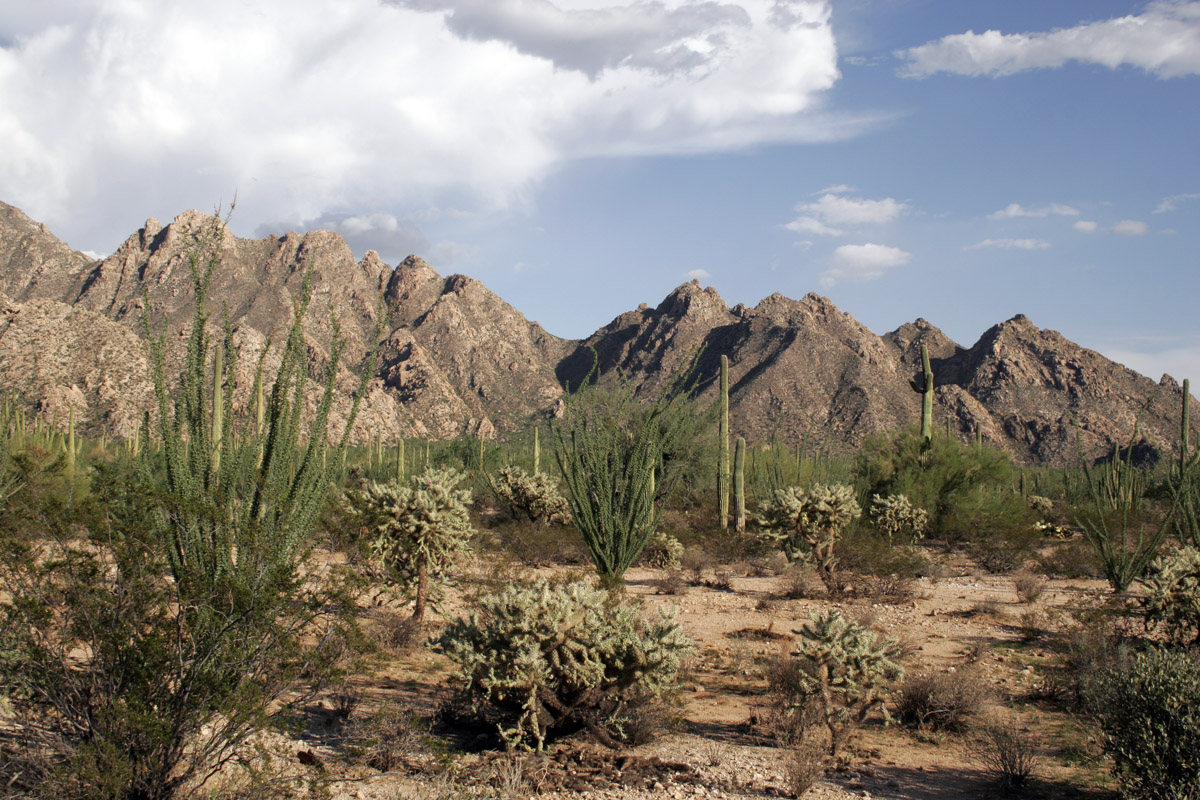
Pustynia Sonora

Im bardziej na północ od rejonów tropikalnych, tym większa staje się temperatura, która najwyższe poziomy osiąga w środkowej części Mesy Północnej. Amplitudy temperatur pomiędzy zimą i latem są tutaj znaczące. W Kalifornii Dolnej oraz w północnej części pustyni Sonora nierzadko w lipcu i sierpniu powietrze rozgrzewa się do nawet 43 °C. Poza wysokimi masywami górskimi i północną częścią Mesy Północnej temperatura rzadko spada poniżej 0 °C.
Meksyk jest krajem, w którym opady są w większości rejonów przeważnie niewystarczające. Z wyjątkiem wyżynnych części Sierra Madre Wschodniej i Zachodniej oraz nadbrzeżnej równiny nad Zatoką Meksykańską na tereny powyżej Zwrotnika Raka spada mniej niż 500 mm deszczu rocznie. Prawie cały stan Kalifornia Dolna oraz większość Sonory i Chihuahua otrzymują nie więcej jak 250 mm opadów rocznie. Duża część środkowych i południowych regionów kraju cechuje się poziomem opadów poniżej 1000 mm rocznie (które występują głównie w okresie od maja do sierpnia). Jedynie obszary obejmujące równinę nad Zatoką Meksykańską oraz przyległe tereny od Tampico po Villahermosa oraz Chiapas i półwysep Jukatan dysponują obfitymi całorocznymi opadami.

### Flora

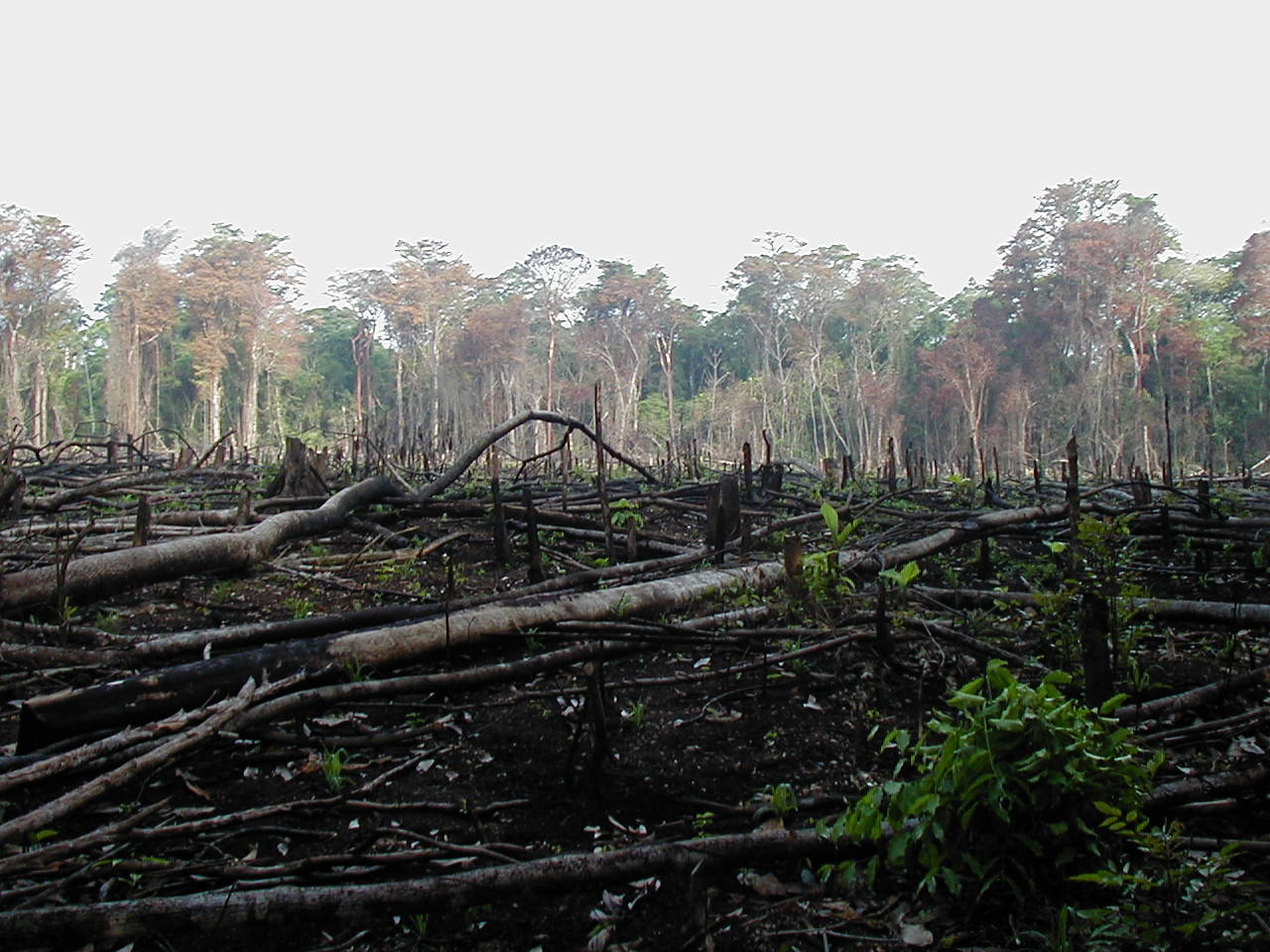
Wypalanie dżungli (południowy Meksyk)

Upalne regiony stanów Kalifornia Dolna, Sonora oraz przeważająca część północnego i środkowego Meksyku porośnięte są niską i sucholubną roślinnością. W wyżej położonych regionach Sonory, Chihuahua oraz Coahuila i Tamaulipas występują trawy, krzewy oraz wiele gatunków kaktusów i innych sukulentów. Charakterystyczne dla tego obszaru jest rzadko występujące drzewo boojum (środkowa Kalifornia Dolna). Półsucha część depresji Balsas porośnięta jest niskimi krzewiastymi zaroślami, karłowatymi drzewami oraz kaktusami.
Większość Sierra Madre Zachodniej i Mesy Centralnej była pierwotnie pokryta wiecznie zielonymi lasami iglastymi oraz drzewami liściastymi. Podobna roślinność rozciąga się również dalej na południe w kierunku wyżyn. Z uwagi na długą obecność człowieka w tym regionie doszło do zubożenia bogactwa przyrodniczego, co przejawia się w ograniczeniu pasma lasów tylko do wyższych partii Sierra Madre Zachodniej. W ich skład wchodzą przeważnie sosny oraz jodły. Wystarczy wspomnieć, że w okresie 1990-2005 trwający proces wycinki lasów spowodował średni roczny ubytek w areale o ok. 0,5%, łącznie zniknęło więc 260 tys. ha lasów.
Bogate w duże opady deszczu równiny nadbrzeżne, wyżyny Chiapas oraz południową część półwyspu Jukatan pokrywa gęsty las równikowy (selva). W jego skład wchodzą m.in. szerokolistne drzewa o różnych wysokościach, w tym palmy, cenione ze względu na twarde drewno odmiany Bocote, Chechen i Machichi, a na wybrzeżu mangry. W mniej wilgotnych rejonach występują gatunki roślin charakterystyczne dla stepów i sawann.
Na wschodnim wybrzeżu występują lasy kolczaste, zrzucające okresowo liście, i wiecznie zielone lasy podzwrotnikowe. Południowo-zachodnie wybrzeże porastają również suche lasy kolczaste.

### Fauna
Takie zwierzęta jak: małpy, tapiry, jaguary, które są charakterystyczne dla Ameryk Środkowej i Południowej, posiadają również swoje siedliska w wilgotnych lasach południowego Meksyku. Ponadto południowa część kraju ze względu na niewielką gęstość zaludnienia pozostaje ostoją dla wielu rzadkich odmian zwierząt.
Środkowy i północny Meksyk ze względu na silne oddziaływanie człowieka na środowisko utraciły swoją pierwotną różnorodność biologiczną. Jednakże można tu spotkać głównie w parkach i rezerwatach m.in. niedźwiedzie, jelenie, pumy czy kojoty. W zimie do Sierra Madre Occidental przybywają liczne grupy kaczek i gęsi. Na pustynnych i półpustynnych częściach Meksyku występują króliki, węże i pancerniki. Mimo podejmowanych przez obrońców środowiska prób w 2004 r. zagrożonych wyginięciem było 57 gatunków ptaków, 72 gatunki ssaków, 21 gatunków gadów i 106 gatunków ryb.

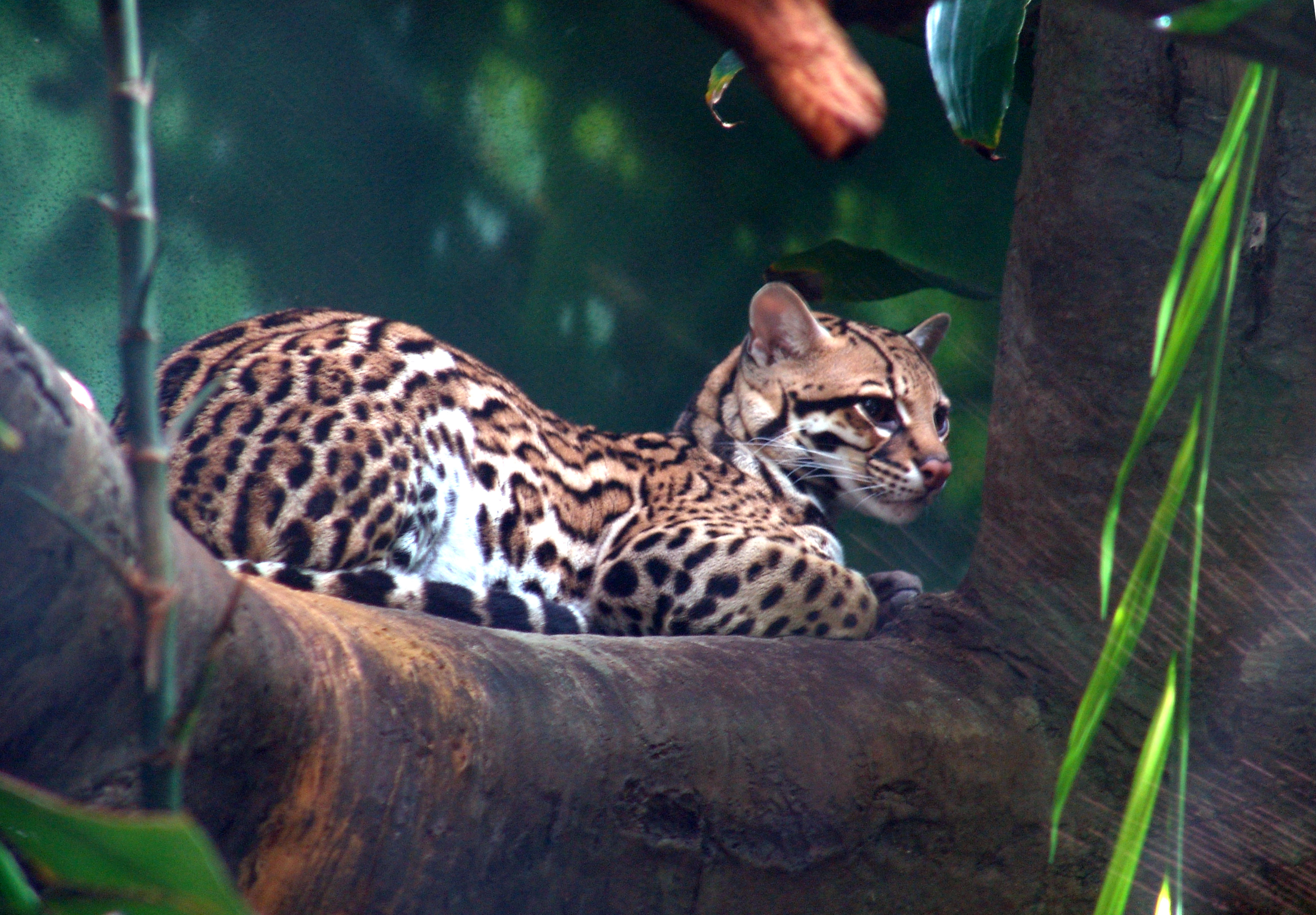
Ocelot
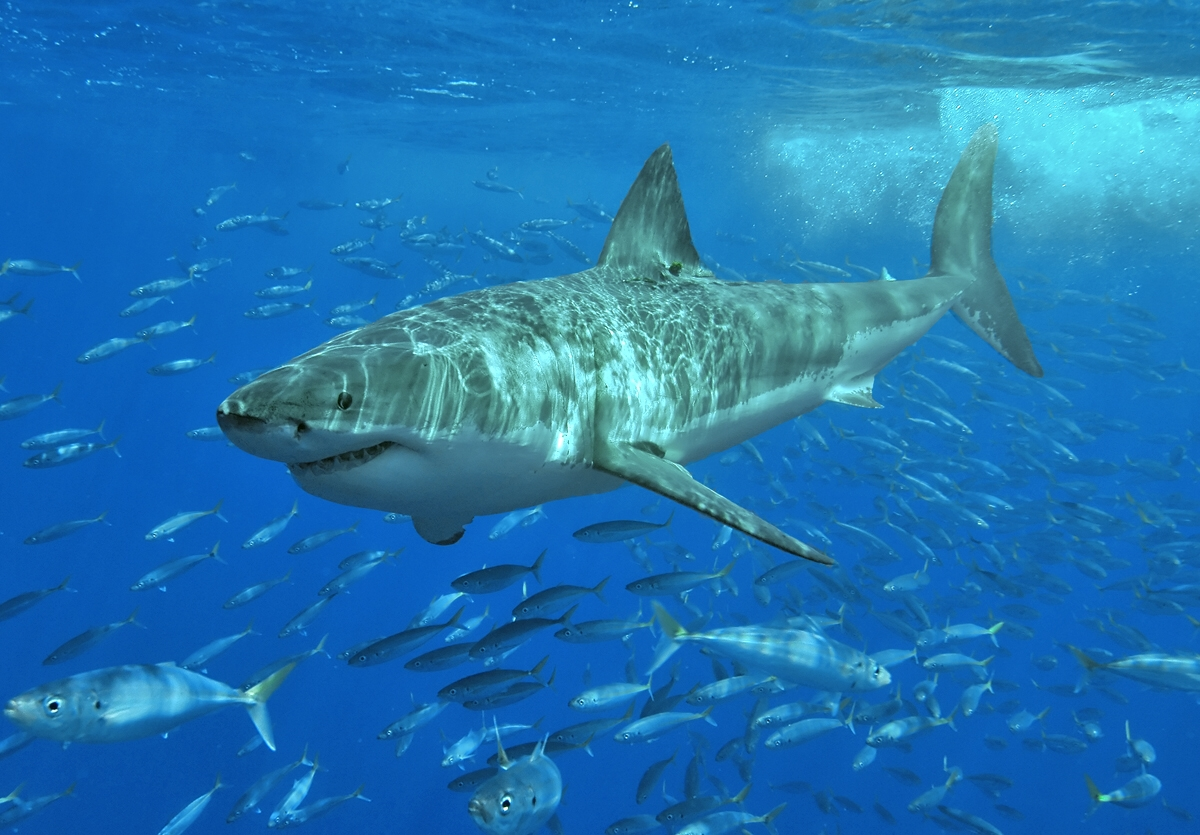
Żarłacz biały
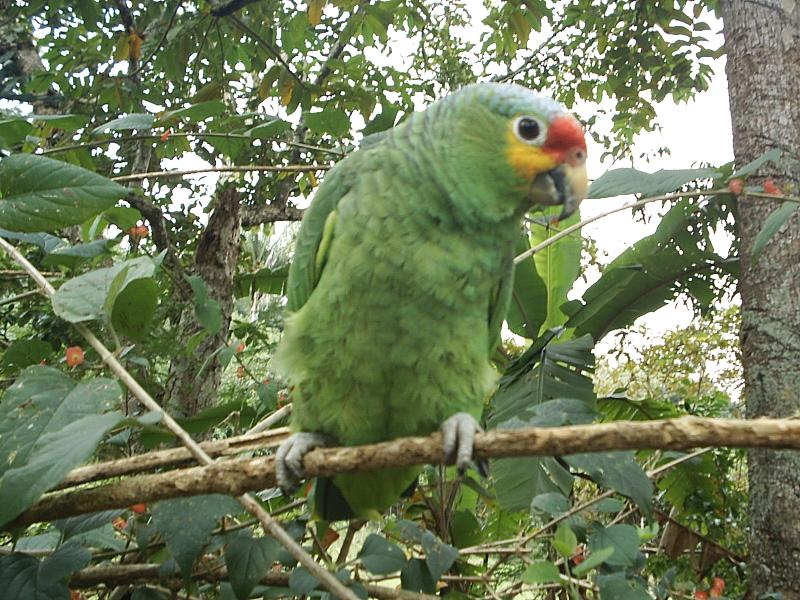
Papuga
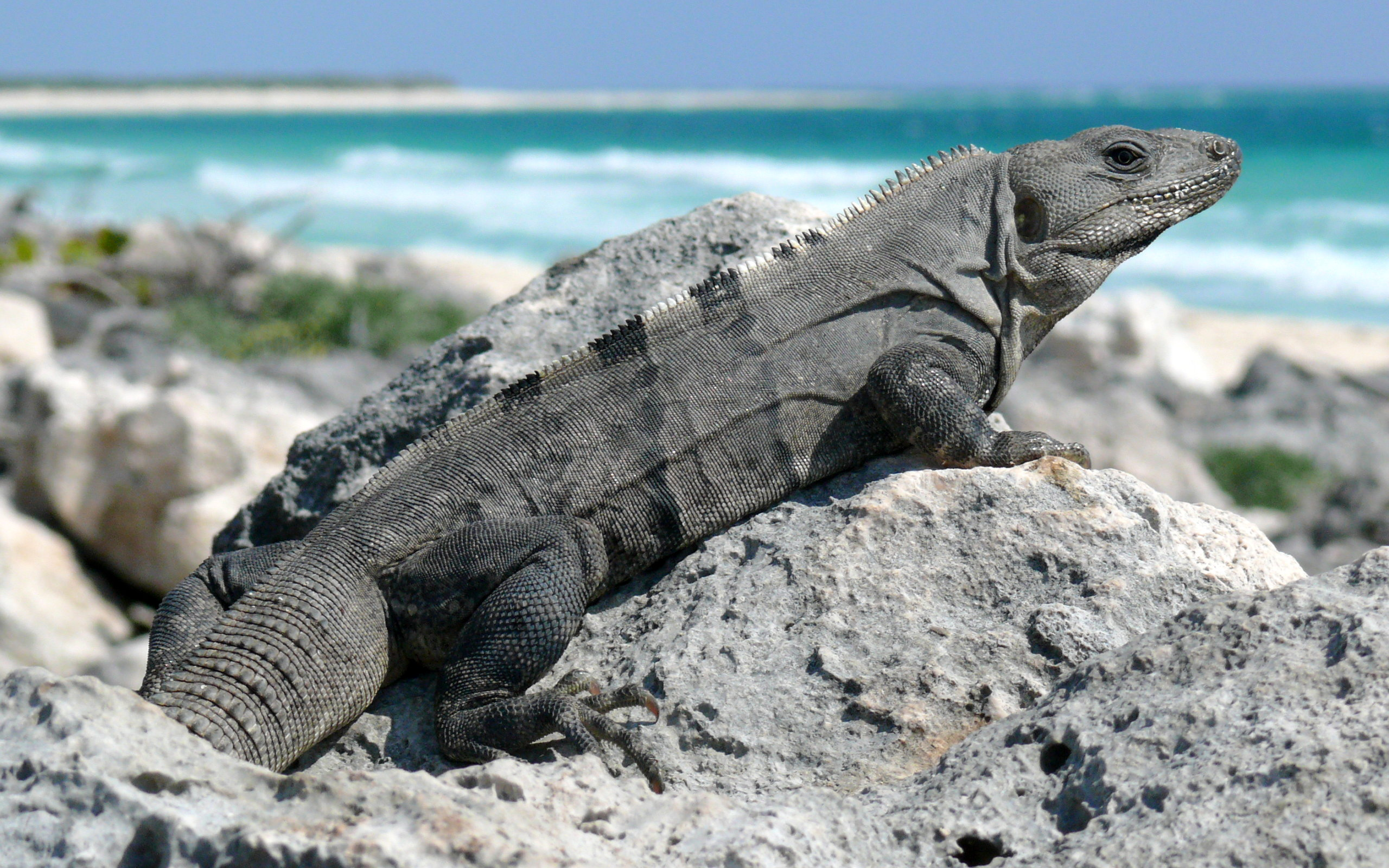
Iguana

### Surowce
Wydobycie surowców mineralnych w nowożytnej historii Meksyku zawsze było ważną częścią gospodarki kraju. Srebro przez długi czas stanowiło najistotniejszą pozycję eksportową; także w chwili obecnej Meksyk jest czołowym producentem tego kruszcu na świecie. Główne ośrodki jego wydobycia koncentrują się na obszarze tzw. „srebrnego pasa”, rozciągającego się od Guanajuato i Zacatecas na Mesie Centralnej aż po Chihuahua na Mesie Północnej i San Luis Potosi na wschodzie. Oprócz srebra pozyskuje się w tym rejonie również cynk, ołów, rtęć, antymon, mangan i kadm.
Złoża żelaza znajdują się na terenie stanu Durango, ich eksploatacja została zapoczątkowana w pierwszej połowie XX w. Dzięki nim możliwe było uruchomienie licznych hut, które przyczyniły się do rozwoju przemysłu w Monterrey. Największym zagłębiem węgla kamiennego jest Sabinas (na północ od Monterrey), tutejszy węgiel ze względu na dużą kaloryczność jest wykorzystywany do produkcji koksu. Niedaleko Santa Rosalía (Kalifornia Dolna) pod koniec XIX w. odkryto bogate pokłady miedzi, jednakże zostały one już praktycznie wyczerpane. W chwili obecnej największe ilości miedzi wydobywa się niedaleko Cananea i La Caridad w północnej części stanu Sonora.

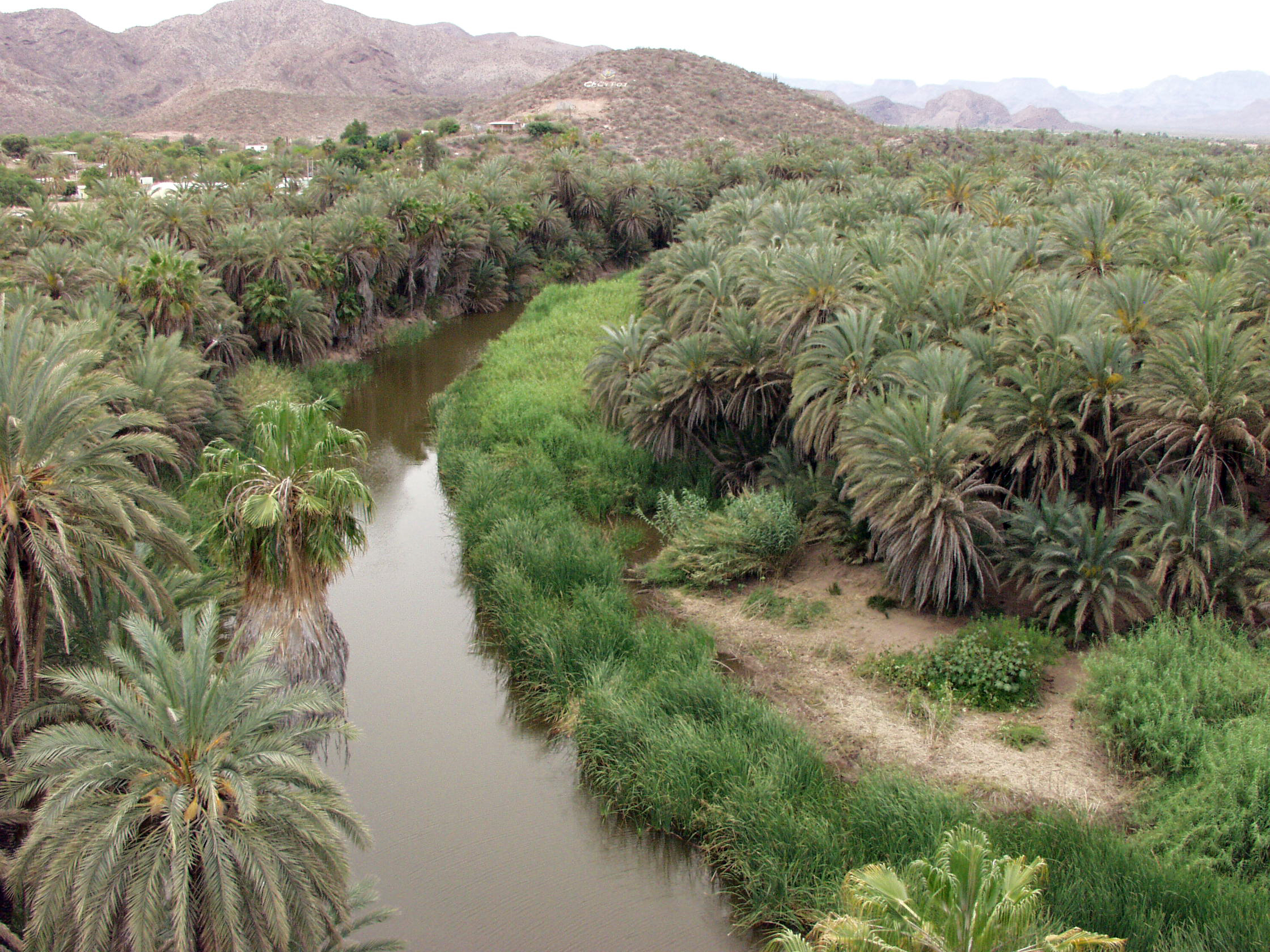
Oaza Mulege, Kalifornia Dolna

Od połowy lat 70 XX w. głównym surowcem eksportowym Meksyku jest ropa naftowa. Prawie 70% dochodów z eksportu kraju pochodzi właśnie ze sprzedaży ropy naftowej, która jest dostarczana głównie do Stanów Zjednoczonych Ameryki. Pierwsze szyby naftowe w Meksyku powstały na początku XX w. koło Tampico nad Zatoką Meksykańską. Z biegiem czasu odkrywano kolejne pola naftowe, w szczególności koło przesmyku Tehuantepec. Do momentu nacjonalizacji przedsiębiorstw naftowych w 1938 ogromna większość wydobycia była kierowana za granicę. W 1938 utworzony został Pemex (Petróleos Mexicanos) – spółka państwowa, której zadaniem jest poszukiwanie, produkcja i handel ropą naftową i gazem ziemnym.
Najwięcej działających platform wiertniczych jest w Zatoce Meksykańskiej. Główne pola naftowe to: Poza Rica (niedaleko Tuxpan), Tampico-Misantla oraz wybrzeże w stanach Chiapas i Tabasco. Główne rejony wydobycia gazu ziemnego są położone koło Reynosy w północno-wschodniej części kraju oraz w okolicach regionu Chiapas-Tabasco. Meksyk w dalszym ciągu posiada jeszcze duże rezerwy nieeksploatowanych złóż ropy i gazu.

### Bogactwa naturalne

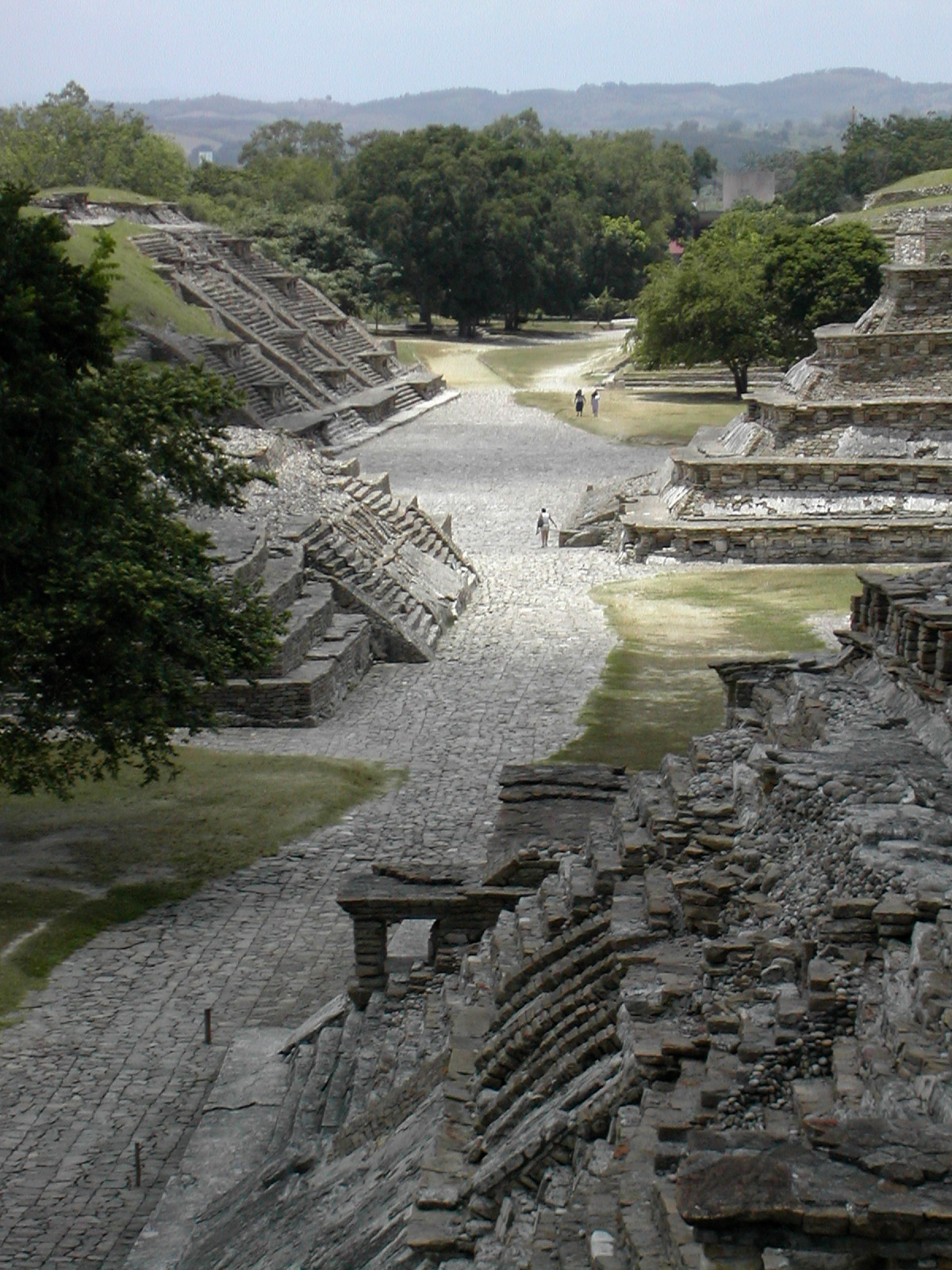
El Tajín, Veracruz

Ze względu na zróżnicowanie geograficzne i klimatyczne Meksyk jest producentem wielu różnorodnych produktów rolnych. Pomimo tego, że hodowla i rolnictwo były od zawsze podstawą gospodarki, to Meksyk nie posiada zbyt dużego areału ziemi rolnej. Większość kraju jest zbyt uboga w opady albo zbyt skalista. W wielu rejonach konieczne jest nawadnianie. Szacuje się, że tylko 20% powierzchni nadaje się pod produkcję rolną. W rzeczywistości tylko 10–12% ziemi jest przygotowywane pod uprawę, a później tylko z połowy ze względu na trudne warunki klimatyczne zbiera się plony. Ponadto 20% gruntów jest nawadnianych.
Meksyk tylko w 1/5 części jest porośnięty lasami, ocenia się, że w XVI w. stosunek zalesienia wynosił 2/3. Ze względu na gwałtowną eksploatację lasów ich powierzchnia ulegała radykalnemu zmniejszeniu. Z jednej strony w niektórych rejonach Sierra Madre Zachodniej rozpoczęto program systematycznego zalesienia, ale z drugiej na południu prowadzi się nadal wzmożoną wycinkę lasów deszczowych, które są zamieniane następnie w pastwiska.
Meksyk dysponuje bogatymi łowiskami rybnymi, jednakże ryby nie stanowią głównego składnika diety przeciętnego Meksykanina. Szczególnie bogata w owoce morza jest Zatoka Kalifornijska (m.in. marliny, krewetki). Na południe od Półwyspu Kalifornijskiego łowi się tuńczyka. W południowych rejonach Zatoki Meksykańskiej, niedaleko Jukatanu wody obfitują w różne odmiany ryb tropikalnych. Północna część Zatoki jest wykorzystywana do odławiania krewetek
Kraj dysponuje korzystnym układem rzek, które umożliwiają produkcję „czystej” energii elektrycznej. Od lat 40 XX w. i 50 XX w. rozpoczęto szereg programów mających na celu budowę hydroelektrowni. Większość z nich zlokalizowana została we wschodniej i południowej części Mesy Centralnej. Rozwój technologii umożliwił budowę tam w bardziej niedostępnych regionach na rzece Grijalva na obrzeżach wyżyn Chiapas.

## Historia

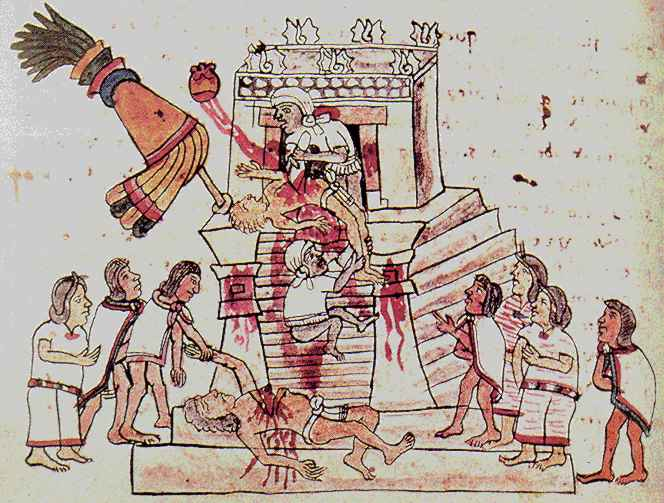
Aztekowie składają ofiarę z ludzi. Ilustracja z Kodeksu Florentino

Historia Meksyku jako niepodległego państwa ma swój początek 24 sierpnia 1821 r., kiedy to po trwającej ponad 10 lat wojnie o niepodległość wojska hiszpańskie zostały pokonane przez oddziały kreolskie pod dowództwem Augustyna I, a wicekról Juan Ruiz de Apodaca musiał abdykować. Na terenach współczesnego Meksyku istniało kilka cywilizacji prekolumbijskich, m.in. Olmekowie, Zapotekowie, Majowie, Toltekowie i najbardziej znani – Aztekowie. Ci ostatni stworzyli potężne imperium ze stolicą w Tenochtitlán (czyt. tenocztitlan), położoną w miejscu obecnego miasta Meksyk. Państwo Azteków istniało od ok. połowy XIII w. do 1521 r. i obejmowało w szczytowym okresie potęgi znaczną część tzw. Mezoameryki.
Cywilizacja i imperium Azteków zostały podbite i zniszczone przez hiszpańskich konkwistadorów pod wodzą Hernána Cortésa w latach 1518–1521. Dzięki przebiegłości, wykorzystaniu wewnętrznych słabości państwa Azteków, przewadze uzbrojenia i dużej dozie szczęścia, stosunkowo niewielkie siły konkwistadorów, liczące ok. 600 osób, zdołały opanować imperium posiadające początkowo kilkusettysięczną armię.

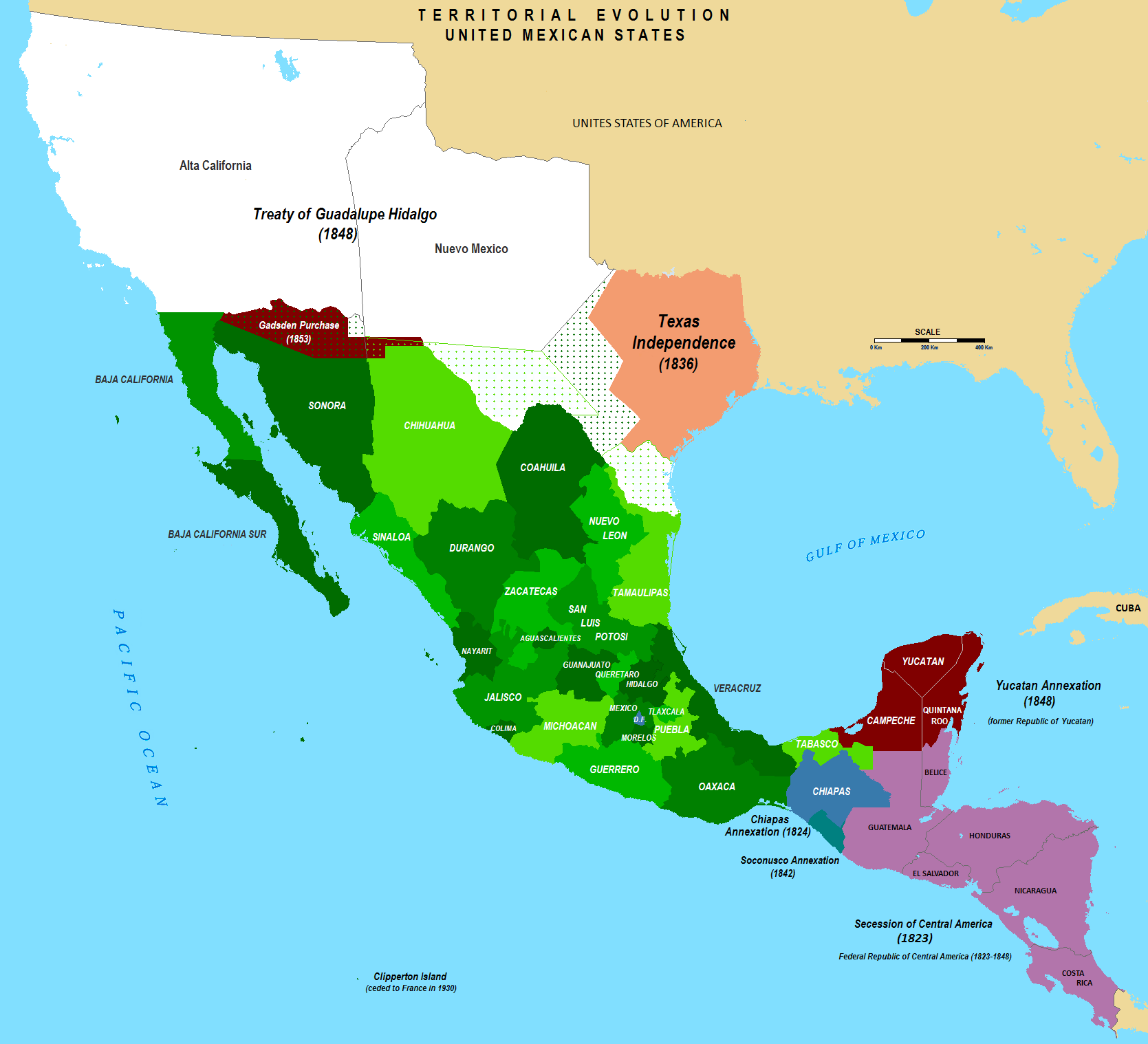
Straty terytorialne 1823 – 1853

Po podboju Azteków na terenie współczesnego Meksyku utworzone zostało hiszpańskie wicekrólestwo Nowa Hiszpania. Ogromną rolę w tym okresie odgrywał Kościół katolicki, a zwłaszcza jezuici, którzy stworzyli zręby systemu edukacji, pomocy społecznej i położyli podwaliny pod rozwój kulturalny kraju. W tym czasie doszło do wymieszania się ludności pochodzącej z Hiszpanii z miejscowymi Indianami i czarnymi niewolnikami sprowadzanymi z Afryki. Podstawami gospodarki były wówczas wydobycie srebra i rolnictwo. Władzę w państwie sprawowali rodowici Hiszpanie, z którymi silnie konkurowali urodzeni na miejscu biali, zwani Kreolami. Ludność mieszana rasowo (Metysi) i Indianie stanowili podstawową siłę roboczą i tworzyli dolne warstwy społeczeństwa.
Po wojnie o niepodległość, początkowo utrzymano monarchię, tworząc Cesarstwo Meksyku. Jednak w 1823 roku zaprowadzono ustrój republikański. Młoda republika straciła Teksas w wyniku secesji przeprowadzonej przez amerykańskich osadników. W 1845 roku wybuchła wojna amerykańsko-meksykańska, która doprowadziła kraj do ruiny. Kilka lat później, w czasie rządów Benito Juáreza, Meksyk został zaatakowany przez Francję. Francuzom udało się na pewien czas opanować państwo i przekształcić je w Drugie Cesarstwo z Maksymilianem I jako władcą. Armię republikańską, pod wodzą Juáreza, poparły, po zakończeniu wojny secesyjnej, Stany Zjednoczone. W 1867 r. republikanie pojmali Maksymiliana, który został rozstrzelany, a samo cesarstwo legło w gruzach.

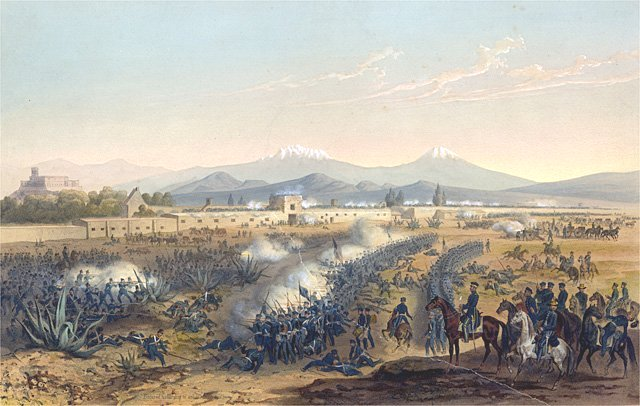
Wojna amerykańsko-meksykańska

W 1877 roku, już po śmierci Juáreza, władzę przejął Porfirio Diaz, który sprawował dyktatorskie rządy aż do 1911 roku, kiedy stracił władzę i udał się na wygnanie na skutek wzrastającego oporu społeczeństwa i wzrostu znaczenia opozycji. Władzę po nim objął Francisco Madero. Od tego momentu zaczęły się destabilizacja kraju, chaos polityczny i przewroty wojskowe. W międzyczasie w 1917 przyjęto nową, liberalną konstytucję, która jednak nie pomogła krajowi wyjść z kryzysu.
Po wyborze Plutarco Elíasa Callesa na prezydenta w 1923 r. rozpoczęła się długa era rządów Partido Revolucionario Institucional (PRI) – Partii Rewolucyjno-Instytucjonalnej, która rządziła metodami autorytarnymi praktycznie aż do wyborów prezydenckich w 2000 roku. Partia ta początkowo miała charakter lewicowo-populistyczny. Opowiadała się za reformą rolną i nacjonalizacją przemysłu, później jednak jej program coraz bardziej ewoluował w kierunku rządów technokratów i zwolenników gospodarki wolnorynkowej. W latach 30. XX wieku Meksyk zaczął eksploatować duże zasoby ropy naftowej i, w czasach prezydentury Lázaro Cárdenasa, stał się ważnym eksporterem tego surowca. W czasie II wojny światowej, pod wpływem USA, Meksyk dołączył do aliantów i wypowiedział wojnę państwom Osi. Wielu Meksykanów walczyło wówczas w szeregach United States Army.

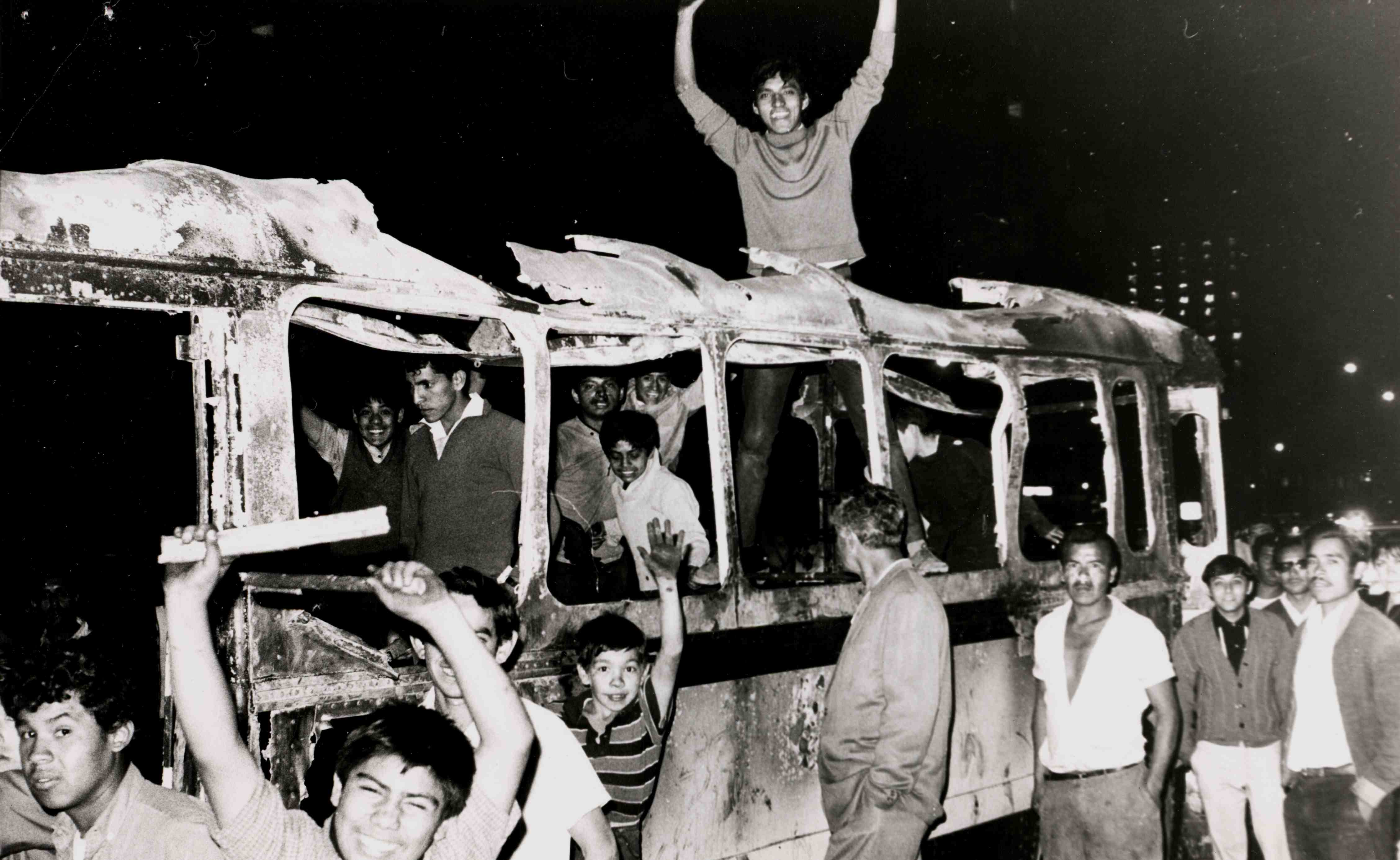
Zamieszki w Tlatelolco

Po II wojnie światowej Meksyk przeżył kilka kryzysów gospodarczych, cały czas pozostając pod rządami PRI. Po kryzysie z 1976 roku PRI radykalnie zmieniła politykę gospodarczą, otwierając kraj na kapitał zagraniczny. Do władzy zaczęli dochodzić młodzi, żądni sukcesu działacze partyjni, którzy w większości zostali wykształceni w USA. W 1988 roku nastąpił rozłam w PRI. W wyborach prezydenckich startowało dwóch kandydatów wywodzących się z tej partii. Wybory „wygrał” w niezbyt jasnych okolicznościach oficjalny kandydat PRI Carlos Salinas de Gortari, który okazał się zręcznym politykiem. Dzięki niemu Meksyk odzyskał równowagę ekonomiczną, a w 1992 roku podpisał ze Stanami Zjednoczonymi i Kanadą umowę dającą początek Północnoamerykańskiemu Porozumieniu Wolnego Handlu (NAFTA).
W 1994 roku wybuchło powstanie kierowane przez Zapatystowską Armię Wyzwolenia Narodowego. Równolegle pojawiło się ryzyko głębokiego kryzysu gospodarczego, które zostało zażegnane szybką ekonomiczną interwencją USA i Międzynarodowego Funduszu Walutowego. Pod koniec 1997 roku miało miejsce drugie powstanie zapatystów, połączone z aferami korupcyjnymi, które łącznie podkopały zaufanie społeczne do rządu. PRI po raz pierwszy utraciła większość w parlamencie. W wyborach w 2000, po raz pierwszy od 1929 roku, wygrał kandydat opozycyjnej partii, Vicente Fox. Jego następcą został Felipe Calderón. W 2012 wybory wygrał Enrique Peña Nieto z PRI.

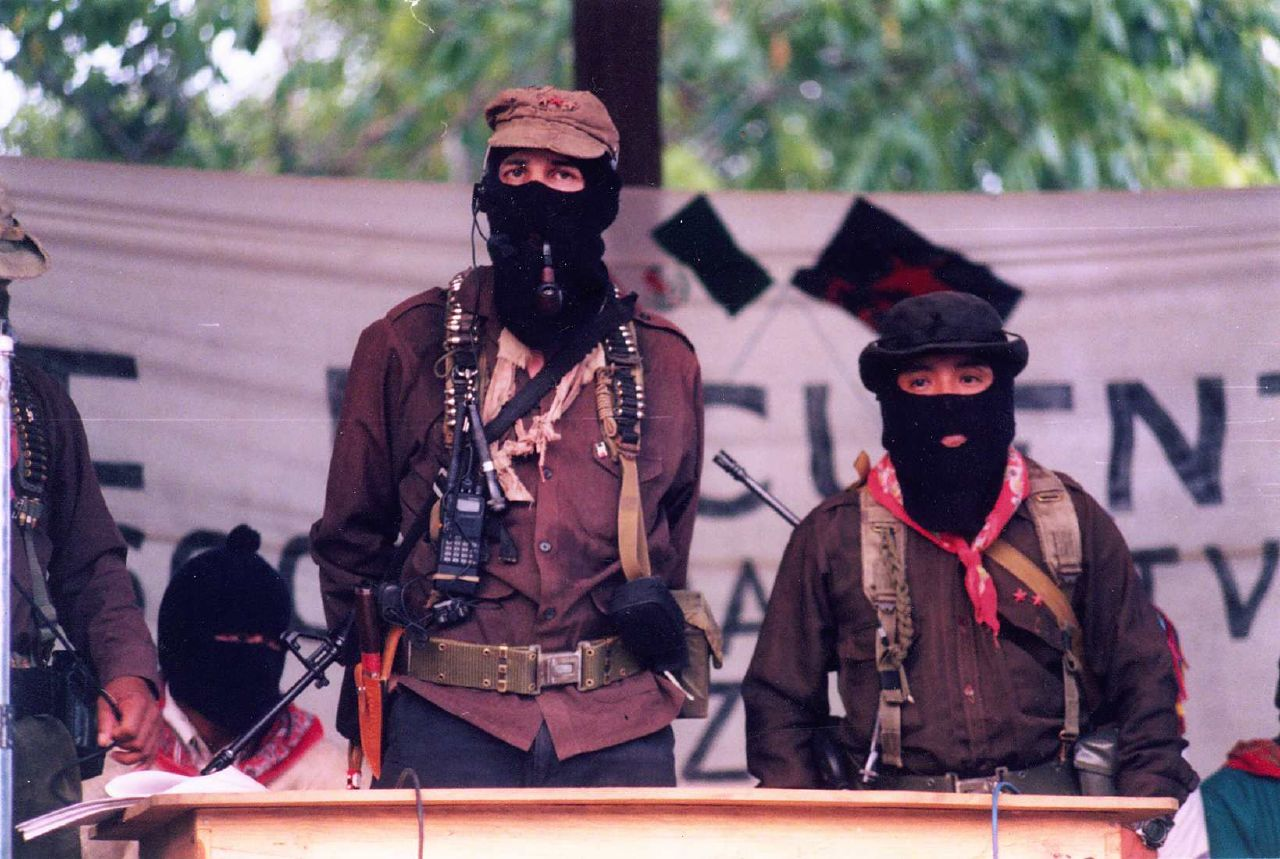
Subcomandante Marcos – formalny przywódca Zapatystowskiej Armii Wyzwolenia Narodowego

Na przełomie marca i kwietnia 2009 roku w Meksyku wybuchła epidemia grypy H1N1.
W 2014 roku w kraju pojawiły się kontrowersje, kiedy rząd Enrique Peña Nieto nakazał porwanie, torturowanie i zamordowanie 43 studentów z miasta Ayotzinapa.

## Ludność

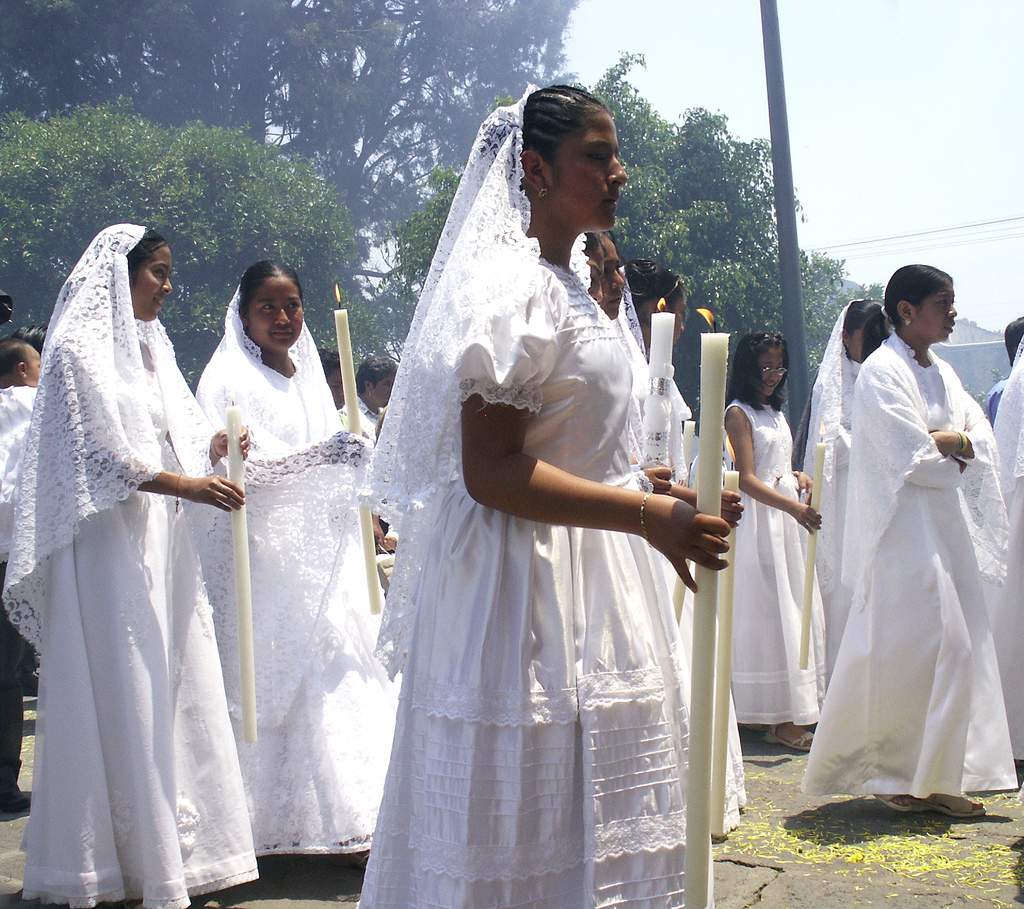
Procesja, Cholula

### Regiony kulturowe
Ze względu na znaczące różnice w środowisku geograficznym, strukturę rasową i sieć osadniczą, w Meksyku doszło do wytworzenia się zwartych regionów kulturowych. Kraj można podzielić na hiszpańsko-metyską północ i indiańskie południe. Podział ten przypomina podobną sytuację w czasach prekolumbijskich, gdy również na obszarze Mesy Centralnej i na południu istniały rozwinięte cywilizacje, natomiast na północy funkcjonowała bardziej prymitywna kultura grup zbieracko-myśliwskich.
Północny Meksyk jest terenem rzadko zaludnionym z nielicznymi skupiskami ludzkimi. W jego ramach można wyróżnić cztery części. Największa z nich pokrywa się z grubsza z Mesą Północną. Górnictwo i rolnictwo wprowadzone tu przez Hiszpanów w XVI stuleciu nadają mu specyficzny charakter, w ostatnim okresie realizowane programy nawadniania ziemi oraz duże inwestycje przedsiębiorstw amerykańskich przyczyniły się do zróżnicowania źródeł utrzymania mieszkańców. Z kolei część północno-wschodnia rozciąga się od Tampico do granicy ze Stanami Zjednoczonymi, a w głębi lądu do Sierra Madre Wschodniej. Pierwotna ludność indiańska została wyparta przez hiszpańskich osadników, którzy stworzyli wielkoobszarowe rancza i farmy. Przez długi czas był to jeden z najuboższych rejonów Meksyku. Jednak z uwagi na rozwijające się wydobycie ropy naftowej, powstanie przemysłu hutniczego i przeprowadzenie licznych projektów irygacyjnych wzdłuż Río Bravo del Norte doszło do znacznej poprawy sytuacji gospodarczej.

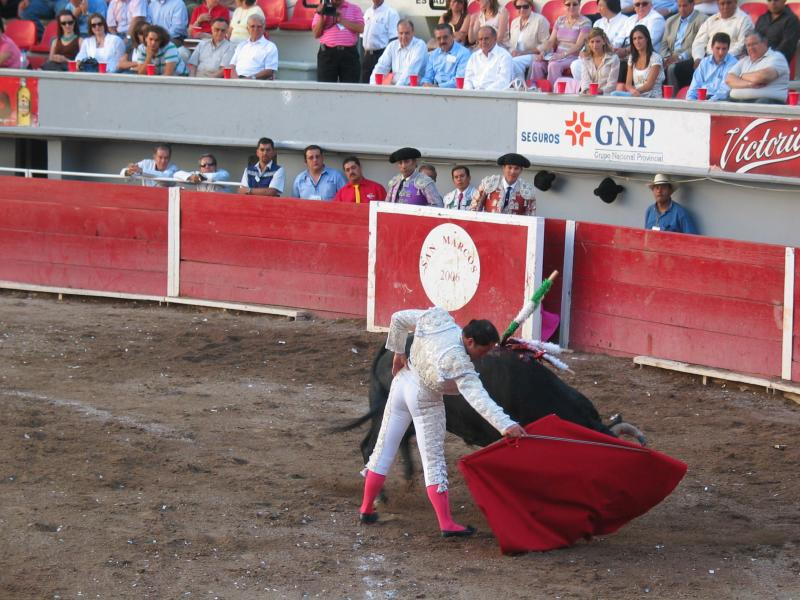
Walka z bykami, Aguascalientes

Północny zachód zajmuje część Sierra Madre Zachodniej i rozciąga się na południe od granicy z USA do stanu Nayarit. Przed podbojem hiszpańskim znajdowały się tu liczne grupy Indian. W chwili obecnej pozostały po nich w odizolowanych regionach tylko plemiona Seri i Tarahumara. W początkowym okresie kolonizacji przeważało tu górnictwo jednak współcześnie najważniejszą rolę odgrywa rolnictwo (a w szczególności hodowla bydła).
Kalifornia Dolna – historycznie jeden z najtrudniej dostępnych rejonów Meksyku pozostaje nadal rzadko zaludniony, mieszkańcy koncentrują się głównie w niewielkich miasteczkach położonych na przeciwnych końcach Półwyspu Kalifornijskiego. Nieliczni Indianie w XVIII w. padli ofiarą przyniesionych tu przez misjonarzy chorób. Kolonizacja europejska koncentrowała się głównie w wilgotniejszych miejscach (np. San Ignacio czy Mulejé), które dawały możliwość uprawy roli.

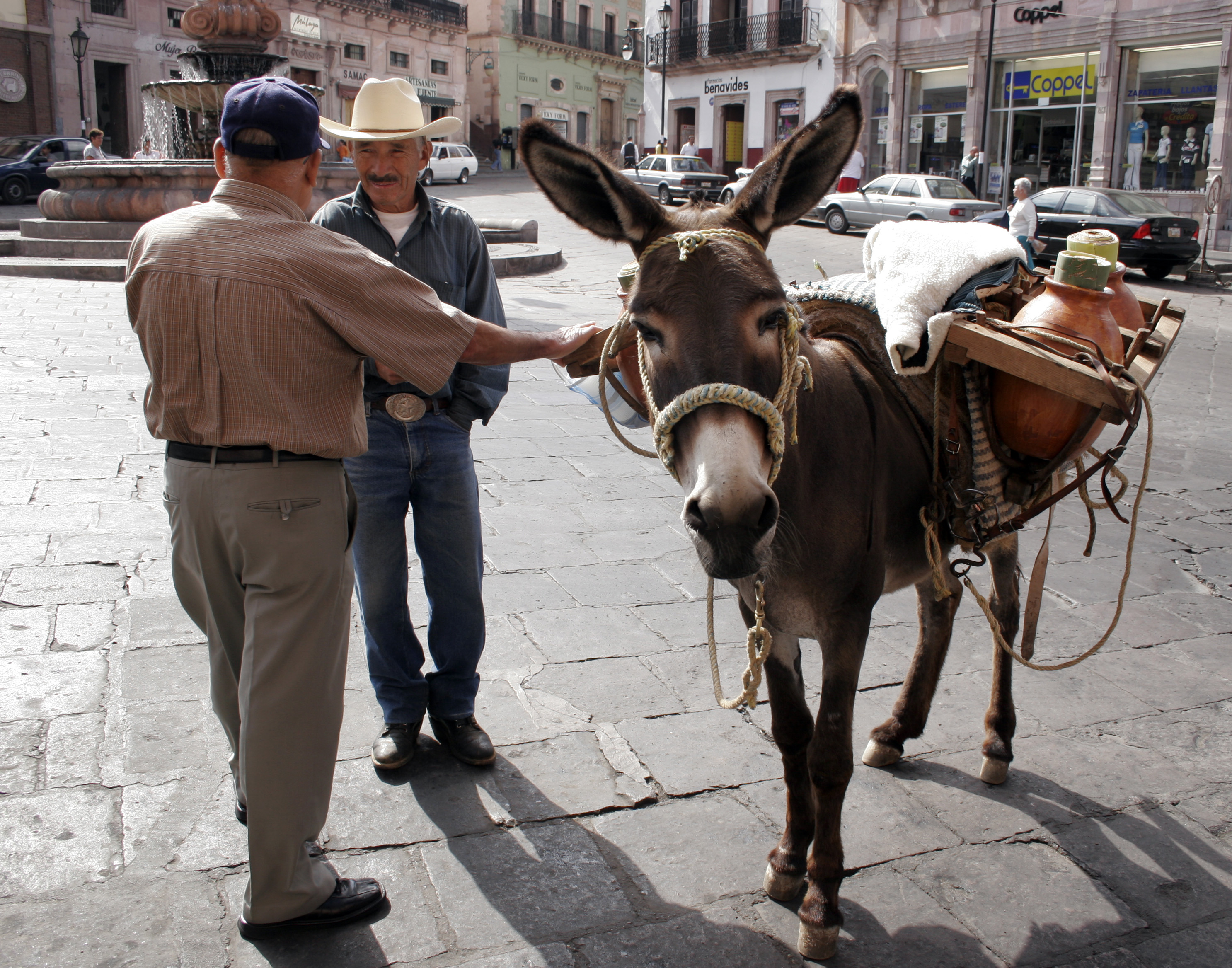
Transport pulque, Zacatecas

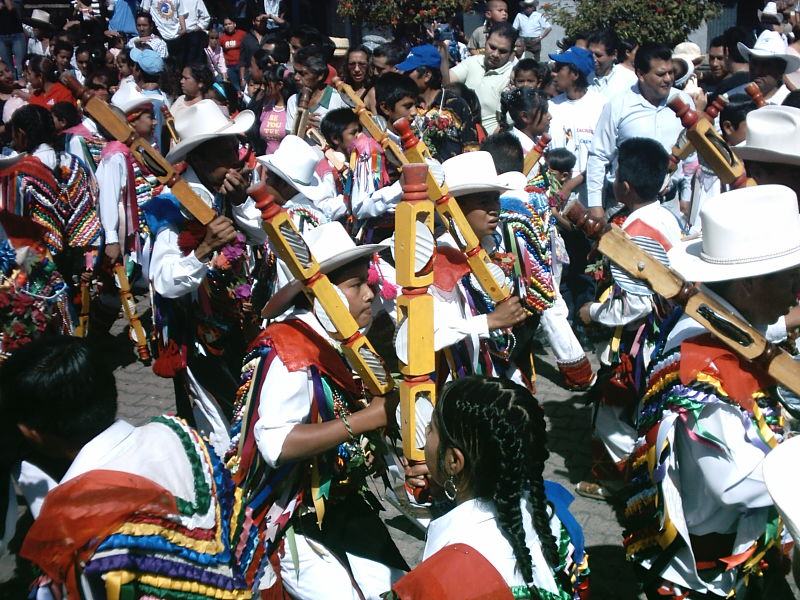
Tancerze, Jalisco

W południowym Meksyku bardziej widoczne są ślady wielkich cywilizacji prekolumbijskich. Najprężniejszym ich ośrodkiem był środkowy Meksyk (Mesa Centralna i sąsiednie wyżyny). Prym wiedli Aztekowie, chociaż istniało tu wiele innych mniejszych plemion. Po przybyciu Hiszpanów sytuacja nie uległa istotnej zmianie – było to nadal centrum Wicekrólestwa Nowej Hiszpanii. Region ten stał się ośrodkiem gospodarczym Nowej Hiszpanii. Duże zagęszczenie ludności sprawiło, że mogła tu rozkwitnąć uprawa roli wymagająca dużej liczby siły roboczej. Doszło do integracji miejscowych Indian z białymi przybyszami oraz z czarnymi niewolnikami. Pierwotni mieszkańcy przetrwali tylko w nielicznych enklawach (np. Michoacán, Mezquital czy Toluca), ich obecność silnie kontrastuje z przeludnionym i silnie zurbanizowanym miastem Meksyk.
Region zachodni ma swój ośrodek w mieście Guadalajara i obejmuje stany: Jalisco, Colima, Nayarit, Zacatecas i Guanajuato. Przeważa tu ludność wiejska, której głównym zajęciem pozostaje rolnictwo. Od najbardziej zamierzchłych czasów był to „spichlerz” kraju, co jest spowodowane urodzajnością gleb oraz korzystnymi warunkami wodnymi i klimatycznymi. W ostatnich latach rozwija się tu również intensywnie przemysł, w szczególności w Querétaro, Salamanca i Irapuato. Nadmorskie Manzanillo pozostaje jednym z największych portów pacyficznych. Takie charakterystyczne rzeczy dla kultury meksykańskiej jak: tequila, sombrero czy muzyka mariachi wzięły swój początek właśnie na zachodzie.
Rejon Balsas jest rzadko zaludniony z uwagi na gorący i suchy klimat. Głównymi zajęciami ludności pozostają tu hodowla oraz ekstensywna uprawa roli.
Południowe wyżyny obejmujące większość stanów: Michoacán, Guerrero i Oaxaca są słabo rozwinięte gospodarczo, co przekłada się na niski stopień zamożności. Tutaj też w największej liczbie koncentruje się ludność indiańska (Zapotekowie, Mistekowie), która zajmuje niewielkie gospodarstwa rolne i posługuje się tradycyjnymi metodami uprawy roli. Jedynie nadbrzeżne kurorty turystyczne (Acapulco, Puerto Escondido) wyróżniają się na tle powszechnie panującego tu ubóstwa.

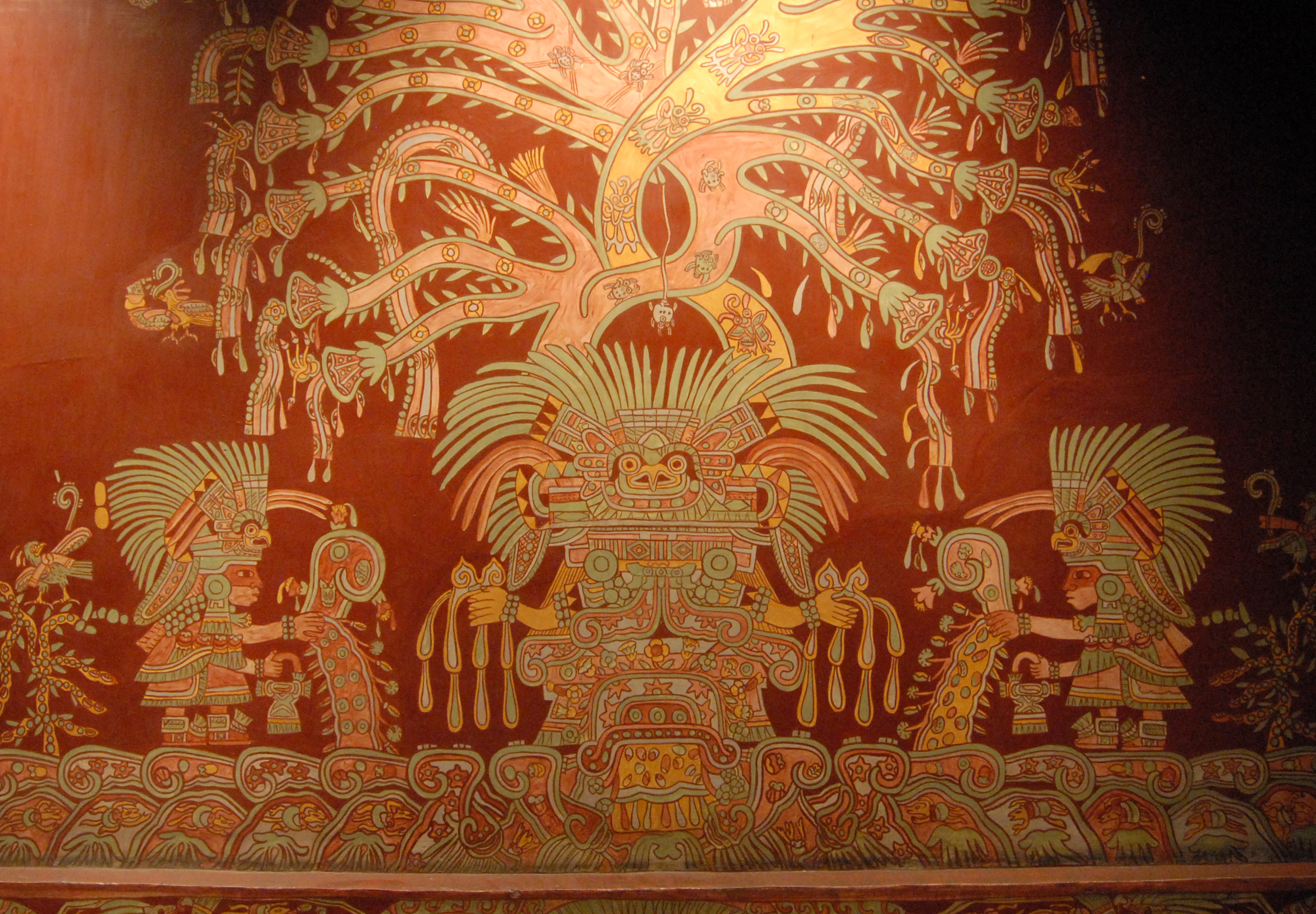
„Wielka bogini”, Teotihuacan

Kolejnym regionem jest wybrzeże nad Zatoką Meksykańską, ze stanami Tabasco i Veracruz i przyległymi do niego zboczami Sierra Madre Wschodniej. Przeważają tu Metysi, jedynie w wyżej położonych częściach znajdują się niewielkie społeczności indiańskie. Przez długi czas Veracruz było głównym „oknem na świat” tego regionu i także współcześnie odgrywa dużą rolę, zarówno pod względem ekonomicznym, jak i kulturowym. Na prowincji rolnictwo towarowe i hodowla są najważniejszym źródłem utrzymania. Południowa część regionu do niedawna była niemal niedostępna dla osadnictwa ze względu na bagnisty i malaryczny charakter, jednakże po przeprowadzeniu licznych inwestycji mających na celu uregulowanie stosunków wodnych tereny stały się bardziej przydatne gospodarczo.
Większość stanu Chiapas jest odizolowana od reszty kraju. Rolnictwo towarowe (w szczególności uprawa bawełny) ma szanse rozwoju na wybrzeżu pacyficznym, w reszcie stanu dominuje pasterstwo i uprawa roli na własne potrzeby. Indianie stanowią większość na obszarze północnych wyżyn wokół San Cristóbal de las Casas, Metysi przeważają na południu.
Centrum dawnej cywilizacji Majów na Jukatanie nadal pozostaje „indiańskie”. Region ten słynie z licznych stanowisk archeologicznych (Chichén Itzá i Uxmal i Tulum). Pod koniec XIX w. w Méridzie – jedynym większym mieście w tej części kraju rozkwitła produkcja agawy (henequen) co doprowadziło do rozkwitu gospodarczego. W tropikalnych lasach deszczowych prymitywne rolnictwo i zbieractwo dają utrzymanie niewielkim społecznościom zamieszkującym ten rejon Jukatanu.

### Miasta

Gęstość zaludnienia

W epoce prekolumbijskiej ludność koncentrowała się w zachodniej, środkowej i południowej części regionu wyżyn. Pierwsi Hiszpanie osiedlali się w dotychczas istniejących miastach indiańskich – w celu łatwiejszego wykorzystania siły roboczej i sprawowania nadzoru nad tubylcami. Poza centralną częścią kraju osadnictwo było rozproszone i rzadkie, ograniczało się głównie do takich placówek jak: kopalnie, misje zakonne czy forty. Początkowo górnictwo odgrywało największą rolę przy koncentracji nowych osadników. W XVI w. powstały liczne osady górnicze, w których wydobywano głównie srebro, były to m.in. Durango, San Luis Potosí, Aguascalientes i Pachuca. Dopiero w połowie XIX w. pojawili się w większej liczbie koloniści w północnej części kraju, którzy zajęli się hodowlą bydła. Powyższe procesy spowodowały, że obecnie Meksyk jest krajem nierównomiernie zaludnionym, występują zarówno rejony o bardzo dużej liczbie mieszkańców (np. miasto Meksyk), jak i tereny praktycznie niezamieszkane (część Kalifornii Dolnej, południowy Jukatan).
Współcześnie Meksyk ulega gwałtownej urbanizacji. W liczbach bezwzględnych przodują wprawdzie największe zespoły miejskie, jednak najwyższy przyrost procentowy ludności dotyczy szeregu małych i średnich miast. W połowie lat 80. kraj posiadał ponad sto ośrodków miejskich, w których liczba mieszkańców wynosiła ponad 50 tys. Główną osią procesu urbanizacji pozostaje wąski pas obejmujący środkowy Meksyk od Puebli do Guadalajary. Najbardziej zauważalny ostatnimi czasy stał się jednak rozrost miast położonych przy granicy ze Stanami Zjednoczonymi.
Wśród meksykańskich miast niekwestionowanym liderem jest miasto Meksyk, które jest głównym ośrodkiem politycznym, gospodarczym, społecznym i oświatowym kraju. Liczące ponad 20 mln mieszkańców miasto Meksyk jest największym zespołem miejskim na świecie.
Guadalajara jest drugim pod względem poziomu zurbanizowania rejonem państwa. Ma ona bardziej tradycyjny niż stolica charakter, zarówno pod względem zabudowy, jak i wyglądu. Guadalajara jest stolicą stanu Jalisco, a jej wpływ gospodarczy rozciąga się na cały region zachodni. Guadalajara jest ważnym ośrodkiem handlowym i przemysłowym. Znajdują się tu m.in. uniwersytet, akademia medyczna oraz wiele szkół, co sprawia, że jest ważnym centrum kulturalnym i oświatowym.
Monterrey z kolei rozwinęło się jako ośrodek przemysłowy (głównie hutniczy). Miasto jest stosunkowo młode (gwałtowna rozbudowa sięga początków XX w.) i pozbawione cennych zabytków architektonicznych. Przyczyną powstania licznych tu hut stali było istnienie blisko położonych złóż węgla kamiennego (zagłębie Sabinas), a oprócz hut istnieje szereg innych zakładów z gałęzi przemysłu ciężkiego. Monterrey jest ostoją Partii Akcji Narodowej i twierdzą politycznego konserwatyzmu.

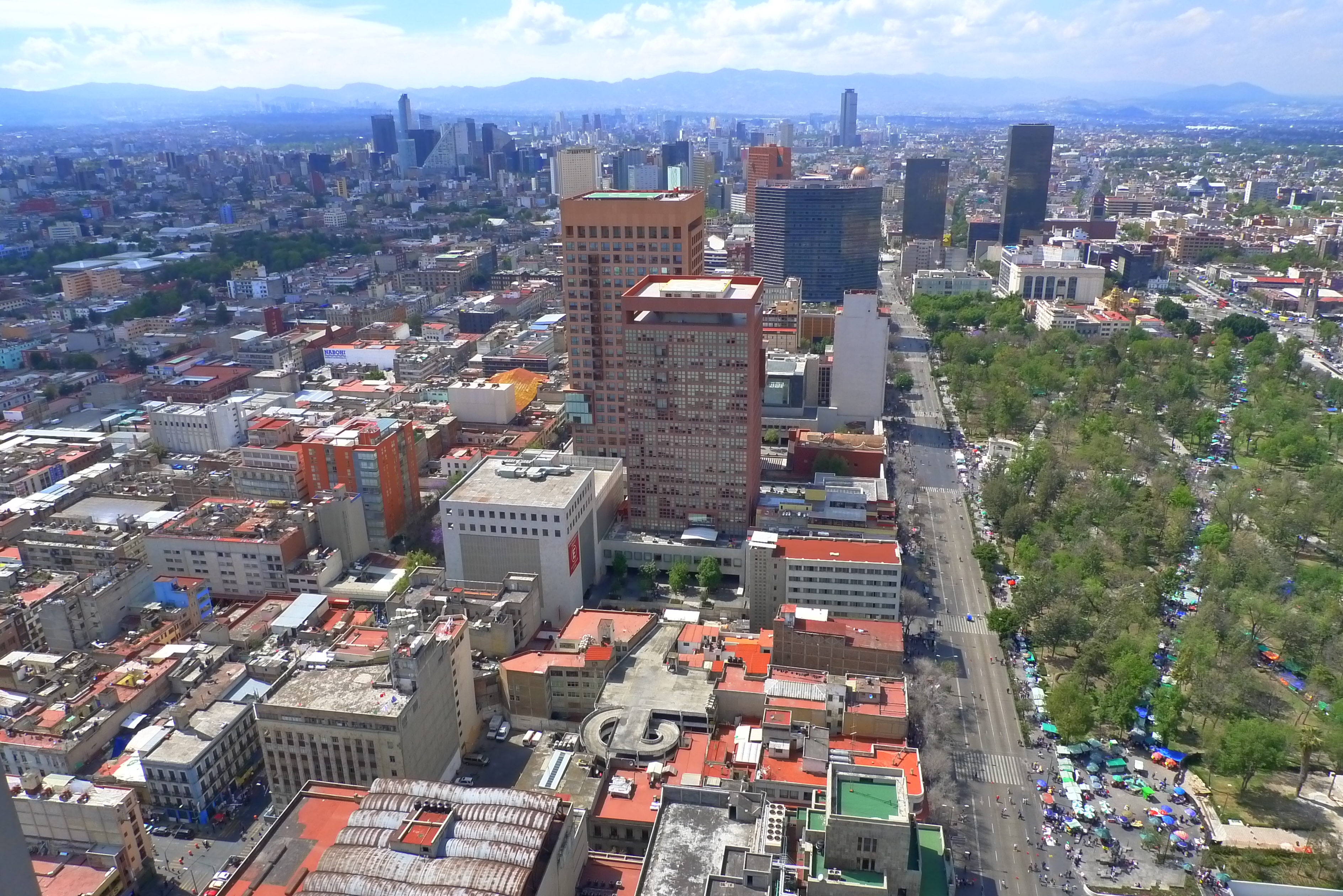
Meksyk

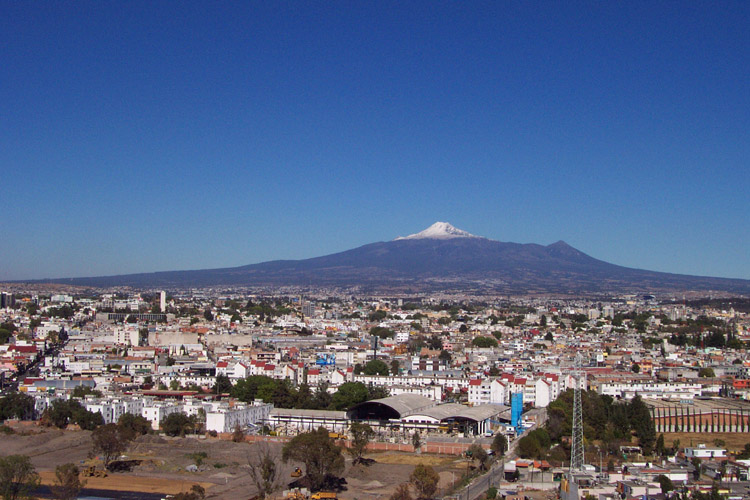
Puebla

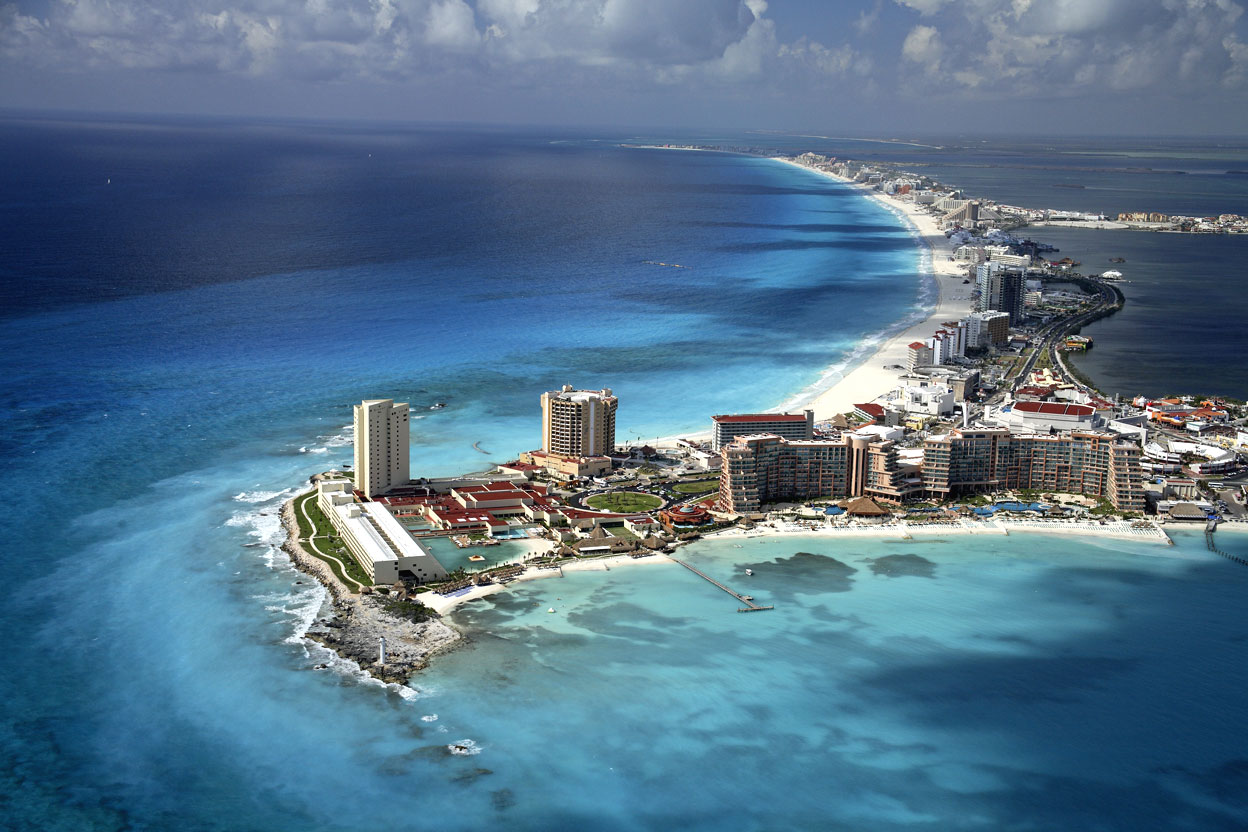
Cancún

| Miejsce                                         | Nazwa                   | Liczba mieszkańców |
| ----------------------------------------------- | ----------------------- | ------------------ |
| 01                                              | Aglomeracja Meksyku     | 19 231 829         |
| 02                                              | Aglomeracja Guadalajary | 4 095 853          |
| 03                                              | Aglomeracja Monterrey   | 3 664 331          |
| 04                                              | Puebla-Tlaxcala         | 2 109 049          |
| 05                                              | Aglomeracja Toluca      | 1 610 786          |
| 06                                              | Tijuana                 | 1 483 992          |
| 07                                              | León                    | 1 425 210          |
| 08                                              | Juárez                  | 1 313 338          |
| 09                                              | La Laguna               | 1 110 890          |
| 10                                              | San Luis Potosí         | 957 753            |
| 11                                              | Santiago de Querétaro   | 918 100            |
| 12                                              | Mérida                  | 897 740            |
| 13                                              | Mexicali                | 855 962            |
| 14                                              | Aguascalientes          | 805 666            |
| 15                                              | Tampico                 | 803 196            |
| 16                                              | Culiacán                | 793 730            |
| 17                                              | Cuernavaca              | 787 556            |
| 18                                              | Acapulco                | 786 830            |
| 19                                              | Chihuahua               | 784 882            |
| 20                                              | Morelia                 | 735 624            |
| 21                                              | Saltillo                | 725 259            |
| 22                                              | Veracruz                | 702 394            |
| 22                                              | Villahermosa            | 644 629            |
| 23                                              | Hermosillo              | 707 890            |
| 24                                              | Reynosa-Río Bravo       | 633 730            |
| 25                                              | Cancún                  | 586 288            |
| Źródło: INEGI II Conteo de Población y Vivienda |                         |                    |

### Struktura etniczna
Ludność Meksyku tworzą głównie Metysi, którzy stanowią ok. 60% społeczeństwa, reszta to Indianie (30%) i ludność pochodzenia europejskiego (przeważnie Hiszpanie) stanowiąca ok. 9%. Dodatkowo w latach 1519 do 1650 sprowadzonych zostało 120 tys. czarnych niewolników. Pod koniec epoki kolonialnej Nową Hiszpanię zamieszkiwało ok. 200 tys. niewolników. Czarni zawierali mieszane małżeństwa zarówno z Indianami, jak i Metysami, w końcu rozpłynęli się wśród liczniejszej pierwotnej ludności, pewne ich ślady w wyglądzie mieszkańców są bardziej zauważalne na zachodnim i wschodnim wybrzeżu (głównie rejon Veracruz).
Ludność indiańska wyróżnia się z reszty społeczności szeregiem cech, takich jak chociażby: język, zwyczaje, strój, jedzenie czy domostwa. Głównym kryterium, stosowanym m.in. na szczeblu administracyjnym, które służy identyfikacji Indian pozostaje język. Ocenia się, że ok. 8% wszystkich Meksykanów włada językami indiańskimi. W roku 2000 jedynie 1% ludności posługiwało się tylko i wyłącznie językami tubylczymi.
| Nazwa              | Liczebność |
| ------------------ | ---------- |
| Náhua              | 2 445 969  |
| Majowie            | 1 475 575  |
| Zapotekowie        | 777 253    |
| Mistekowie         | 726 601    |
| Otomí              | 646 875    |
| Totonakowie        | 411 266    |
| Tsotsil            | 406 962    |
| Tseltal            | 384 074    |
| Mazahua            | 326 660    |
| Mazatekowie        | 305 836    |
| Źródło: CDI (2000) |            |

Największe skupiska Indian znajdują się w regionach gdzie w momencie przybycia Hiszpanów rozkwitały największe cywilizacje. Są to przede wszystkim środkowa, południowa i południowo-wschodnia część kraju. Przykładowo na terenach dawnej cywilizacji Majów znajduje się najwyższy odsetek mieszkańców posługujących się językami indiańskimi (37%), na drugim miejscu pod tym względem jest Oaxaca (36%). Innymi stanami z licznymi populacjami Indian są: Jukatan, Chiapas, Quintana Roo, Hidalgo i Campeche.

### Polacy w Meksyku
Pierwszymi Polakami w Meksyku byli przybyli tu w XVII wieku misjonarze. W latach 1863–1865 prawie 2 tysiące Polaków służyło we francuskiej armii interwencyjnej, która miała na celu osadzenie na tronie cesarza Maksymiliana. Obecna Polonia meksykańska ukształtowała się głównie w pierwszej połowie XX w., a zwłaszcza w okresie międzywojennym gdy do Meksyku przybyło kilka tysięcy Polaków. Polacy zamieszkują głównie rejon miasta Meksyk, środkową część kraju i stanowią nieliczną mniejszość.

### Języki
Z uwagi na długoletnie panowanie Hiszpanii nad Meksykiem język hiszpański jest obecnie językiem dominującym w życiu publicznym, mimo że nigdy nie zostało to uregulowane ustawowo.
Oprócz hiszpańskiego w użyciu jest 68 języków rdzennych (nie licząc wielu ich wariantów, często bardzo odległych), które posiadają status „języka narodowego” zagwarantowany przez Ogólną Ustawę Praw Językowych. 80% Meksykanów, którzy posługują się językami indiańskimi zna również język hiszpański. Najpowszechniejszym językiem tubylczym jest nahuatl (ok. 1,6 mln użytkowników, 1/4 wszystkich Indian). Kolejnym językiem jest język maya (używany przez 13% populacji indiańskiej), później są: zapotecki (7%) i mixtec (7%). Żaden z pozostałych języków nie jest używany przez więcej niż 5% Indian.

### Religie
| Religia                           | Liczebność |
| --------------------------------- | ---------- |
| Katolicy                          | 97 864 218 |
| Pozostali chrześcijanie           | 14 095 307 |
| Bezdenominacyjni                  | 6 778 435  |
| Ewangelikalni i zielonoświątkowcy | 3 566 548  |
| Świadkowie Jehowy                 | 1 530 909  |
| Adwentyści Dnia Siódmego          | 791 109    |
| Prezbiterianie                    | 428 651    |
| Mormoni                           | 337 998    |
| „La Luz del Mundo”                | 190 005    |
| Baptyści                          | 143 133    |
| Żydzi                             | 58 876     |
| Niereligijni                      | 9 488 671  |
| Bezwyznaniowi                     | 3 103 464  |
| Niewierzący (ateiści i agnostycy) | 722 381    |
| Źródło: INEGI (2020)              |            |

Hiszpanie po przybyciu do Meksyku, oprócz gwałtownej eksploatacji Indian, prowadzili również szeroko zakrojoną akcję misyjną wśród tubylców. Oprócz ewangelizacji władze kolonialne nałożyły zakaz wyznawania jakichkolwiek innych religii niż katolicyzm. Wszystko to sprawiło, że Meksykanie są współcześnie społeczeństwem bardzo jednolitym pod względem religijnym, z dominującym Kościołem Rzymskokatolickim. W praktyce jednak, w szczególności w rejonach wiejskich praktykowanie katolicyzmu odbiega znacząco od jego odmian europejskiej i miejskiej. Na prowincji przetrwał szereg zwyczajów, które były tolerowane przez misjonarzy i zostały niejako włączone do praktyk chrześcijańskich.
Konstytucja meksykańska z 1917 gwarantuje swobodę wyznania. Nowelizacja konstytucji z 1992 zniosła wiele poważnych ograniczeń nałożonych wcześniej na Kościół katolicki. Reformy dotyczyły m.in. zniesienia zakazu głosowania przez duchowieństwo, pozostawiono jednak ścisły zakaz bezpośredniego uczestniczenia Kościoła w życiu politycznym. W ostatnich latach można zauważyć coraz poważniejsze włączanie się hierarchii kościelnej w krytykę polityki ekonomicznej i społecznej rządu federalnego.
Spis powszechny przeprowadzony w 2020 r. przez Narodowy Instytut Statystyki i Geografii (INEGI) wskazał rzymskokatolicyzm jako główną religię obejmującą 77,7% populacji (82,7% w 2010), podczas gdy 11,2% zadeklarowało należność do innych kościołów chrześcijańskich – w tym bezdenominacyjnych (5,4%), ewangelikalnych i zielonoświątkowych (2,8%), świadków Jehowy (1,2%), adwentystów dnia siódmego (0,63%), mormonów (0,27%) i innych protestanckich (0,87%). 2,5% osób zadeklarowało się jako wierzący, lecz bez przynależności religijnej, 8,5% wskazało brak religii lub się nie określiło (7,4% w 2010) i 0,2% wyznawało inną religię.
W ostatnich latach w Meksyku nasila się obecność chrześcijaństwa postdenominacyjnego silnie zakorzenionego w przebudzeniach ewangelicznych i zielonoświątkowych ostatniego stulecia. Wzrasta także odsetek osób bez przynależności religijnej.

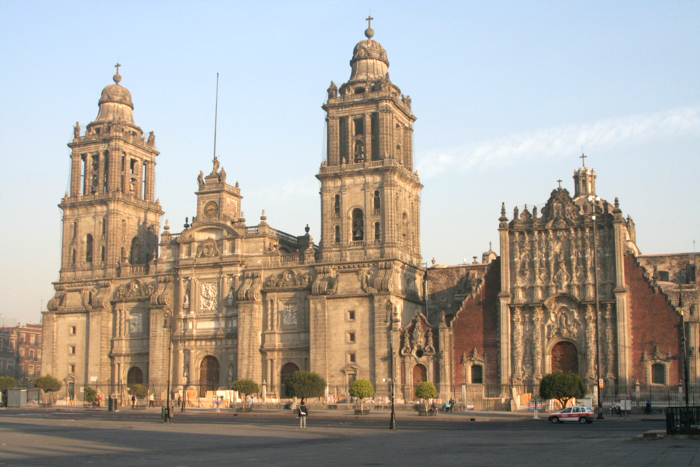
Katedra Metropolitalna w Meksyku

Podział wyznaniowy według Operation World w 2010 roku:
- katolicyzm – 87,6%
- protestantyzm – 9,8%:
  - zielonoświątkowcy – 5,1%
  - niezależne kościoły ewangelikalne – 1,5%
  - prezbiterianie – 1,3%
  - adwentyści dnia siódmego – 0,8%
- brak religii – 3,6%
- mormoni – 1%
- świadkowie Jehowy – 0,7%.

### Demografia

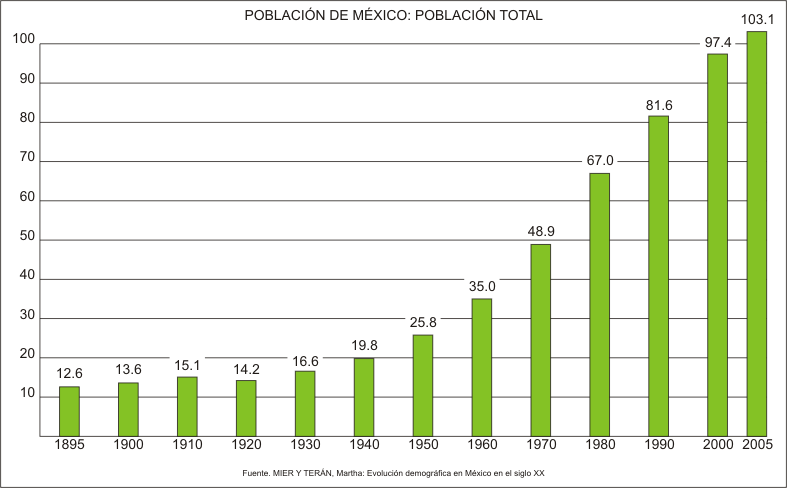
Liczba ludności (mln)

Jedną z najbardziej charakterystycznych cech społeczeństwa meksykańskiego od lat 40. XX w. jest gwałtowny przyrost naturalny. Nawet pomimo jego spowolnienia w latach 80. liczba ludności rośnie o 50% szybciej niż wynosi średnia światowa. Taki rozwój sytuacji jest pochodną wielu czynników, na które składają się przede wszystkim rozwój opieki medycznej oraz rolnictwa. Drastycznie spadł odsetek śmiertelności wśród niemowląt oraz wydłużyła się średnia długość życia, która jednak i tak jeszcze w dużym stopniu odstaje od krajów rozwiniętych. Średnia długość życia niemalże podwoiła się do tej z lat 30. i wynosi obecnie ok. 75 lat.
Kolejną cechą populacji kraju jest duży odsetek ludności, która nie ukończyła nawet 15 lat (stanowi ona 40% społeczeństwa). Od 1915 liczba mieszkańców kraju wzrosła o 500%. Taka gwałtowna eksplozja demograficzna stworzyła szereg napięć społecznych, przede wszystkim na tle gospodarczym i społecznym. Praktycznie wszystkie rządy próbowały prowadzić politykę ograniczającą liczbę urodzin, jednakże bez większego powodzenia.
Wewnętrzna migracja ludności doprowadziła do nierównomiernego zaludnienia kraju. Duże liczby małorolnych chłopów z prowincji i małych miasteczek przeniosły się do miast. Szacuje się, że już 70% wszystkich Meksykanów żyje w miastach, z tego 50% w miastach, których liczba mieszkańców wynosi więcej niż 50 tys. Gwałtownie z drugiej strony spadła liczba ludności na terenach wiejskich. Przy czym jest to spadek tylko procentowy natomiast w liczbach bezwzględnych z uwagi na wysoką migrację obecnie liczba ludności na wsi utrzymuje się na mniej więcej tym samym poziomie. Przyczynami takiego stanu rzeczy są niedostatek ziemi rolnej i brak pozarolniczych miejsc pracy.

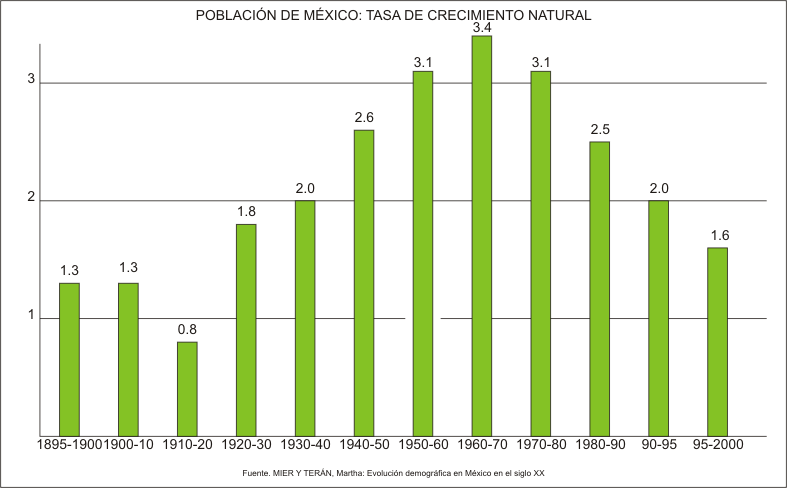
Przyrost naturalny (%)

Większe szanse na awans społeczny w dużych miastach sprawiają, że mieszkańcy wsi cechują się dużą mobilnością i gotowością zmiany miejsca zamieszkania. Dużo migrujących wybiera Guadalajarę, Monterrey czy Pueblę, jednak od wielu lat to stolica jest głównym celem chłopów z prowincji. Drugim miejscem migracji są tereny przygraniczne na północy, które skorzystały na dużych inwestycjach amerykańskich. Ze względu na duży napływ przybyszów z południa rozrosły się takie miasta jak: Ciudad Juárez, Mexicali i Tijuana.
Oprócz przemieszczania się ludności wewnątrz kraju od lat 70. znacząco rośnie emigracja zewnętrzna, w przeważającej części do Stanów Zjednoczonych. Ocenia się, że w latach 1970–1985 od 4 do 8 mln Meksykanów nielegalnie przekroczyło granicę z USA. Większość z tych emigrantów stanowią słabo wykształceni oraz niewykwalifikowani mieszkańcy prowincji, chociaż daje się też zauważyć rosnący odsetek lepiej wykształconych Meksykanów co przekłada się na proces tzw. „drenażu mózgów”.
Nielegalna emigracja pełni rolę zaworu bezpieczeństwa, który pomaga rozładować narastające problemy gospodarcze wywołane przez przeludnienie. Ponadto pieniądze przesyłane przez emigrantów z zagranicy również nie pozostają bez znaczenia dla rodzin, które pozostały w kraju.

### Przestępczość
Przestępczość, oprócz spraw gospodarczych, jest jednym z największych problemów we współczesnym Meksyku. Meksyk jest głównym krajem tranzytowym w szlaku narkotykowym (kokaina, marihuana i heroina) biegnącym z Ameryki Południowej do Stanów Zjednoczonych. Przemyt narkotyków doprowadził do wzrostu zjawisk korupcyjnych w administracji rządowej oraz w policji. Oprócz tego na terenie krajów powstały silne struktury przestępcze, których metody działania są bardzo brutalne.

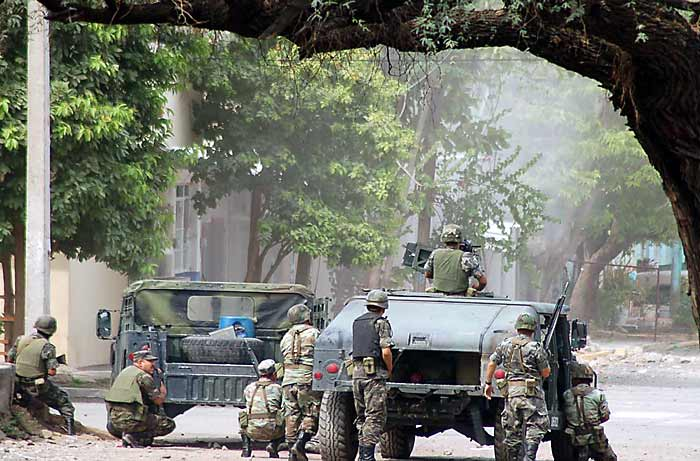
Wojny narkotykowe w stanie Michoacán

Poziom przestępczości jest szczególnie wysoki w dużych miastach. Duże różnice społeczne i polaryzacja pod względem ekonomicznym są jednym z czynników odgrywających dużą rolę we wzroście liczby popełnianych przestępstw. Ponadto wymiar sprawiedliwości działa opieszale i nieskutecznie, co skutkuje stosunkowo niewielkim odsetkiem osób aresztowanych, a następnie skazanych. W celu walki z gangami narkotykowymi Stany Zjednoczone nawiązały z Meksykiem szeroko zakrojoną współpracę. Negatywny wpływ na zwalczanie przestępczości ma fakt, iż niektórzy policjanci pozostają na usługach karteli narkotykowych. Nawet wprowadzenie wojska do walki z gangami nie okazało się skuteczną metodą na ich wyeliminowanie. W ostatnich latach coraz bardziej wzrasta liczba zabójstw na tle porachunków mafijnych, wzmaga się także liczba ataków na policjantów. Oprócz narkotyków kolejnymi sferami działalności przestępczej pozostają handel ludźmi i przerzucanie emigrantów do USA.
Najsilniejszym kartelem narkotykowym w Meksyku jest Sinaloa Cartel. Kartelem tym kieruje Joaquín Guzmán Loera, który dzięki handlowi narkotykami dorobił się znacznej fortuny, miesięcznik Forbes w 2011 wymienił go na 10. miejscu wśród najbogatszych ludzi Meksyku. Sinaloa Cartel działa głównie w centrum i na północy Meksyku. Inne silne kartele narkotykowe to między innymi: El Golfo Cartel, Juárez Cartel, Tijuana Cartel, Los Zetas Cartel, La Familia Michoacana Cartel. Kartele narkotykowe prowadzą między sobą wojny narkotykowe, które co roku pochłaniają tysiące ofiar.

## Gospodarka

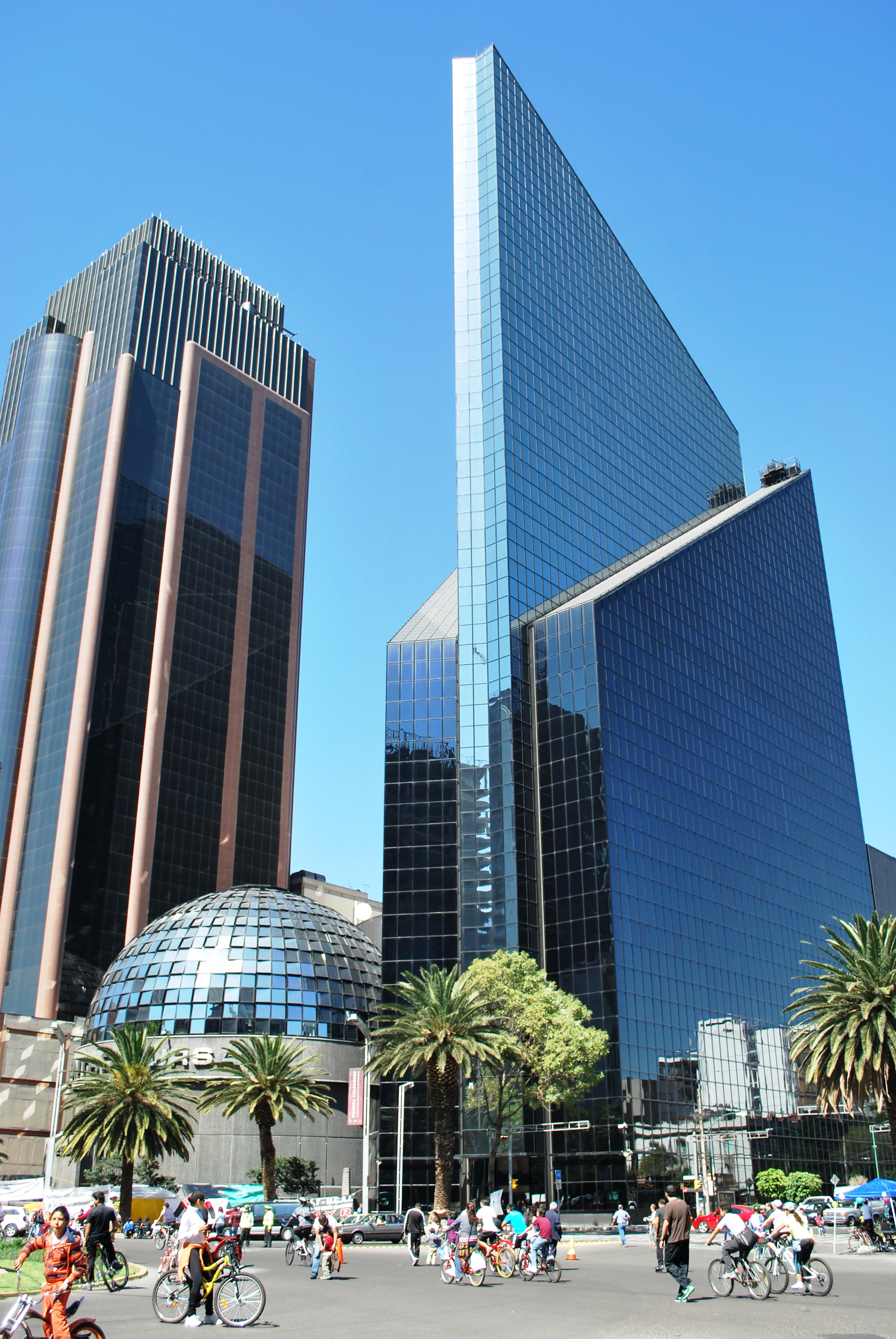
Giełda w mieście Meksyk

Od czasów rewolucji z 1910 w Meksyku zauważalne stało się osłabienie obecności obcego kapitału przy jednoczesnym utrzymaniu stosunkowo wysokiego wzrostu gospodarczego. Kolejną cechą gospodarki meksykańskiej jest duży udział sektorów publicznego oraz mieszanego (partnerstwo sektora prywatnego z państwowym). Państwo posiada liczne mechanizmy regulacyjne, przez które może oddziaływać na rynek, są to m.in. różne licencje, pozwolenia, kwoty produkcyjne czy chociażby ceny urzędowe. Ponadto istnieją ograniczenia w inwestowaniu kapitału prywatnego w pewne branże. Przykładem takich restrykcji może być przede wszystkim działalność naftowa i rafineryjna, telekomunikacyjna czy energetyczna, gdzie państwo pozostaje praktycznie monopolistą. Rząd federalny stara się także uniemożliwiać przedsiębiorstwom zagranicznym przejęcie kontroli nad ubezpieczeniami, leśnictwem i górnictwem i wieloma innymi strategicznymi sektorami gospodarki.
Meksyk należy do grupy krajów rozwijających się. W latach 1960–1980 PKB wzrósł o ponad 150%. Przy równoczesnej eksplozji demograficznej wzrost gospodarczy w tym okresie wynosił średnio 7%, co jest bardzo dobrym wynikiem na tle innych państw Ameryki Łacińskiej. Usługi odpowiadają za około 50% dochodu narodowego, przemysł stanowi 25%, a rolnictwo ok. 10%. Poziom PKB względem siły nabywczej stawia Meksyk na 12. miejscu na świecie. W ostatnich latach Meksyk przoduje wśród państw Ameryki Łacińskiej pod względem wartości nominalnej PKB (8,340 $), zajmując w tym rankingu drugie miejsce. Wydaje się, że kraj podźwignął się z kryzysu ekonomicznego z 1994 i nie opiera się wyłącznie na eksporcie surowców.
Ludność w wieku produkcyjnym stanowi jedną trzecią społeczeństwa. Największa grupa ludności (ok. 30%) zatrudniona jest w sektorze usług. Ponad 25% osób pracuje w rolnictwie, a 12% – w przemyśle. Prawie połowa nierolniczej siły roboczej jest zrzeszona w związkach zawodowych. Najliczniejszy z nich – Konfederacja Pracowników Meksykańskich – jest blisko związany z dominującą w meksykańskim życiu politycznym Partią Rewolucyjno-Instytucjonalną.
Gwałtowny „boom” gospodarczy, który rozpoczął się w latach 70. był podtrzymywany przez rosnące dochody z drożejącej ropy, które umożliwiały duże inwestycje w sektorach publicznym i prywatnym. Napływ kapitału przełożył się na nowe miejsca pracy i rozszerzenie bazy dla rynku towarów i usług. Drugą stroną szybkiego rozwoju kraju było rosnące zadłużenie w prywatnych bankach i instytucjach finansowych z zagranicy. Dodatkowo na początku lat 80. doszło do spadku cen ropy naftowej co wywołało głęboki kryzys ekonomiczny.
Rząd został zmuszony do rozluźnienia polityki celnej i wprowadzenia większej swobody gospodarczej w celu pobudzenia wymiany handlowej, przyciągnięcia inwestorów zagranicznych i pobudzenia przedsiębiorczości. W pierwszej połowie lat 90. miał miejsce umiarkowany wzrost PKB. Jednakże poważne zagrożenie zaczęło stanowić przewartościowanie peso w stosunku do dolara. Dewaluacja peso przeprowadzona w 1994 doprowadziła z kolei do gwałtownego spadku wartości krajowej waluty. W reakcji na to z Meksyku szerokim strumieniem zaczął odpływać kapitał. Tym samym gospodarka meksykańska znalazła się na skraju głębokiego załamania ekonomicznego. W reakcji na to Stany Zjednoczone zdecydowały się udzielić pomocy w postaci pożyczki w celu ratowania słabnącego peso. Jak się później okazało, kryzys gospodarczy z lat 1994–1996 był najpoważniejszy w kraju od czasów wielkiej depresji z lat 30. Doprowadził do wzrostu ubóstwa i spadku poziomu życia dużej części Meksykanów. PKB w latach 1994–1995 spadł o 6,2%.
W nowe stulecie Meksyk wkroczył z nieco mocniejszą ekonomią, którą napędzają w dużej części przemysł oraz górnictwo. Nie bez znaczenia dla poprawy sytuacji gospodarczej było wstąpienie Meksyku do NAFTA – Północnoamerykańskiego Porozumienia o Wolnym Handlu. Meksyk pozostaje nadal bardzo uzależniony od sytuacji ekonomicznej Stanów Zjednoczonych. W 2005 PKB Meksyku wyniósł 768,4 mld dolarów.

### Rolnictwo
| Nazwa         | Ilość (t) | Miejsce na świecie |
| ------------- | --------- | ------------------ |
| Awokado       | 1 040 390 | 1                  |
| Cebula        | 1 130 660 | 1                  |
| Cytryny       | 1 824 890 | 1                  |
| Krokosz       | 212 765   | 1                  |
| Suszone owoce | 95 150    | 2                  |
| Papaja        | 955 694   | 2                  |
| Papryka       | 1 853 610 | 2                  |
| Fasola        | 93 000    | 3                  |
| Pomarańcze    | 3 969 810 | 3                  |
| Anyż          | 32 500    | 3                  |
| Kurczaki      | 2 245 000 | 3                  |
| Szparagi      | 67 247    | 4                  |
| Mango         | 1 503 010 | 4                  |
| Kukurydza     | 20 000    | 4                  |
| Źródło: FAO   |           |                    |

Rolnictwo ma 10-procentowy udział w wytwarzanym dochodzie narodowym i daje zatrudnienie ok. jednej czwartej ludności w wieku produkcyjnym. Znacząca część sektora rolniczego opiera się na tradycyjnych metodach gospodarowania, w szczególności w biedniejszych regionach zamieszkanych przez Indian. Produkcja rolna w takich rejonach bazuje głównie na kukurydzy, fasoli, uprawianych często na ziemi należącej do wspólnot gminnych. Taki system cechuje się wysokim zapotrzebowaniem na siłę roboczą i niską wydajnością. Z ogólnego areału ziemi rolnej grunty orne i sady zajmują 12% powierzchni kraju a łąki i pastwiska – 37%.
Jednym ze skutków rewolucji 1910 r. była reforma ziemska, która zaowocowała wprowadzeniem tzw. systemu ejido. W momencie wybuchu rewolucji ogromna część chłopów praktycznie nie posiadała własnej ziemi i pracowała u bogatych posiadaczy ziemskich na hacjendach. Konstytucja z 1917 zawierała postanowienia nakładające ograniczenia na maksymalną wielkość jednego gospodarstwa rolnego. Przepisy te dawały możliwość wywłaszczania i podziału uzyskanej w ten sposób ziemi pomiędzy bezrolnych chłopów. Małe obszarowo działki zostały oddane we wspólne użytkowanie niewielkim społecznościom, z których członkowie korzystali indywidualnie (ziemia uprawna) lub wspólnie (pastwiska, lasy). Późniejsze zmiany przyniosły powstanie lokalnych wspólnot pod nazwą ejidos. Pod koniec lat 30. XX w. większość z hacjend upadła (utrzymały się głównie na pasterskiej północy). Reforma rolna doprowadziła do powstania licznych małych gospodarstw, których powierzchnia najczęściej wynosiła od 4 do 8 ha. Mimo że duża część ich produkcji jest wykorzystywana na własne potrzeby to znaczna ilość trafia również do mieszkańców miast i osad nierolniczych. Kukurydza pozostaje tam podstawową rośliną uprawną, ale istnieje również na niewielką skalę chów zwierząt.
Gospodarstwa rolne nastawione na produkcję towarową są najliczniejsze w rejonie Zatoki Meksykańskiej, wyżyn Chiapas, nawadnianych części na północy i północnym zachodzie kraju oraz Guanajuato (Mesa Centralna). Rośliny tropikalne już od czasów kolonialnych uprawia się na nadbrzeżnej równinie przy Zatoce Meksykańskiej i przyległych terenach. Obecnie uprawy rozciągają się również bardziej na południowy wschód od Tampico do Chiapas aż po wschodnie zbocza Sierra Madre Wschodniej. Kawa i trzcina cukrowa pod względem areału i dochodowości mają największe znaczenie. Produkty te wystarczają na zaspokojenie krajowych potrzeb a duże nadwyżki są przeznaczane na eksport.
Kawa jest jednym z najcenniejszych artykułów eksportowych, jednakże wzrost zapotrzebowania na cukier sprawił, że straciła nieco na znaczeniu. Banany, mango, kakao i ryż znajdują zbyt w dużej części na rynku krajowym. Meksyk jest również czołowym producentem wanilii, która jest zbierana w tym rejonie. Mniejsze areały upraw kakao i trzciny cukrowej znajdują się w zachodnim Chiapas. Natomiast bawełna dominuje na polach położonych przy granicy z Gwatemalą i nad Pacyfikiem.
Części północna i północno-zachodnia kraju cechują się dużą skalą wykorzystania irygacji w rolnictwie. Nawadniane są przede wszystkim uprawy bawełny. Duże projekty irygacyjne zaczęły być realizowane w regionie już od lat 30. Plan „Laguna” przeprowadzony niedaleko miasta Torreón był jednym z pierwszych, mających na celu doprowadzenie wody na te skąpe w opady tereny. Pozyskane dla rolnictwa ziemie były oddawane ejidos, które uprawiały bawełnę za pomocą zmechanizowanych metod. Z kolei w okolicach Chihuahua zrealizowano plan „Las Delicias”, który umożliwił powiększenie areału pszenicy. Pomimo powstania nowych terenów rolnych gwałtowny przyrost ludności sprawia, że Meksyk pozostaje importerem zboża od lat 80.
W dolinach rzek Fuerte i Yaqui w latach 40. przeprowadzono program odzyskania zasolonych gleb na potrzeby nowych upraw. Podobne prace prowadzono również na terenach sięgających do Hermosillo na północy i do Culiacán na południu. Większość z tych obszarów została powierzona spółdzielniom – ejido, część natomiast znajduje się w prywatnych rękach. W regionie stanu Sinaloa pszenica odgrywa najistotniejszą rolę, jest to jeden z największych ośrodków uprawy tego zboża. Oprócz tego północno-zachodnie rejony Meksyku są wykorzystywane do zbiorów bawełny, warzyw i roślin oleistych. Duża część warzyw takich jak pomidory czy sałata jest eksportowana do Stanów Zjednoczonych. Dolina Mexicali stanowi natomiast ważny ośrodek upraw roślin włókienniczych.
Region Mesy Centralnej od dawna uważany jest za „spichlerz” kraju. Pszenica, kukurydza, warzywa, orzeszki ziemne i fasola są podstawowymi produktami tutejszych małych gospodarstw. W ostatnich latach coraz większe znaczenie na rynku produktów rolnych zdobywa region Guanajuato, co jest spowodowane sąsiedztwem z gęsto zaludnionymi miastami.

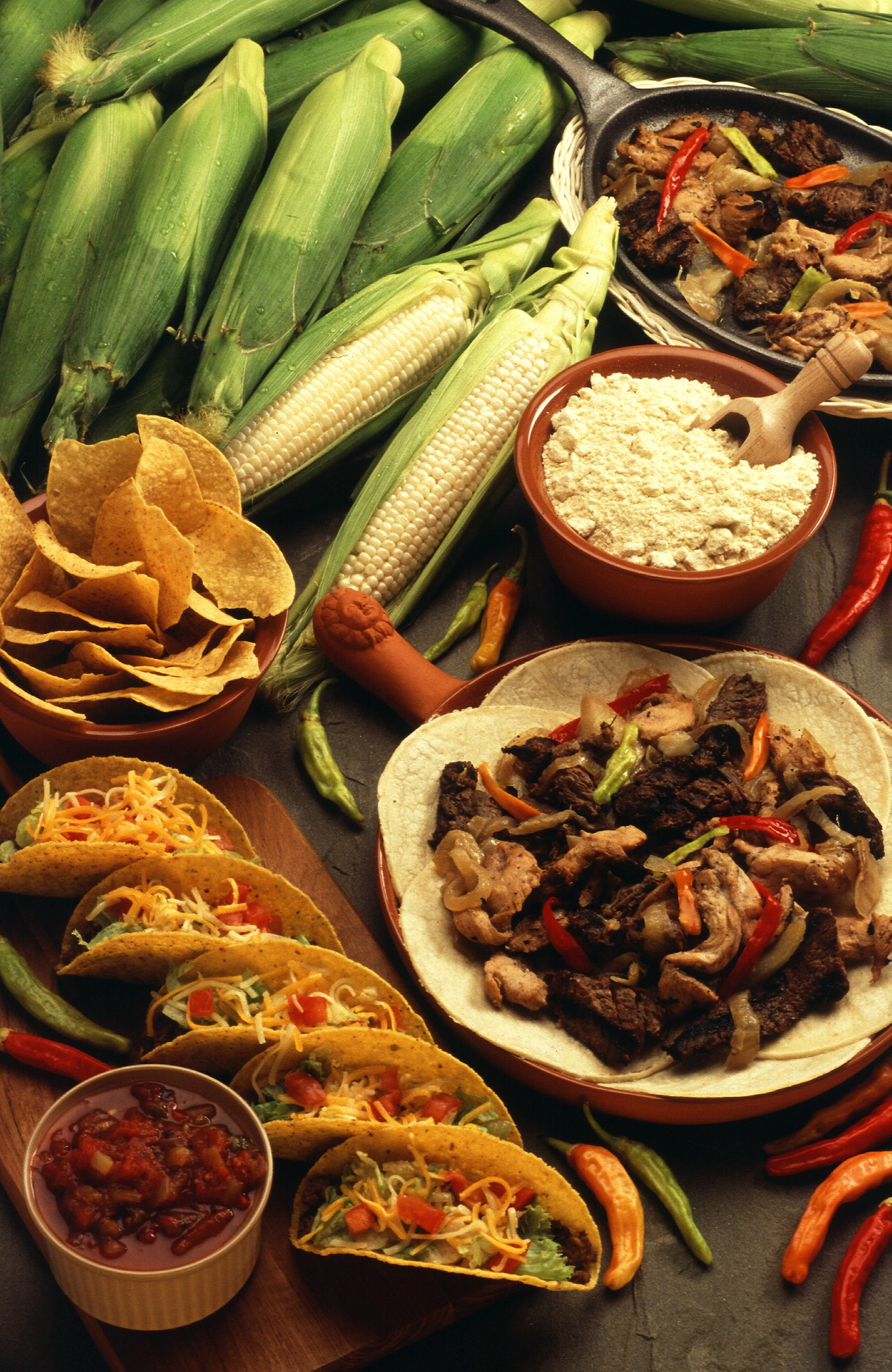
Wyroby z mąki kukurydzianej

Hodowla koncentruje się w północnej części kraju. Mimo przeprowadzonej reformy rolnej w dalszym ciągu istnieją tu duże gospodarstwa, które dobrze sprawdzają się przy chowie dużych stad. Ze względu na suchy klimat i ograniczoną wegetację występują tu duże trudności w rozwijaniu produkcji. Duża część mięsa trafia na eksport na rynek amerykański. W celu poprawienia wyników tutejszych farmerów zastąpiono stare hiszpańskie rasy bydła nowymi – bardziej mięsnymi. Niektóre pastwiska dzięki nawożeniu i nawadnianiu stały się dostępne do użytkowania przez cały rok. Coraz powszechniejsze staje się również karmienie krów paszami.
Oprócz północy chów bydła jest również popularny w tropikalnych rejonach Chiapas i północno-wschodniego wybrzeża Zatoki Meksykańskiej. Farmerzy uzyskują tutaj zdecydowanie lepsze wyniki w hodowli niż na północy ze względu na większą wilgotność i lepsze warunki wegetacyjne. Lasy deszczowe są wycinane, a na ich miejscu sieje się trawy w celu szybszej możliwości wykorzystania nowych terenów. Proces ten wywołuje niekorzystne skutki dla środowiska, ze względu na ważną rolę lasów w regulacji stosunków wodnych i powstrzymywaniu procesów erozyjnych.
Meksyk jest producentem rzadkich roślin przemysłowych. Są to m.in. henequen (gatunek agawy) – roślina wykorzystywana w meblarstwie. Henequen została wprowadzona na Jukatanie w latach 80. XIX w. i przez długi czas to właśnie Jukatan był głównym źródłem tego surowca. Reforma z lat 30. XX w. przyczyniła się jednak do zmniejszenia areału z uwagi na wcześniejszą specjalizację dużych hacjend w tym zakresie. Maquey (kolejny gatunek agawy) porasta niektóre pola na Mesie Centralnej. Początkowo maquey było wykorzystywane do produkcji pulque – niedrogiego napoju alkoholowego. Roślina ta cieszy się dużym powodzeniem w niewielkich gospodarstwach ze względu na możliwość uprawy na mało żyznych i skalistych ziemiach. Jeden z symboli kraju – tequila jest również wyrabiana z maquey, ośrodkiem jej produkcji jest miasto Tequila położone w stanie Jalisco. Z agawy wyrabiany jest również mescal – jeden z popularnych alkoholi meksykańskich.

### Leśnictwo

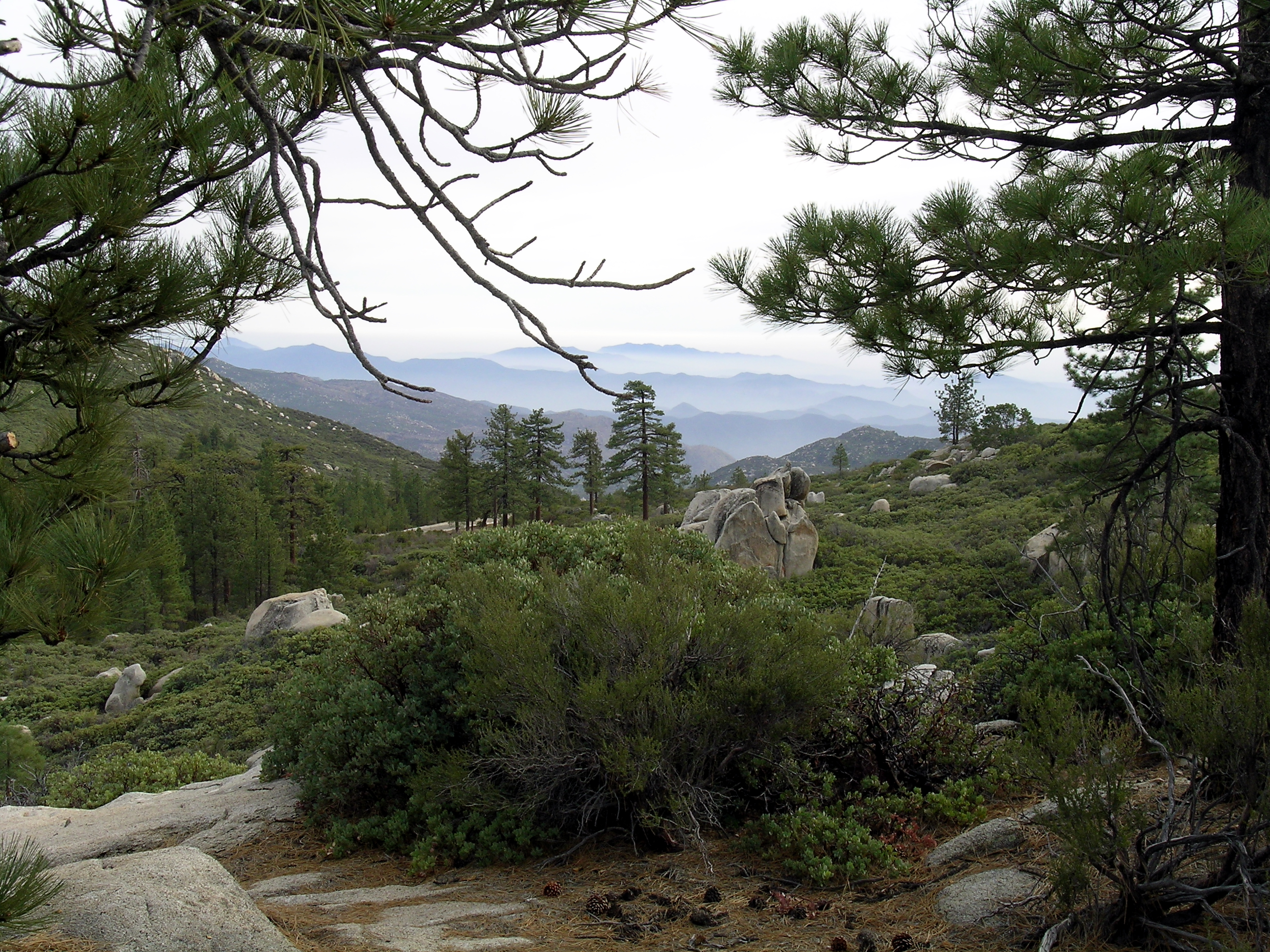
Lasy iglaste, Kalifornia Dolna

Meksyk dysponuje znaczącymi zasobami leśnymi, nawet pomimo tego, że dużą część kraju stanowią półpustynie i duża część lasów istniejących przed przybyciem Europejczyków została wycięta, a ogołocona ziemia wystawiona na działanie wiatru. Szacuje się, że ok. 2/3 obecnego Meksyku na początku XVI w. okrywały lasy. W 2005 obszary leśne stanowiły 34% powierzchni kraju. Gwałtowna wycinka spowodowała, że pozyskiwanie drewna zostało objęte ścisłą kontrolą. Jednak nawet nadzór administracji rządowej nie jest w stanie powstrzymać szybko postępującej deforestacji. Pomiędzy 1970 a 1985 rokiem Meksyk stracił 1/6 swoich lasów.
Największe obszary leśne znajdują się na południowym wschodzie i południu kraju. Składa się na nie wiele cennych drzew użytkowych (m.in. mahoniowiec, dąb i sosna). Ponadto lasy deszczowe stanu Chiapas są ważnym źródłem gumy chicle uzyskiwanej z drzew pigwicy właściwej, która jest wykorzystywana do wyrobu gum do żucia. Wyższe partie Sierra Madre Wschodniej i Zachodniej porastają z kolei lasy iglaste (sosna i jodła) oraz niektóre gatunki drzew liściastych (dąb). Produkcja drzewa nie jest jednak wystarczająca aby sprostać potrzebom kraju, dlatego duża część papieru i tektury musi być importowana.

### Rybołówstwo
Od lat 40. XX w. Zatoka Meksykańska na szerokości od Tampico do Veracruz jest wykorzystywana do przemysłowego połowu krewetek. Do tego samego celu służą też wody Zatoki Kalifornijskiej. Głębokie wody pacyficzne niedaleko Półwyspu Kalifornijskiego obfitują w wiele gatunków cennych ryb oceanicznych. Rejon ten stał się głównym obszarem połowowym kraju od momentu pojawienia się nowoczesnej floty rybackiej. Poławia się tu głównie sardynki i tuńczyki. Ważne łowiska znajdują się także przy Zatoce Campeche i Półwyspie Jukatańskim.

### Przemysł

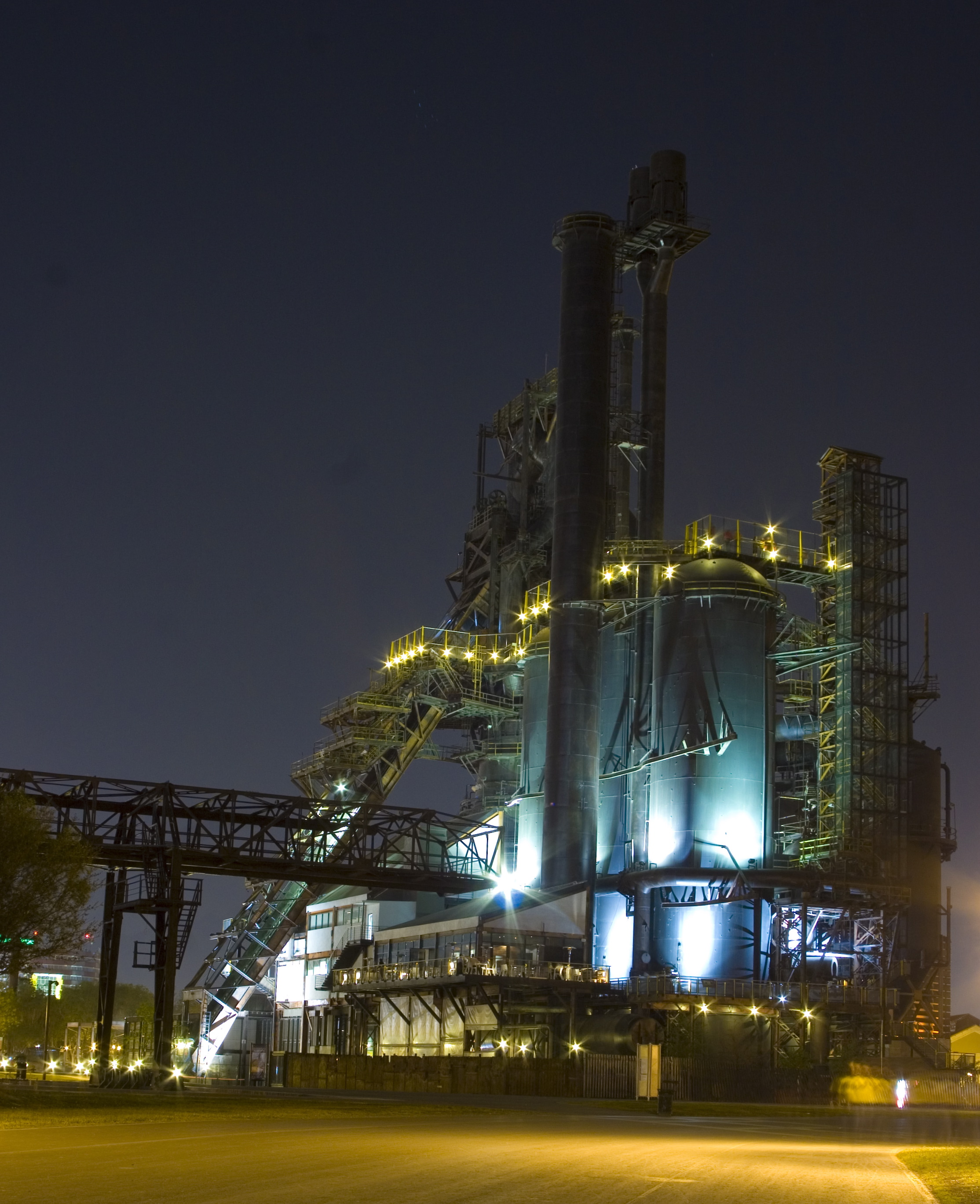
Huta, Monterrey

Meksyk w ostatnich latach odchodzi od modelu typowego kraju surowcowego, którego główną pozycję eksportową stanowiła ropa naftowa do bardziej zróżnicowanego modelu gospodarczego. Rozwinięte są m.in. przemysł samochodowy, metalowy, chemiczny, papierniczy, tekstylny, spożywczy, elektroniczny.
Meksyk jest jednym z najbardziej uprzemysłowionych państw Ameryki Łacińskiej. Produkcja przemysłowa odpowiada za prawie jedną czwartą PKB i daje zatrudnienie jednej dziesiątej siły roboczej. Zdecydowana większość zakładów znajduje się w obszarze metropolitarnym stolicy, ze względu na duży rynek zbytu i dobrze rozwiniętą infrastrukturę. Profil produkcji jest tutaj bardzo szeroki i obejmuje przetwórstwo spożywcze, przemysł samochodowy, maszynowy, elektroniczny, hutniczy i wiele innych. Wysiłki rządu zmierzające do zdekoncentrowania produkcji przemysłowej jak na razie nie przynoszą efektów. Jedyne co daje się zauważyć to przenoszenie się fabryk na obrzeża aglomeracji, ale dalej w ramach środkowej części kraju. Odstępstwem od koncentracji produkcji w środkowym Meksyku jest szybki rozwój tzw. maquiladoras (montowni), położonych przy granicy ze Stanami Zjednoczonymi. W ich ramach odbywa się bezcłowy transport surowców i materiałów pomiędzy Meksykiem a USA w wąskim pasie granicznym. Przeważająca większość maquiladoras należy do zagranicznych koncernów, które zdecydowały się na ich założenie ze względu na niskie koszty pracy.

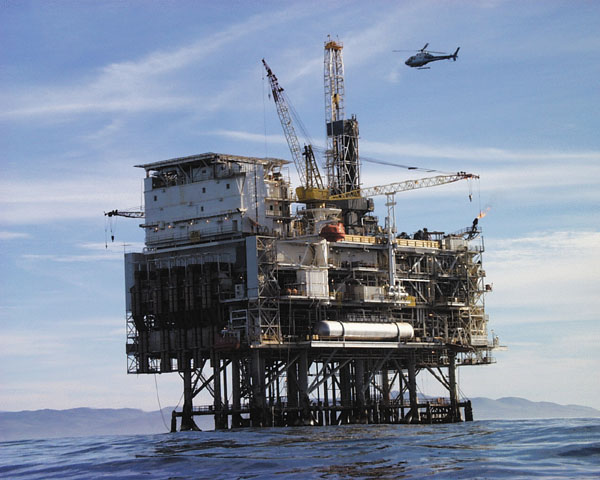
Platforma wiertnicza

Oprócz miasta Meksyk duże zagęszczenie fabryk występuje w rejonach miast Monterrey i Guadalajara. Szczególny skok można zauważyć w przemyśle ciężkim, który zaczął się szybko rozwijać po II wojnie światowej. Głównym jego ośrodkiem pozostaje miasto Monterrey. W latach 1970–1980 produkcja stali w Meksyku praktycznie się podwoiła. W ostatnich latach do branży trafiły nowoczesne technologie, które zwiększyły konkurencyjność meksykańskich stalowni. W latach 90. niektóre zakłady należące do przedsiębiorstw zagranicznych zostały przejęte przez rodzimy kapitał.
Branże maszynowa i samochodowa koncentrują się w okolicach Puebla, Toluca i Hermosillo. Fabryki włókiennicze i odzieżowe są natomiast rozproszone. Niemniej jednak w niektórych regionach istnieją ośrodki z dużymi tradycjami we włókiennictwie (m.in. Guadalajara), cały czas powstają też nowe zakłady np. w Torreón czy Ciudad Juárez. Powstające jak „grzyby po deszczu” maquiladoras przyczyniły się do powstania bardziej zaawansowanych technologicznie sektorów gospodarki, takich jak: branże elektroniczna i komputerowa (np. Tijuana).
Komisja Federalna ds. Elektryczności zarządza siecią energetyczną kraju. Głównymi źródłami energii w Meksyku są obecnie ropa i gaz, które wyprzedziły pod tym względem hydroelektrownie.

### Budownictwo

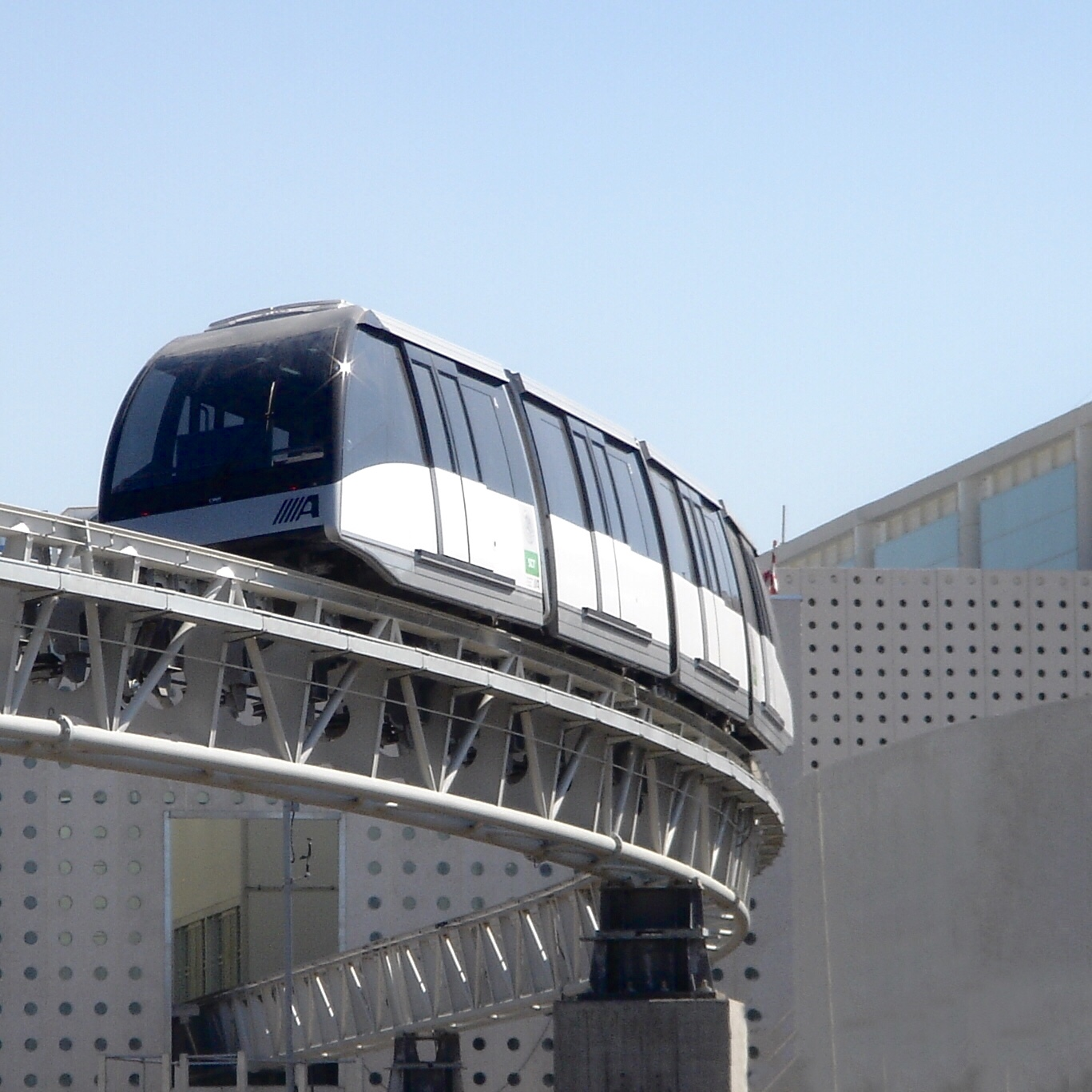
Kolejka na lotnisku, miasto Meksyk

Przed spowolnieniem gospodarczym w latach 80. roboty publiczne (mieszkania, drogi, koleje) odpowiadały prawie połowie całej branży budowlanej. Z biegiem czasu państwo ze względu na brak środków zaczęło ograniczać swoją rolę a inicjatywę w tym zakresie przejął kapitał prywatny. Pewnym bodźcem dla rozwoju tego sektora stało się trzęsienie ziemi, które nawiedziło kraj w 1985.
Brak wystarczających zasobów mieszkaniowych jest jednym z największych problemów współczesnego Meksyku. Ponadto wiele z istniejących mieszkań nie odpowiada podstawowym standardom, sytuacja wygląda szczególnie źle na terenach wiejskich. W miastach rząd federalny prowadzi programy budowy mieszkań komunalnych. Jednakże mimo ingerencji państwa problem narasta cały czas. Ponadto konieczność cięć budżetowych sprawia, że funduszy na budowę mieszkań jest coraz mniej.

### Podziały społeczne

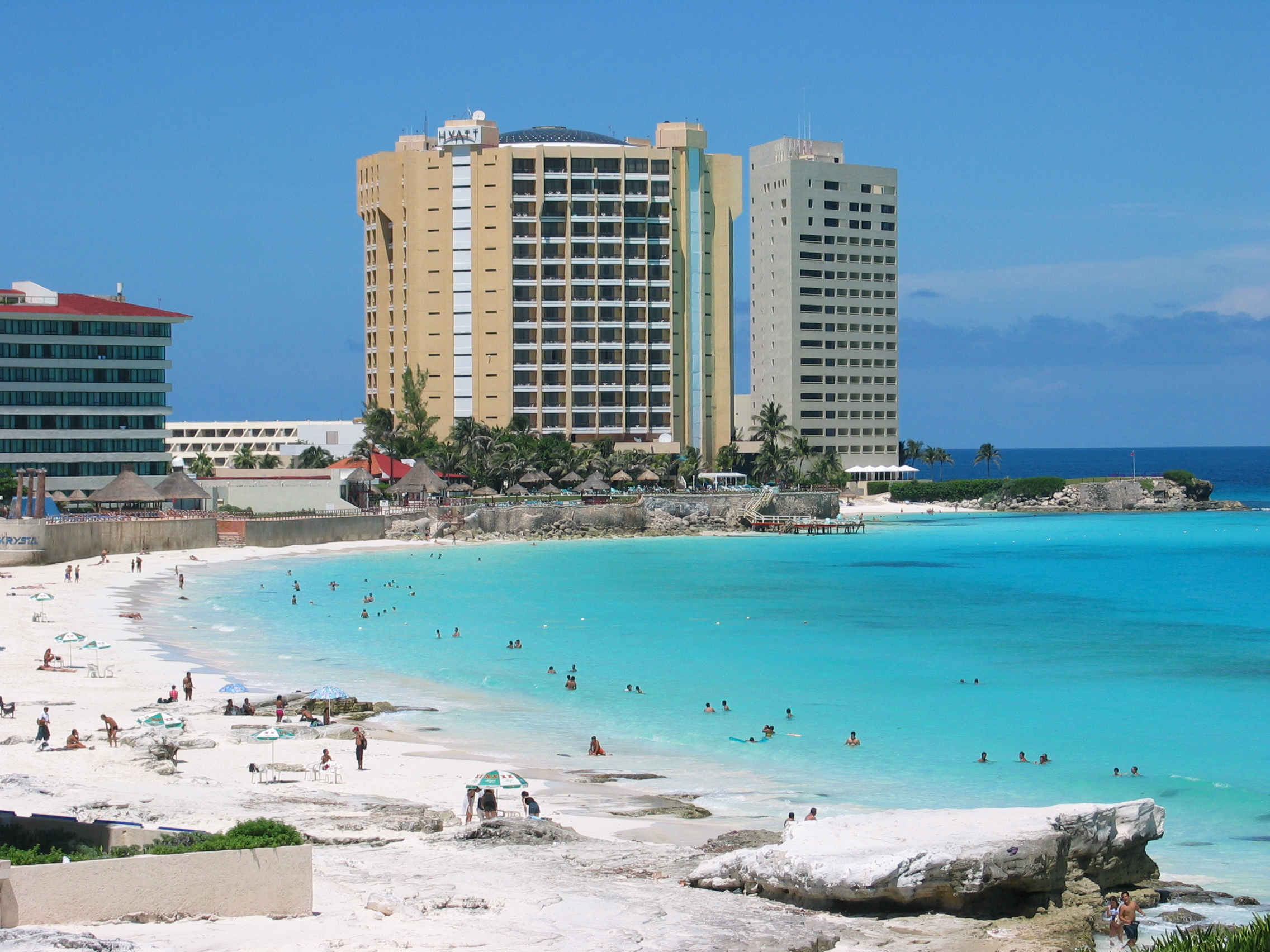
Cancún

W społeczeństwie meksykańskim daje się zauważyć duże rozwarstwienie zarówno pod względem majątkowym, jak i dostępu do edukacji czy świadczeń opieki zdrowotnej. Mimo że cały czas rozwija się klasa średnia to w dalszym ciągu jest ona nieliczna. Podstawowymi grupami społecznymi są dobrze wykształcona i bogata elita oraz miejska i wiejska biedota.
Najbardziej widoczne jest ubóstwo na prowincji. Losu chłopstwa nie poprawiła reforma rolna. Dzięki niej chłopi dostali wprawdzie ziemię na własność, ale ich gospodarstwa są zbyt małe aby konkurować na rynku i z reguły ledwie wystarczają na utrzymanie swoich właścicieli. Mały areał powoduje, że mieszkańcy wsi nie są w stanie wytwarzać żywności w większych ilościach na potrzeby handlu. Chłopi nie mają żadnych perspektyw na polepszenie swojego losu czy awans społeczny.

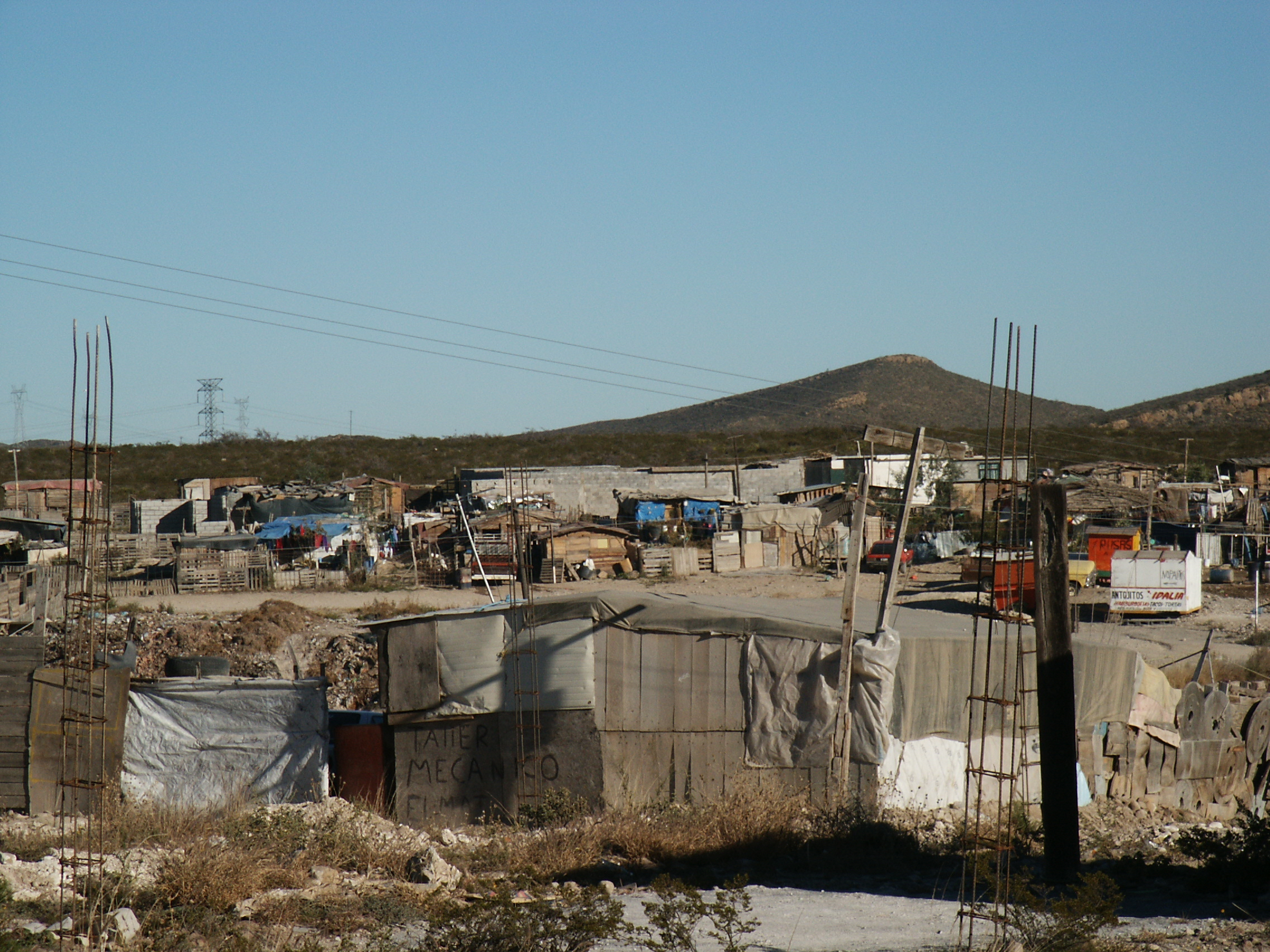
Slumsy w okolicach Ramos Arizpe

Jedyną szansą dla nich pozostaje ucieczka do przeludnionych miast gdzie nowo przybyli tworzą prymitywne osiedla zamieszkane przez biedotę. Duży przyrost naturalny powoduje również wytworzenie się niekorzystnej struktury własności, gdzie coraz większą część stanowią bezrolni chłopi. Są oni zmuszeni do podejmowania pracy w bogatszych gospodarstwach, często za minimalną stawkę. W wielu rejonach (głównie na północy kraju) duzi posiadacze ziemscy stanowią nieliczną elitę. Pracując na wielkoobszarowych farmach mogą wykorzystywać na szeroką skalę zmechanizowane środki produkcji. Szacuje się, że do takich właśnie osób należy prawie połowa dochodu wypracowywanego w meksykańskim rolnictwie. Istnieje też nieliczna klasa średnia wśród farmerów, ale ma ona niewielkie znaczenie.
W miastach największą liczbę ludności stanowią najbiedniejsi mieszkańcy. Szacuje się, że 40% mieszkańców meksykańskich aglomeracji osiąga dochody poniżej oficjalnego progu uważanego za poziom ubóstwa. Do grupy tej należą także pracownicy sfery budżetowej. Ogromna większość z nich zajmuje mieszkania, które nie posiadają podstawowych udogodnień, takich jak: woda, kanalizacja itp. Przykładowo Nezahualcóyotl – wschodnią część miasta Meksyk zamieszkuje ponad 1 mln osób, żyjących w warunkach urągających podstawowym standardom sanitarnym. Ich przeciwieństwo stanowi nieliczna klasa przedsiębiorców, polityków, lekarzy, prawników itp., która ze względu na wysokie dochody ma decydujący wpływ na życie gospodarcze i polityczne kraju.

### Płace, koszty utrzymania
Od 1934 w Meksyku obowiązuje płaca minimalna. Wynagrodzenia są zróżnicowane w zależności od kosztów życia w danym regionie i rodzaju pracy. Z reguły płace w miastach są wyższe od tych na prowincji. Najwyższe zarobki osiągają pracownicy w miastach Meksyk, Tijuana, Mexicali i w okolicach Ciudad Juárez. Od lat 70. występuje duży wzrost wynagrodzeń.
Aż do 1980 inflacja nie była zbyt wysoka jak dla kraju o tak wysokiej stopie wzrostu gospodarczego. W okresie pomiędzy 1960 a 1970 koszty życia rosły przeciętnie o ok. 3%. W latach 70. inflacja sięgała już 10–20%, w latach 80. osiągnęła poziom trzycyfrowy. W 2005 ceny wzrosły o 3,3%.

### Turystyka
Turystyka jest najszybciej rozwijającym się sektorem gospodarki meksykańskiej, po wydobyciu ropy naftowej stanowi najistotniejsze źródło dochodów. Dawniej turyści odwiedzali głównie stolicę i przyległe kolonialne miasteczka na Mesie Centralnej, a także starożytne miasta Majów na Jukatanie. W ostatnich latach w siłę rosną ośrodki położone nad piaszczystymi plażami Zatoki Meksykańskiej i Oceanu Spokojnego. Szczególną popularnością cieszą się takie kurorty jak: Puerto Vallarta, Acapulco, Cancún, Cozumel, Ixtapa-Zihuatanejo, Mazatlán czy Cabo San Lucas. Od lat 60. buduje się wiele hoteli, lotnisk i innych elementów infrastruktury turystycznej po to aby przyciągnąć nowych gości z zagranicy. Wśród turystów największą liczbę stanowią Amerykanie, którzy upodobali sobie Meksyk ze względu na jego bliskość, niskie ceny i kulturową różnorodność. Zdecydowanie najbezpieczniejszą, ale i najdroższą częścią Meksyku jest Półwysep Jukatan.

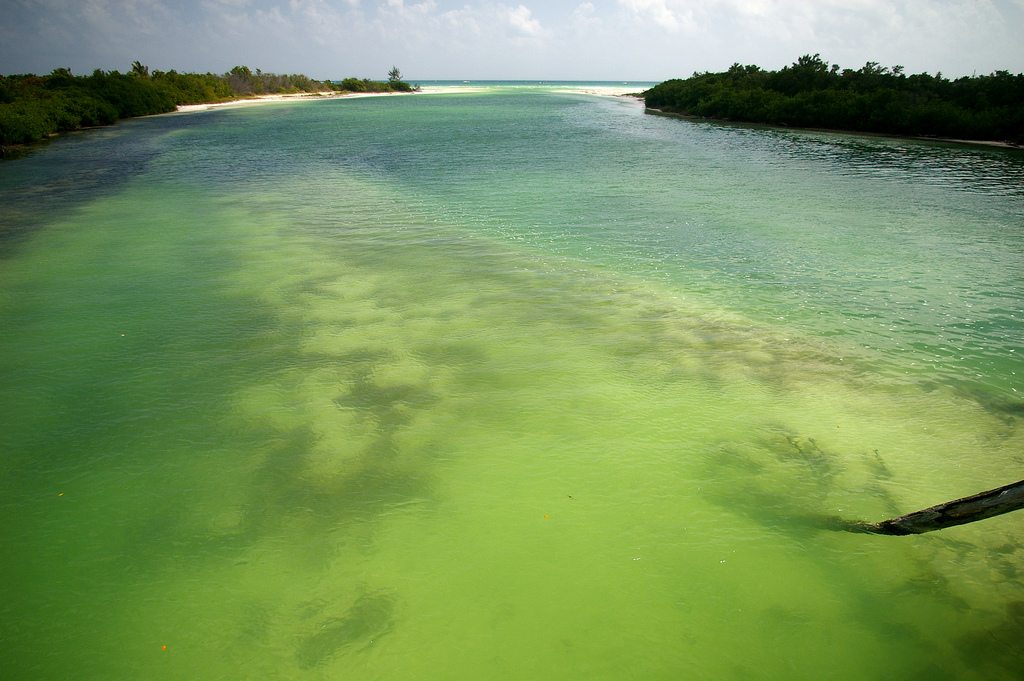
Sian Ka’an

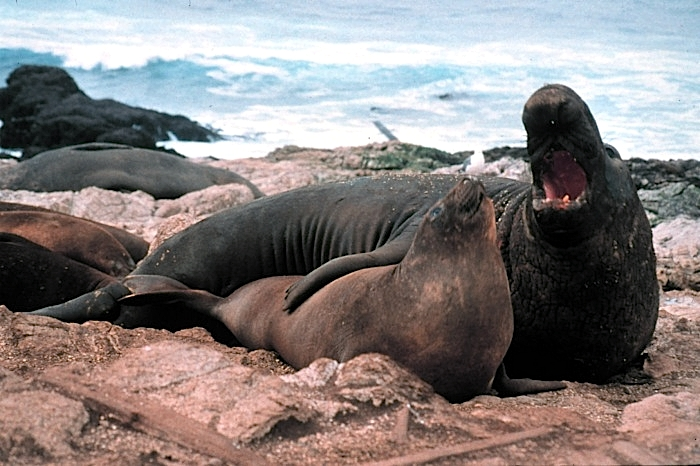
Zatoka Kalifornijska

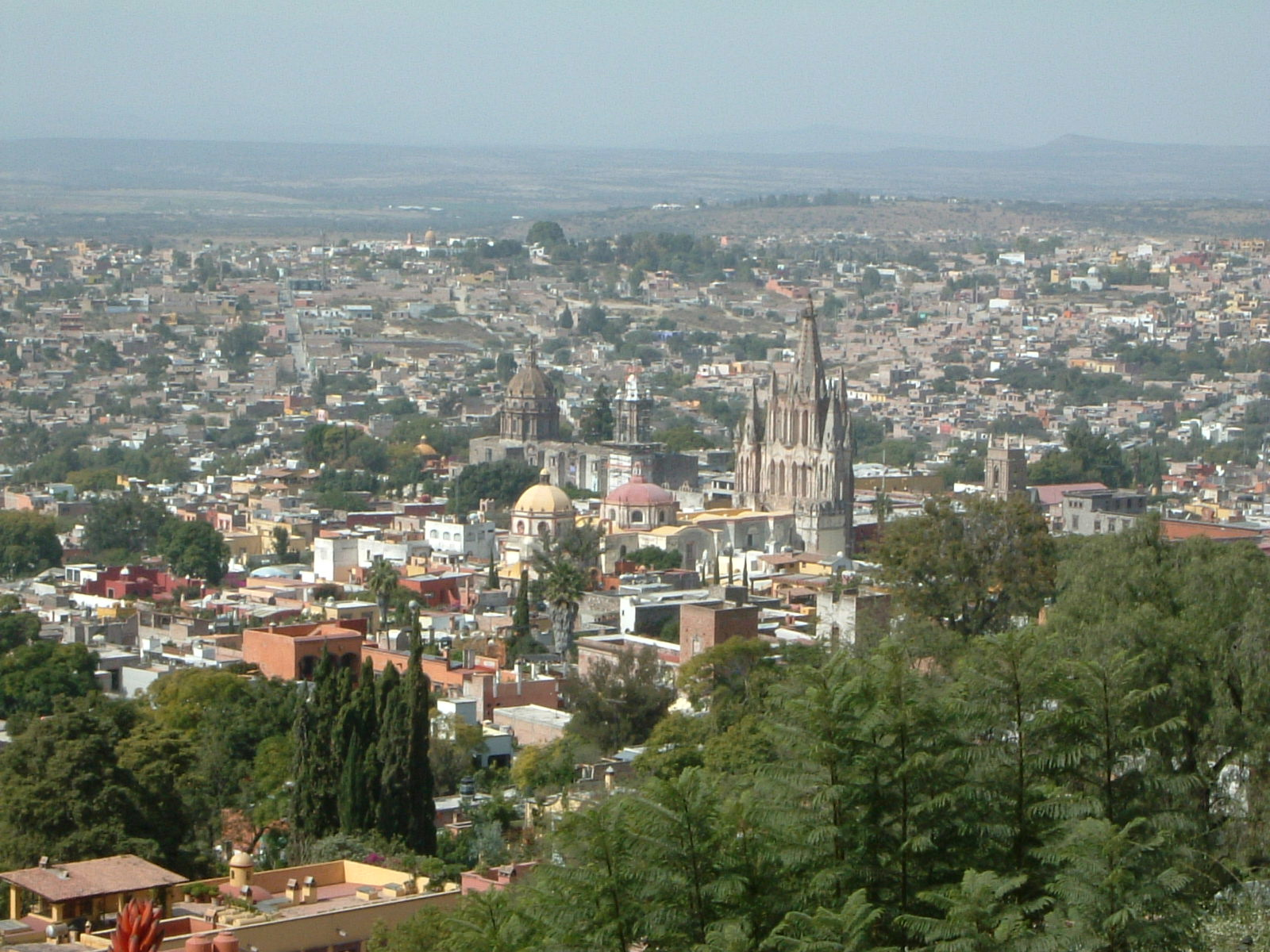
San Miguel de Allende

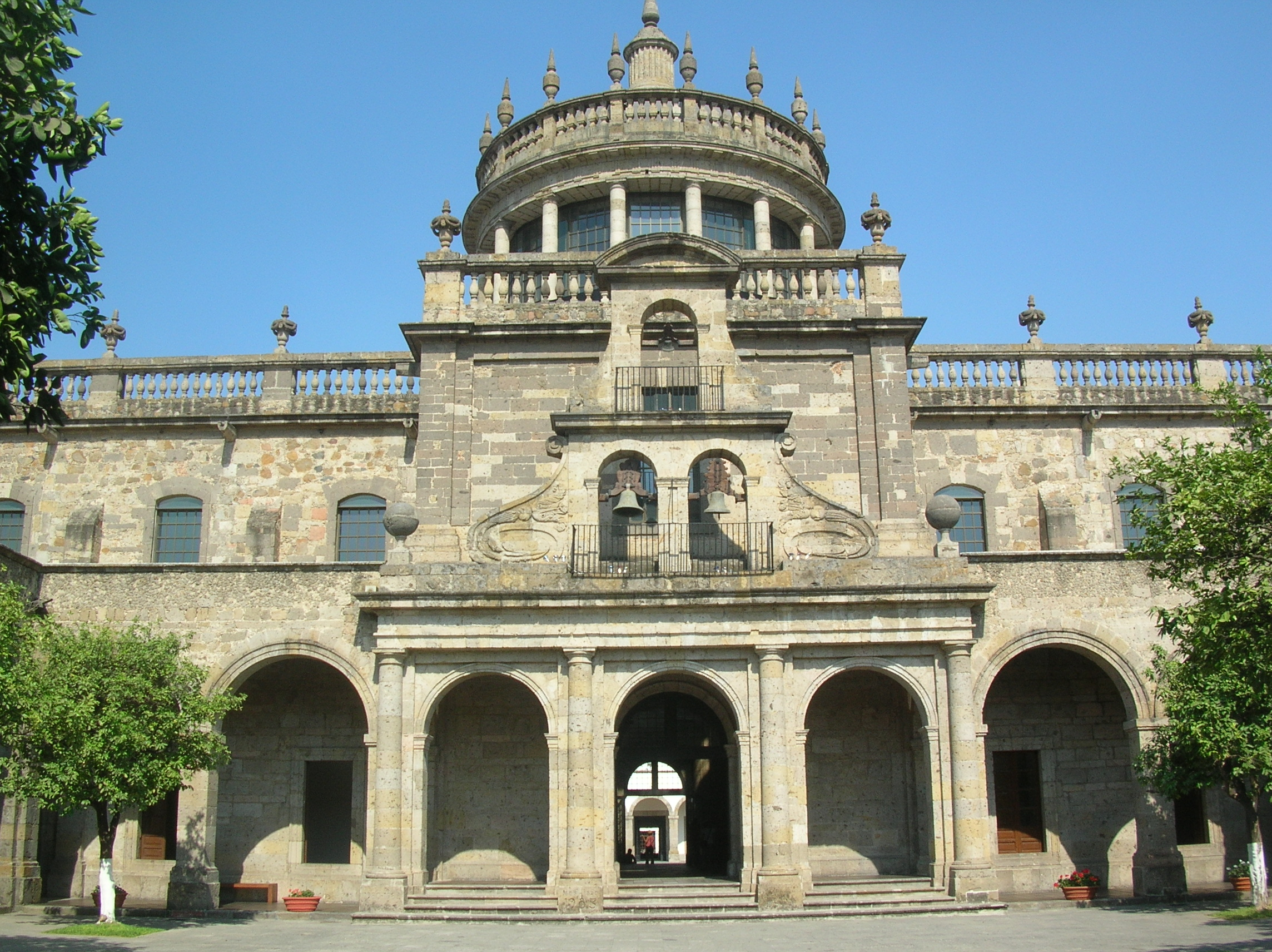
Guadalajara

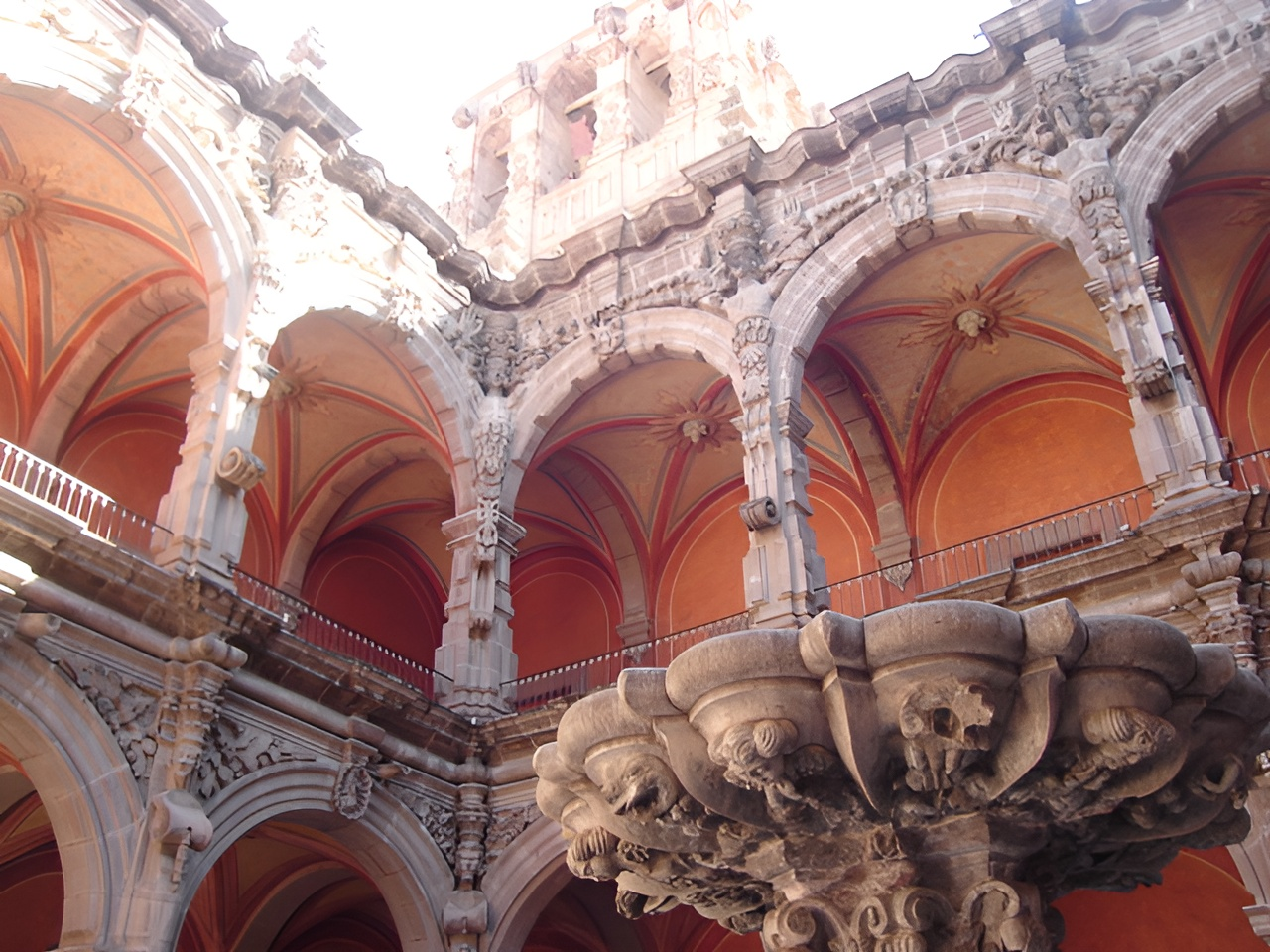
Santiago de Queretaro

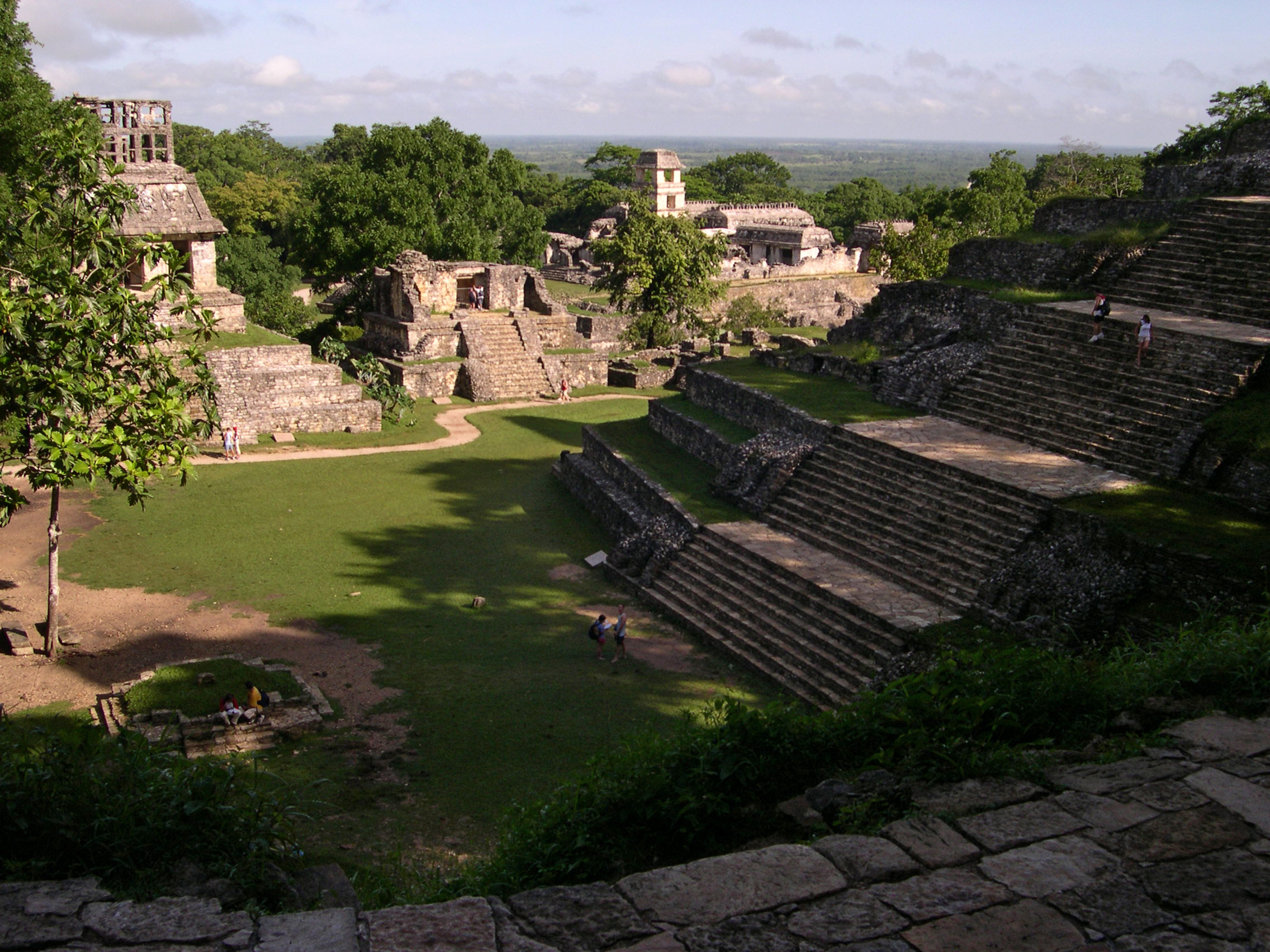
Palenque

| Data                               | Nazwa                                                                       | Rodzaj |
| ---------------------------------- | --------------------------------------------------------------------------- | ------ |
| 1987                               | Rezerwat biosfery Sian Ka’an                                                | (P)    |
| 1987                               | Miasto prekolumbijskie i Park Narodowy Palenque                             | (K)    |
| 1987                               | Meksyk – zespół zabytkowy i Xochimilco                                      | (K)    |
| 1987                               | Miasto prekolumbijskie Teotihuacán                                          | (K)    |
| 1987                               | Zespół zabytkowy w Oaxaca i strefa archeologiczna w Monte Albán             | (K)    |
| 1987                               | Zespół zabytkowy w Puebla                                                   | (K)    |
| 1988                               | Zespół zabytkowy i kopalnia srebra w Guanajuato                             | (K)    |
| 1988                               | Miasto prekolumbijskie Chichén Itzá                                         | (K)    |
| 1991                               | Zespół zabytkowy w Morelii                                                  | (K)    |
| 1992                               | Miasto prekolumbijskie El Tajin                                             | (K)    |
| 1993                               | Rezerwat pływaczy szarych „El Vizcaino”                                     | (P)    |
| 1993                               | Zespół zabytkowy w Zacatecas                                                | (K)    |
| 1993                               | Malowidła naskalne w Sierra de San Francisco                                | (K)    |
| 1994                               | Pierwsze XVI-wieczne klasztory na zboczach wulkanu Popocatépetl             | (K)    |
| 1996                               | Uxmal – miasto prekolumbijskie                                              | (K)    |
| 1996                               | Dzielnice zabytkowe w Querétaro                                             | (K)    |
| 1997                               | Przytułek Cabañas w Guadalajarze                                            | (K)    |
| 1998                               | Strefa archeologiczna Paquimé w Casas Grandes                               | (K)    |
| 1998                               | Zespół zabytkowy w Tlacotalpan                                              | (K)    |
| 1999                               | Zabytkowe miasto warowne Campeche                                           | (K)    |
| 1999                               | Obszar zabytków archeologicznych Xochicalco                                 | (K)    |
| 2002                               | Dawne miasto Majów Calakmul w Campeche                                      | (K)    |
| 2003                               | Misje franciszkańskie Sierra Gorda w Querétaro                              | (K)    |
| 2004                               | Dom i pracownia architekta Luisa Barragána w Meksyku                        | (K)    |
| 2005                               | Wyspy i obszary chronione Zatoki Kalifornijskiej                            | (P)    |
| 2006                               | Plantacje agawy i tradycyjne wytwórnie tequili w stanie Jalisco             | (K)    |
| 2007                               | Kampus uniwersytecki przy Universidad Nacional Autónoma de México w Meksyku | (K)    |
| 2008                               | Rezerwat biosfery Mariposa Monarca                                          | (P)    |
| 2008                               | Warowne miasto San Miguel i Sanktuarium Jezusa z Nazaretu w Atotonilco      | (K)    |
| (P) – przyrodniczy (K) – kulturowy |                                                                             |        |

### Finanse

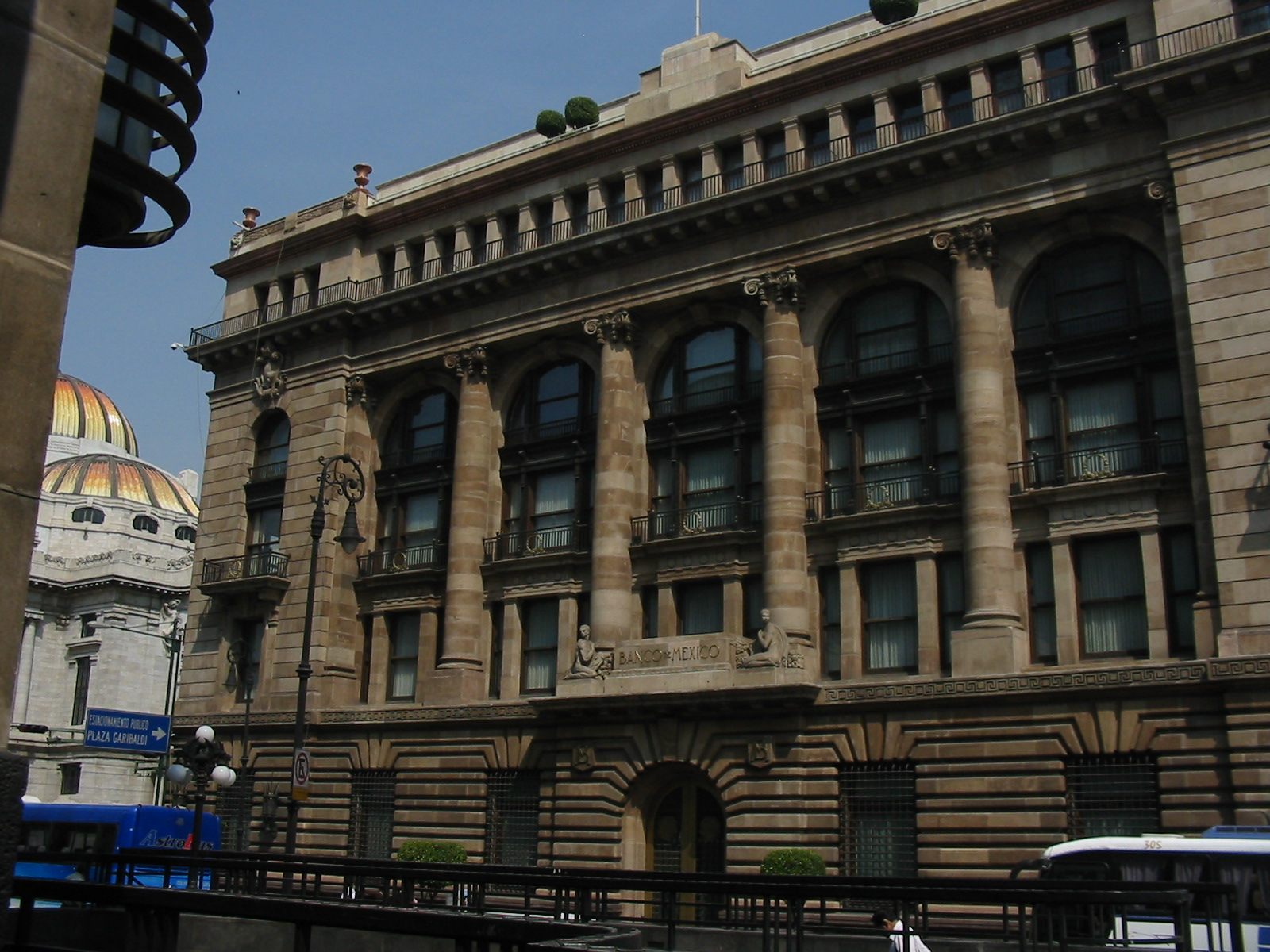
Bank Meksyku, miasto Meksyk

Prawie dwie trzecie obecnego zadłużenia zagranicznego Meksyku powstało w drugiej połowie lat 70. i w latach 80. Było to związane z załamaniem się cen ropy naftowej. W związku z gwałtownie narastającym deficytem konieczne okazało się przeprowadzenie negocjacji z wierzycielami odnośnie do zmiany sposobu spłaty zadłużenia. Nieuniknione okazało się także zaciągnięcie dodatkowych pożyczek w celu spłaty bieżących odsetek i zmiany struktury długu. Wiele z problemów ekonomicznych kraju zostało wywołanych przez rosnące zadłużenie zagraniczne. Rząd federalny został zmuszony do wdrożenia szeroko zakrojonego programu oszczędności budżetowych, na który złożyło się również sztuczne ograniczanie cen i płac.
W wyniku kłopotów finansowych administracji rządowej z Meksyku zaczął odpływać kapitał na inne rynki finansowe, w szczególności do Stanów Zjednoczonych. Nieumiejętność poradzenia sobie z deficytem budżetowym doprowadziła do zahamowania wzrostu gospodarczego i ograniczenia inwestycji zagranicznych.
Do 1982 r. system bankowy miał dualistyczny charakter. Składały się na niego komercyjne banki prywatne oraz instytucje finansowe należące do sektora publicznego. Prywatny sektor bankowy został w tym okresie znacjonalizowany w celu zatrzymania „manipulacji” na rynkach finansowych. Jednakże podczas kadencji prezydenta Carlosa Salinasa Gortariego pod naciskiem niezadowolonych przedsiębiorców i firm zagranicznych zdecydowano się na ponowną prywatyzację części banków. Wraz z przystąpieniem Meksyku do NAFT-y rząd został zmuszony do otwarcia sektora bankowego na banki z innych krajów.

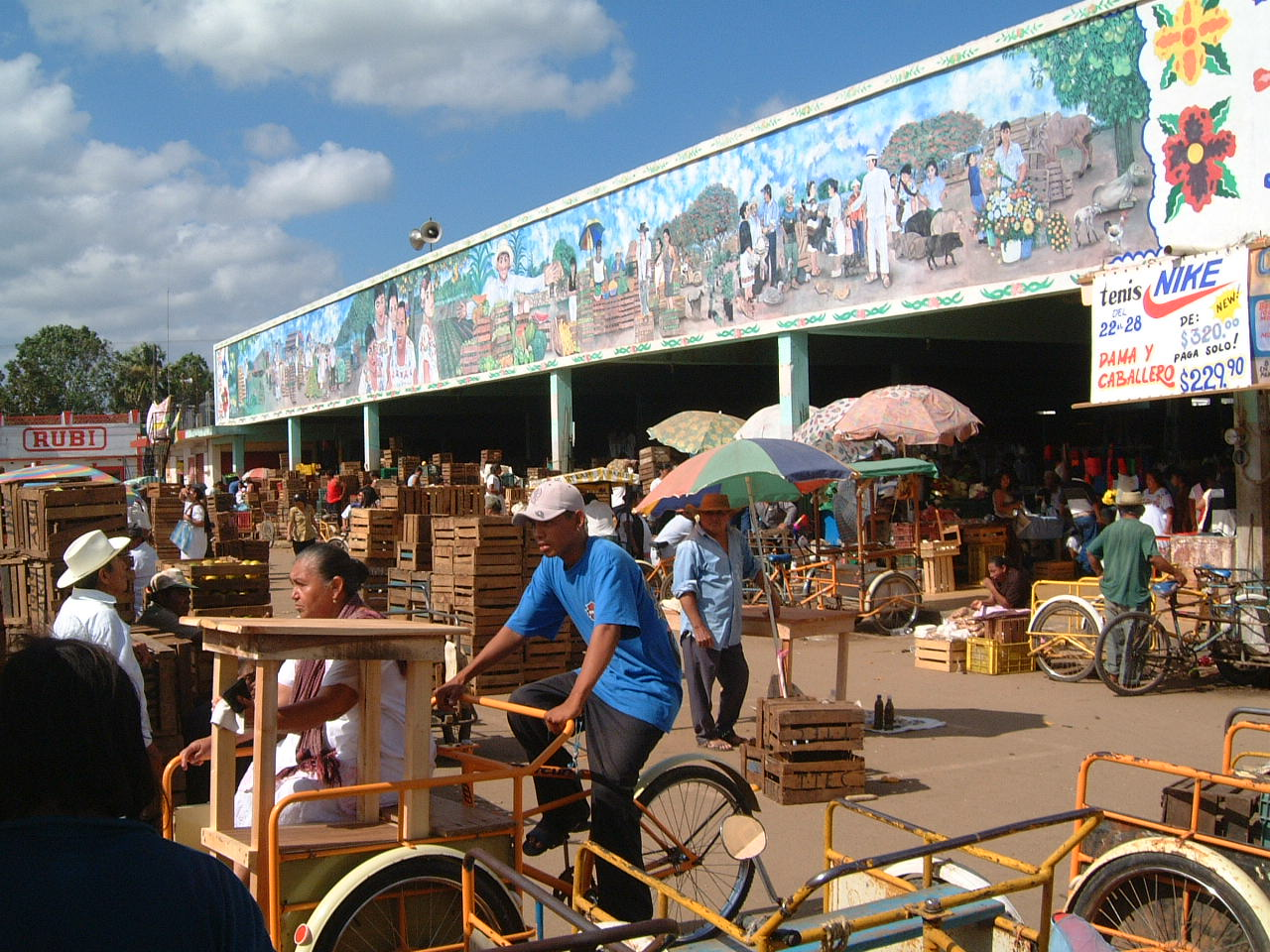
Targ w Oxkutzkab (Jukatan)

Głównym zadaniem Banku Meksyku jest emisja waluty narodowej, nadzór nad udzielaniem kredytów, ustalanie poziomu rezerw walutowych oraz sprzedaż złota prywatnym podmiotom. Oprócz banku centralnego istnieje szereg innych publicznych instytucji. Najważniejszą jest Narodowy Bank Rozwoju, za jego pośrednictwem obca pomoc zagraniczna jest kierowana na poszczególne programy infrastrukturalne.
W latach 70. rząd wielokrotnie przeprowadzał dewaluację peso. Celem tych operacji była redukcja kursu, po którym peso było wymieniane na obce waluty. Spowodowane to było przede wszystkim sytuacją ekonomiczną, w której ceny towarów i usług w Meksyku wyrażone w dolarach amerykańskich przewyższały ich rzeczywistą wartość, co zniechęcało turystów do przyjazdu, a importerów do zakupu meksykańskich dóbr eksportowych. Niekorzystnym skutkiem dewaluacji jest zawsze podwyższenie cen dla Meksykanów, z drugiej strony z takiej sytuacji korzystają eksporterzy. W 1994 rząd obniżył wartość peso o 45% w stosunku do innych walut światowych. Tak wysoka obniżka zniechęciła inwestorów zagranicznych, którzy zaczęli wycofywać swój kapitał, a to z kolei doprowadziło do poważnego kryzysu gospodarczego w 1995.
Obrót papierami wartościowymi odbywa się na giełdzie w mieście Meksyk Bolsa de Valores, niektóre przedsiębiorstwa meksykańskie są notowane na giełdzie nowojorskiej.

### Handel
Od lat 70. XX w. meksykański import rośnie w bardzo szybkim tempie, szczególnie duży wzrost daje się zauważyć w sektorze dóbr konsumpcyjnych i produktów rolnych. Z drugiej strony wzrósł również i to znacznie eksport, co jest głównie zasługą ropy naftowej. Głównym partnerem handlowym są Stany Zjednoczone. Prawie 2/3 wartości całego eksportu i ponad 2/3 importu stanowi wymiana handlowa z sąsiadem z północy. Innymi dużymi partnerami handlowymi są: Kanada, Hiszpania, Chile i Japonia.

### Transport
| Drogi                    | Drogi        |
| Rodzaj                   | Długość (km) |
| ------------------------ | ------------ |
| Ogółem                   | 352 072      |
| Gruntowe                 | 55 984       |
| Szutrowe                 | 22 663       |
| Utwardzone               | 152 089      |
| Dwupasmowe               | 110 367      |
| Cztero- i więcej pasmowe | 10 969       |
| Koleje                   |              |
| Ogólna długość           | 26 662       |
| Lotniska                 |              |
| Rodzaj                   | Ogółem       |
| Międzynarodowe           | 47           |
| Krajowe                  | 14           |
| Porty                    |              |
| Ogółem                   | 108          |
| Źródło: SCT (2004)       |              |

Budowa zintegrowanej sieci transportowej ze względu na ukształtowanie geograficzne napotykała w Meksyku od zawsze na duże trudności. Mimo to Meksyk stał się jednym z pierwszych krajów Ameryki Łacińskiej, który rozpoczął budowę linii kolejowych. Koleje państwowe są jednakże niewydajne, a poważniejszą rolę odgrywały jedynie w XIX w. i na początku XX w. Obecnie nie są w stanie zaspokoić wszystkich potrzeb rozwijającej się gospodarki. Pod koniec lat 90. koleje zostały sprywatyzowane a podmioty, które je przejęły otrzymały 50-letnie koncesje na użytkowanie linii. Długość linii kolejowych wynosi 26,7 tysiąca kilometrów.
Duży przyrost naturalny trwający od lat 50. wywiera dużą presję na rząd federalny w celu rozbudowy infrastruktury transportowej. Realizacja tego zadania stwarza problemy w niektórych trudno dostępnych regionach, takich jak chociażby tereny pomiędzy zachodnimi równinami nadbrzeżnymi a centralnie położoną wyżyną.
Obecnie najistotniejszą rolę odgrywa transport samochodowy. Większość dróg meksykańskich jest dwupasmowa. W czasie rządów prezydenta Carlosa Salinasa Gortariego (1988–1994) zachęcano prywatnych przedsiębiorców do budowy płatnych autostrad. Inwestycje te nie spełniły jednak swojej roli ze względu na dużo wyższe koszty budowy niż w przypadku podobnych dróg budowanych przez sektor publiczny. Łączna długość dróg kołowych sięga 352 tysiące km z czego Droga Panamerykańska stanowi 3,5 tysiąca km. Większość szlaków transportowych ma układ południkowy.
Meksyk dysponuje stosunkowo dobrze funkcjonującą siecią lotnisk obsługującą ruch krajowy i międzynarodowy. Największymi i najruchliwszymi lotniskami są: miasto Meksyk, Guadalajara, Monterrey, Puerto Vallarta, Cancún i Tijuana.
Flota handlowa liczy ponad 600 statków i odpowiada za wywóz 85% towarów eksportowych. Meksyk dysponuje 108 portami morskimi, największe z nich to: Veracruz, Tampico, Coatzacoalcos położone nad Zatoką Meksykańską oraz Manzanillo, Mazatlán i Guaymas nad Pacyfikiem. Meksyk dysponuje też rozwiniętą siecią rurociągów z czego na rurociągi naftowe przypada 28,2 tysiąca km, a gazociągi – 13,3 tysiąca km.
Głównymi problemami miejskich sieci transportowych są korki oraz duże zanieczyszczenie powietrza przez pojazdy spalinowe. Pomimo istnienia w wielu miastach publicznych środków transportu (metro, autobusy) wielu Meksykanów preferuje poruszanie się prywatnymi samochodami. Rosnący ruch samochodowy zmusił rząd do wprowadzenia pewnych ograniczeń w celu zmniejszenia zanieczyszczenia środowiska.

## System polityczny

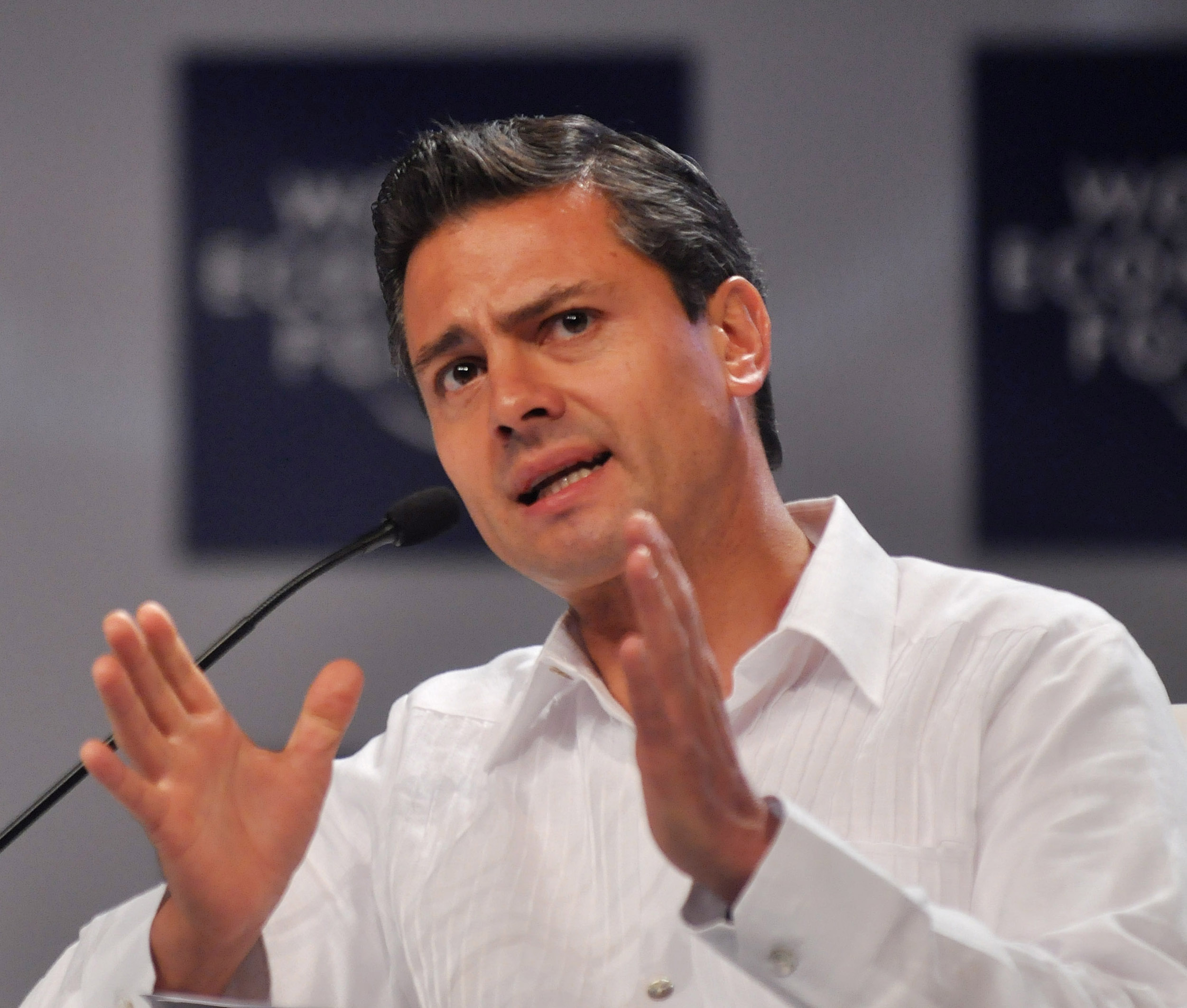
Enrique Peña Nieto, prezydent Meksyku w latach 2012–2018

System polityczny Meksyku został stworzony na podobieństwo amerykańskiego modelu władzy. Tak samo jak w USA, można wyróżnić podział władz na: sądowniczą, wykonawczą i ustawodawczą. W odróżnieniu jednak od Stanów Zjednoczonych, w Meksyku dużą przewagę posiada władza wykonawcza z prezydentem na czele. Przez większą część XX w. tylko jedna partia odgrywała istotną rolę – była to Partia Rewolucyjno-Instytucjonalna (PRI). PRI założona w 1929, z biegiem czasu zdołała skupić w swoich rękach władzę na wiele lat. Praktycznie do 1988 PRI zdobywała wszystkie miejsca w senacie, a do 1989 nie przegrała żadnych wyborów gubernatorskich. W 2000 prezydentem został Vicente Fox (Partia Akcji Narodowej) – pierwszy raz od wielu lat osoba spoza kręgów PRI. W 2012 PRI powróciła do władzy, kiedy w wyborach prezydenckich zwyciężył Enrique Peña Nieto.

### Władza wykonawcza
Prezydent jest wybierany w głosowaniu powszechnym na 6-letnią kadencję, istnieje zakaz ponownego kandydowania tej samej osoby. Prezydent posiada szerokie uprawnienia, a oprócz tego jest często szefem swojej partii, przez co ma wpływ na obsadę wielu stanowisk na szczeblu federalnym. Nawet członkowie Kongresu zawdzięczają w dużej części swoje stanowiska prezydentowi. Od prezydenta pochodzi prawie 90% wszystkich projektów legislacyjnych. Członkowie gabinetu prezydenckiego (sekretarze) stoją na czele poszczególnych działów administracji rządowej (m.in. sekretariaty ds. wewnętrznych, zagranicznych, bezpieczeństwa publicznego, gospodarki itp.).

### Władza ustawodawcza

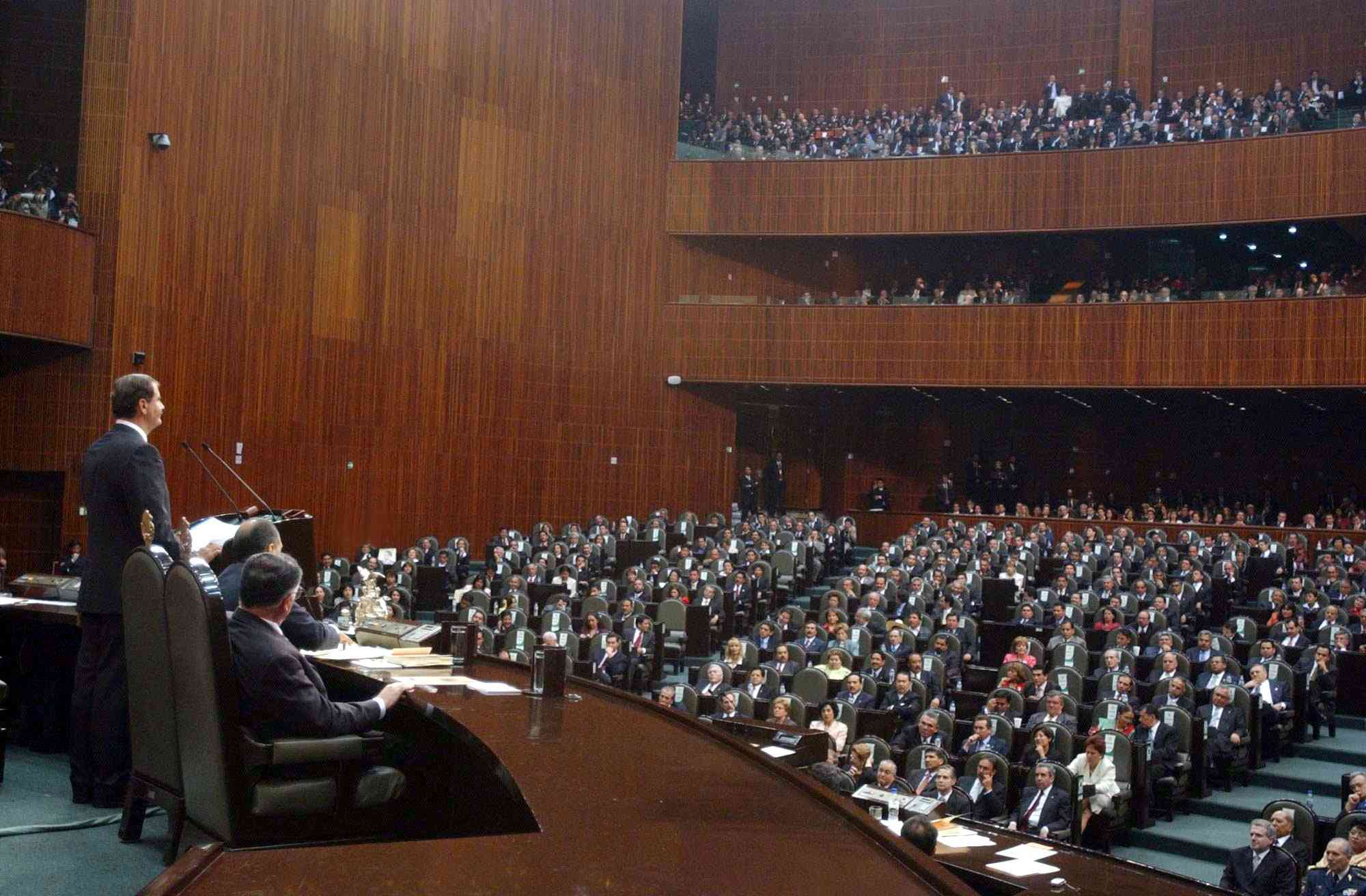
Izba Deputowanych

Parlament meksykański składa się z dwóch izb: Izby Deputowanych i Senatu. Członkowie 500-osobowej Izby Deputowanych wybierani są na trzyletnią kadencję. 300 z nich pochodzi z jednomandatowych okręgów wyborczych, natomiast reszta jest wyłaniana na podstawie ogólnej puli głosów oddanych w całym kraju na poszczególnych kandydatów. 128-osobowy Senat jest wybierany wraz z prezydentem co 6 lat. Od roku 2000 wszyscy senatorowie są wyłaniani w jednym głosowaniu. 64 senatorów reprezentuje poszczególne części kraju (po dwóch z każdego stanu i miasta Meksyk), a pozostałe 64 miejsca są obsadzane według ogólnej liczby głosów oddanej na daną partię. Senatorowie i deputowani mogą się starać o reelekcję, ale dopiero po upływie kolejnej kadencji.
Izba Deputowanych uchwala ustawy, nakłada podatki i pełni funkcję kontrolną. Senat z kolei ratyfikuje traktaty i zatwierdza niektóre nominacje prezydenckie. Może również upoważnić rząd federalny do wkroczenia w uprawnienia władz stanowych, jeżeli uzna, że został naruszony porządek konstytucyjny.

### Sądownictwo
Judykatywa odgrywa niewielką rolę w systemie władzy Meksyku. Najwyższą instancję stanowi Sąd Najwyższy, którego członków powołuje prezydent za zgodą dwóch trzecich senatorów. Meksykański Sąd Najwyższy rzadko dokonuje wykładni prawa, daje się pod tym względem zauważyć jego uległość wobec administracji prezydenckiej. Od 1995 Sąd Najwyższy ma możliwość analizowania nowo uchwalanych ustaw pod względem zgodności z aktami prawnymi wyższego rzędu, jeżeli z taką inicjatywą wystąpi co najmniej jedna trzecia deputowanych i senatorów.

### Samorząd lokalny

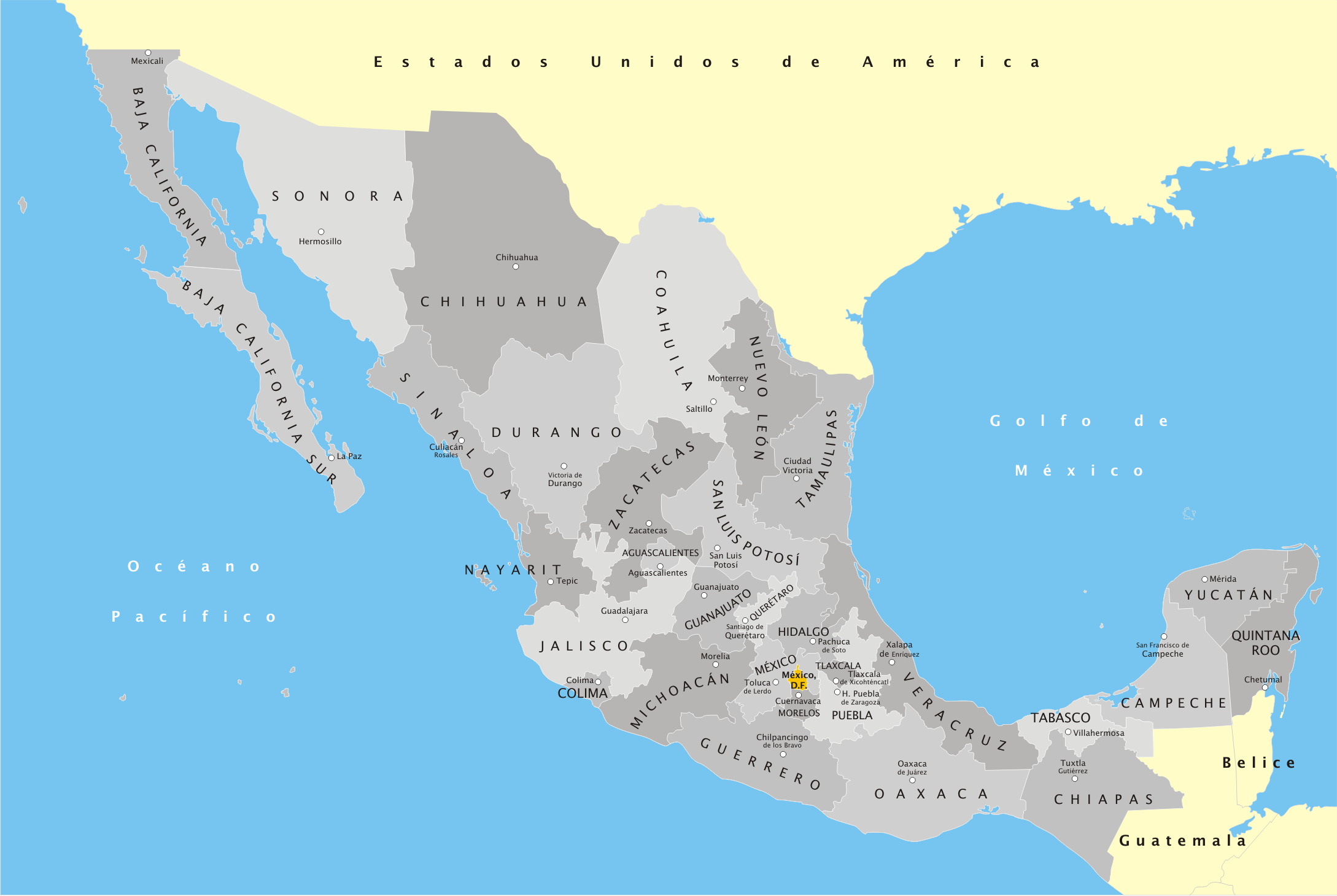
Podział administracyjny

Meksyk jest państwem federacyjnym, dzieli się na 31 stanów i miasto Meksyk. Na czele każdego stanu stoi gubernator, wybierany w wyborach powszechnych na 6-letnią kadencję. Również szef rządu miasta Meksyk powoływany jest w głosowaniu. Przed 1997 szef Dystryktu Federalnego był jedynie członkiem rządu federalnego mianowanym przez prezydenta. W mieście Meksyk swoją siedzibę mają władze federalne. Każdy stan ma własną konstytucję i parlament – Izbę Deputowanych, wybieraną na 3 lata. Najniższym szczeblem podziału terytorialnego są gminy (municypia), na czele których stoją burmistrzowie.
Centrami administracji w gminach są większe miasta, które zajmują się podziałem dochodów uzyskanych przez gminę i zbieraniem podatków. Samorząd terytorialny w Meksyku ma niewielki zakres autonomii, głównie ze względu na ograniczone źródła dochodów. Większość podatków jest pobierana przez scentralizowane agencje państwowe.

### Prawa człowieka
Poszanowanie praw człowieka oraz wolności obywatelskich stanowi poważny problem w Meksyku. Nieprawidłowości dotyczą przede wszystkim sposobu przeprowadzania wyborów (liczne nadużycia prawa wyborczego) oraz nierówności wobec prawa. Szczególnie głośna stała się sprawa kobiet z przygranicznego miasta Ciudad Juárez, z których wiele zostało zamordowanych lub zaginęło, w wyniku przemocy seksualnej i handlu „żywym towarem”. Przemoc wobec kobiet jest charakterystyczna dla całego kraju, przy czym nie podejmuje się większych prób zwalczenia tego zjawiska. Policja często używa przymusu bezpośredniego do rozpraszania demonstracji, zdarzają się przypadki śmiertelne wśród demonstrantów (szczególnie przy protestach, które tłumi wojsko). Osobom, które są rzecznikami ochrony praw człowieka, często grozi się, nierzadkie są także przypadki zabójstw „osób niewygodnych politycznie”. Nagminna jest dyskryminacja Indian pod względem dostępu do szkolnictwa czy opieki zdrowotnej. Rząd nie konsultuje z Indianami inwestycji na terenach przez nich zamieszkanych (reakcją na to jest m.in. ruch zapatystów). Dużo przypadków naruszenia prawa istnieje w zakresie działania organów wymiaru sprawiedliwości. Częste są bezpodstawnie dokonywane zatrzymania. Oskarżeni nie mogą być pewni prawa do uczciwego procesu. Duże uchybienia występują w zakresie przestrzegania wolności słowa.

### Partie polityczne
| Nazwa | Data powstania | Orientacja polityczna    |
| ----- | -------------- | ------------------------ |
| PRI   | 1929           | centrum, etatyzm         |
| PRD   | 1988           | socjaldemokracja         |
| PAN   | 1939           | konserwatyzm, liberalizm |
| PT    | 1990           | socjaldemokracja         |
| PVEM  | 1986           | prawica, ekologia        |
| CON   | 1999           | centrum-lewica           |
| PSD   | 2005           | socjaldemokracja         |
| PANAL | 2005           | centrum, liberalizm      |

Mimo że Meksyk przez wiele lat był zdominowany przez rządzącą metodami autorytarnymi PRI, to w okresie tym istniały konkurencyjne wobec niej ruchy polityczne. W 2000 jedna z partii opozycyjnych – PAN (Partia Akcji Narodowej) przejęła po raz pierwszy od wielu lat stery władzy. Jej kandydat – Vicente Fox został prezydentem, a PRI przegrała oprócz tego również w wyborach parlamentarnych. PAN została założona w 1939 przez część członków, która zdecydowała się opuścić PRI. Jest to partia centrowa opowiadająca się za prywatyzacją przedsiębiorstw państwowych oraz za ograniczeniem wydatków socjalnych. Inną partią opozycyjną wobec PRI jest PRD (Partia Rewolucji Demokratycznej). PRD powstała w wyniku rozłamu PRI w 1989. Pod względem programowym jest bardziej lewicowa od PAN i mniej pojednawcza wobec PRI. Sprzeciwia się liberalizacji gospodarki oraz pewnym aspektom członkostwa Meksyku w NAFTA, które obwinia o utratę przez państwo kontroli nad pewnymi sektorami ekonomii.
W latach 80. PRI utraciła wpływy polityczne, głównie przez nieudolną politykę gospodarczą, która doprowadziła do pogorszenia się sytuacji ekonomicznej społeczeństwa meksykańskiego. W 1987 grupa jej działaczy z Cuauhtémociem Cárdenasem Solórzano została wyrzucona z partii. Solórzano wystartował w wyborach prezydenckich w 1988 na czele lewicowej koalicji. Wybory wygrał kandydat PRI – Carlos Salinas de Gortari, przy czym w opinii wielu obserwatorów w ich trakcie dochodziło do wielu nadużyć. Mimo wygranej Gortariego opozycja zdołała uzyskać 240 miejsc w Izbie Deputowanych, co położyło kres 60-letnim jednopartyjnym rządom PRI. Dzięki przeprowadzonej następnie reformie prawa wyborczego partie opozycyjne urosły w siłę, co przyczyniło się do pluralizacji życia politycznego Meksyku.

## Siły zbrojne
Meksyk dysponuje trzema rodzajami sił zbrojnych: siłami lądowymi, marynarką wojenną oraz siłami powietrznymi. Uzbrojenie sił lądowych Meksyku składało się w 2021 z: 3435 opancerzonych pojazdów bojowych oraz 200 zestawów artylerii holowanej. Marynarka wojenna Meksyku (Armada de México) dysponowała w 2021: 133 okrętami obrony wybrzeża oraz 5 fregatami.
Wojska meksykańskie w 2021 roku liczyły 275 tys. żołnierzy służby czynnej oraz 82 tys. rezerwistów. Według rankingu Global Firepower (2021) meksykańskie siły zbrojne stanowią 46. siłę militarną na świecie, z rocznym budżetem na cele obronne w wysokości 4,38 mld dolarów (USD).
Biorąc pod uwagę poziom PKB przeznaczanego na obronę, Meksyk jest jednym z państw, które przeznaczają na nią bardzo małą część swoich zasobów, gdyż wynosi to tylko około 0,5% PKB.
Teoretycznie służba wojskowa jest obowiązkowa dla wszystkich mężczyzn powyżej 18 roku życia, w praktyce jednak obowiązek ten obejmuje tylko niewielką liczbę rekrutów. Wojsko podlega nadzorowi władz cywilnych, jednakże ma ono też pewien wpływ na bezpieczeństwo publiczne ze względu na wykonywanie przez nie niektórych zadań policyjnych. Przykładowo odpowiada za walkę z przemytnikami narkotyków czy ruchem zapatystów.

Proporzec marynarki wojennej
Flaga meksykańskiej piechoty morskiej
Flaga meksykańskich wojsk lądowych
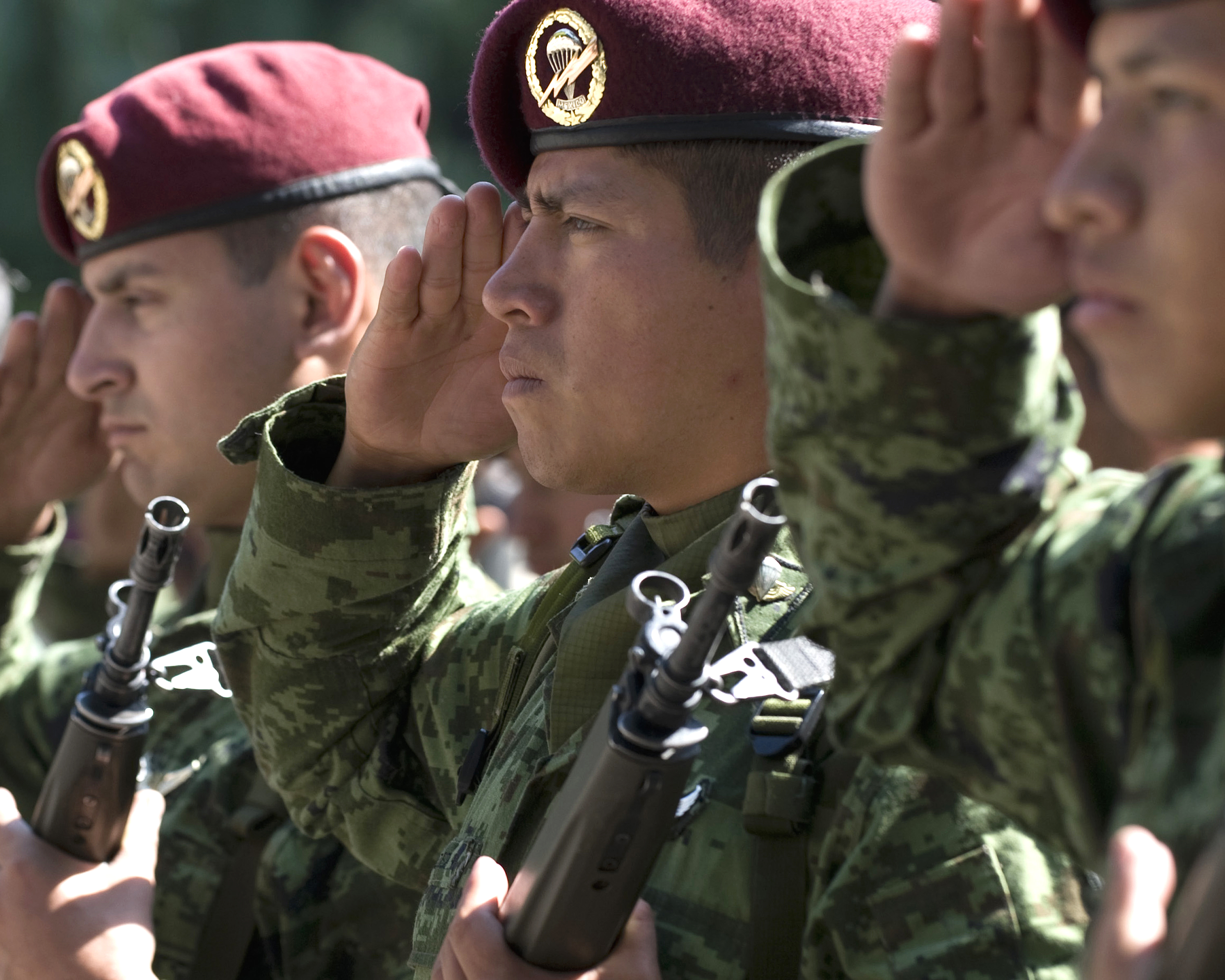
Żołnierze meksykańscy
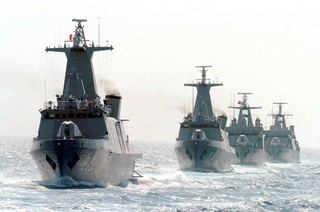
Okręty Marynarki Wojennej
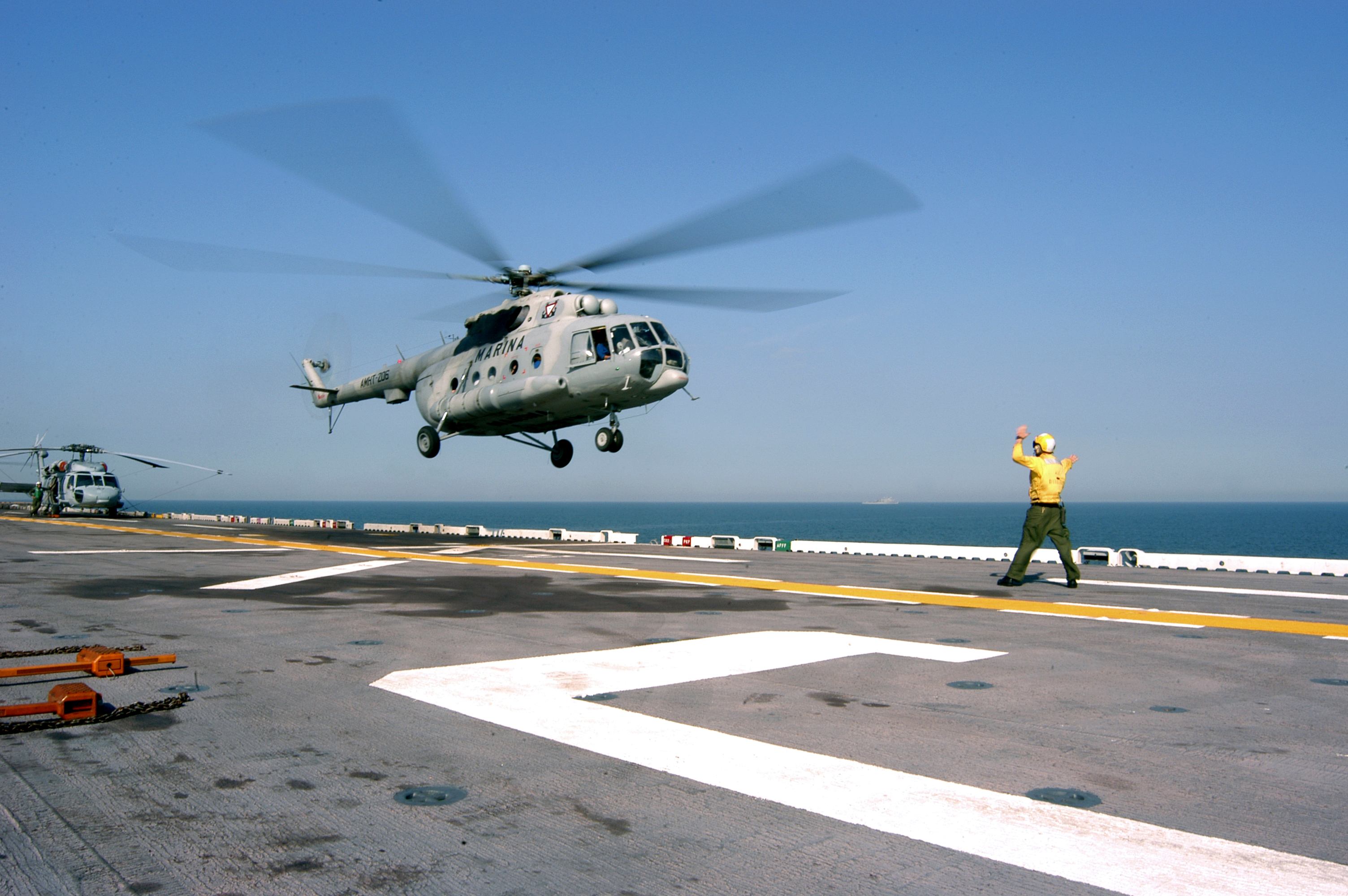
Śmigłowiec Mi-8 meksykańskiej marynarki

## Polityka zagraniczna
Meksyk jest członkiem ONZ oraz wielu jej agend (np. FAO), a także Międzynarodowej Organizacji Pracy. Należy również do OPA (Organizacji Państw Amerykańskich), a także do wielu organizacji regionalnych. Będąc członkiem Grupy Rio uczestniczy w rozwiązywaniu lokalnych konfliktów w Ameryce Środkowej od lat 80.

## Oświata
Przez cały okres kolonialny za edukację w Meksyku odpowiadał prawie w całości Kościół katolicki. Po uzyskaniu niepodległości zaczęto formować pierwsze podstawy publicznego systemu edukacji. Obecnie szkoły podstawowe (1-6 klasa) są całkowicie laickie. Rząd federalny odpowiada za ustalanie programu zajęć i dostarczanie podręczników.
Konstytucja z 1917 wprowadziła obowiązkową edukację do poziomu 6 klasy szkoły podstawowej. Z obowiązku szkolnego wywiązuje się ok. 90% dzieci i młodzieży w wieku 6–14 lat. Dużo gorzej wygląda sytuacja w wieku powyżej 15 lat, w tym przedziale wiekowym tylko 50% osób uczęszcza do szkół. Meksyk uczynił duże postępy w zakresie likwidacji analfabetyzmu. Przykładowo w 1970 74% osób w wieku powyżej 15 roku życia posiadało umiejętność czytania i pisania. W 2005 odsetek ten wynosił już 93%. Nie ma znaczących różnic w poziomie analfabetyzmu pomiędzy płciami. Analfabetyzm jest natomiast poważniejszym problemem w najuboższych stanach (Chiapas, Guerrero).
Szkolnictwo wyższe jest zdominowane przez uczelnie państwowe. Większość z nich mieści się w mieście Meksyk. Największym uniwersytetem jest UNAM (Narodowy Autonomiczny Uniwersytet Miasta Meksyk, założony w 1551). Inne większe uczelnie położone w stolicy to m.in. Narodowy Instytut Politechniczny (założony w 1937), Kolegium Meksykańskie (Colegio de México), Autonomiczny Instytut Technologiczny (założony w 1946), Uniwersytet Ibero-Amerykański (1943). Oprócz tego należy wymienić: Uniwersytet w Guadalajarze (1792), Autonomiczny Uniwersytet w Puebli Benemérita (1937), Uniwersytet w Veracruz (1944) czy Instytut Zaawansowanych Badań Technologicznych w Monterrey (1943).
Do bardziej znanych meksykańskich naukowców i wynalazców należą: Luis E. Miramontes (twórca pigułki antykoncepcyjnej), Manuel Mondragon (pierwszy karabin automatyczny), Guillermo González Camarena (pionier w dziedzinie telewizji kolorowej), Mario Molina (zdobywca Nagrody Nobla w dziedzinie chemii). Rodolfo Neri – absolwent UNAM został pierwszym meksykańskim kosmonautą (w ramach misji STS-61-B w 1985).
W ostatnich latach z większych przedsięwzięć badawczych realizowanych w Meksyku można wymienić budowę Wielkiego Teleskopu Milimetrowego, służącego do obserwacji części kosmosu przysłoniętych pyłem gwiezdnym. Cieniem na osiągnięciach naukowców meksykańskich kładą się niewielkie środki przeznaczane przez rząd na rozwój naukowy (obecnie jest to ok. 0,4% PKB), co jest wynikiem niskim w porównaniu do innych państw. Niekorzystnym zjawiskiem jest również koncentracja prawie całego potencjału naukowego w stolicy (75% wszystkich przewodów doktorskich ma miejsce w mieście Meksyk). W 1962 powołana została Narodowa Komisja Kosmiczna, która została jednak później zlikwidowana. W ostatnich latach pojawiły się plany jej odtworzenia.

## Opieka społeczna
Meksyk jako pierwszy kraj w historii w swojej konstytucji z 1917 zawarł pojęcie „bezpieczeństwa socjalnego”, które pozostawało jednak martwym pojęciem praktycznie do 1943. Problemem zabezpieczenia społecznego zajmuje się Meksykański Instytut Zabezpieczenia Społecznego. Ubezpieczenia są finansowane ze składek pracodawców, pracowników oraz przez rząd i obejmują ok. 50% obywateli. W Meksyku nie ma natomiast zasiłków dla bezrobotnych. Wydatki na zabezpieczenie społeczne w 1997 stanowiły 18,1% wydatków budżetowych.
Na system opieki społecznej składa się m.in. dotowana przez państwo opieka zdrowotna, która przynajmniej w teorii ma być dostępna dla wszystkich obywateli. W praktyce jednak w wielu mniejszych miejscowościach mieszkańcy nie mają do niej żadnego lub tylko ograniczony dostęp. Prywatne przychodnie i szpitale oferują dużo wyższy standard od publicznych, ale ogromnej większości społeczeństwa nie stać na usługi przez nie oferowane. Wydatki na ochronę zdrowia stanowiły w 1997 3,4% wydatków budżetowych.
Średnia długość życia w Meksyku wynosi 73 lata dla mężczyzn i 79 lat dla kobiet. Śmiertelność niemowląt to ok. 20 zgonów na 1000 urodzeń.

## Kultura

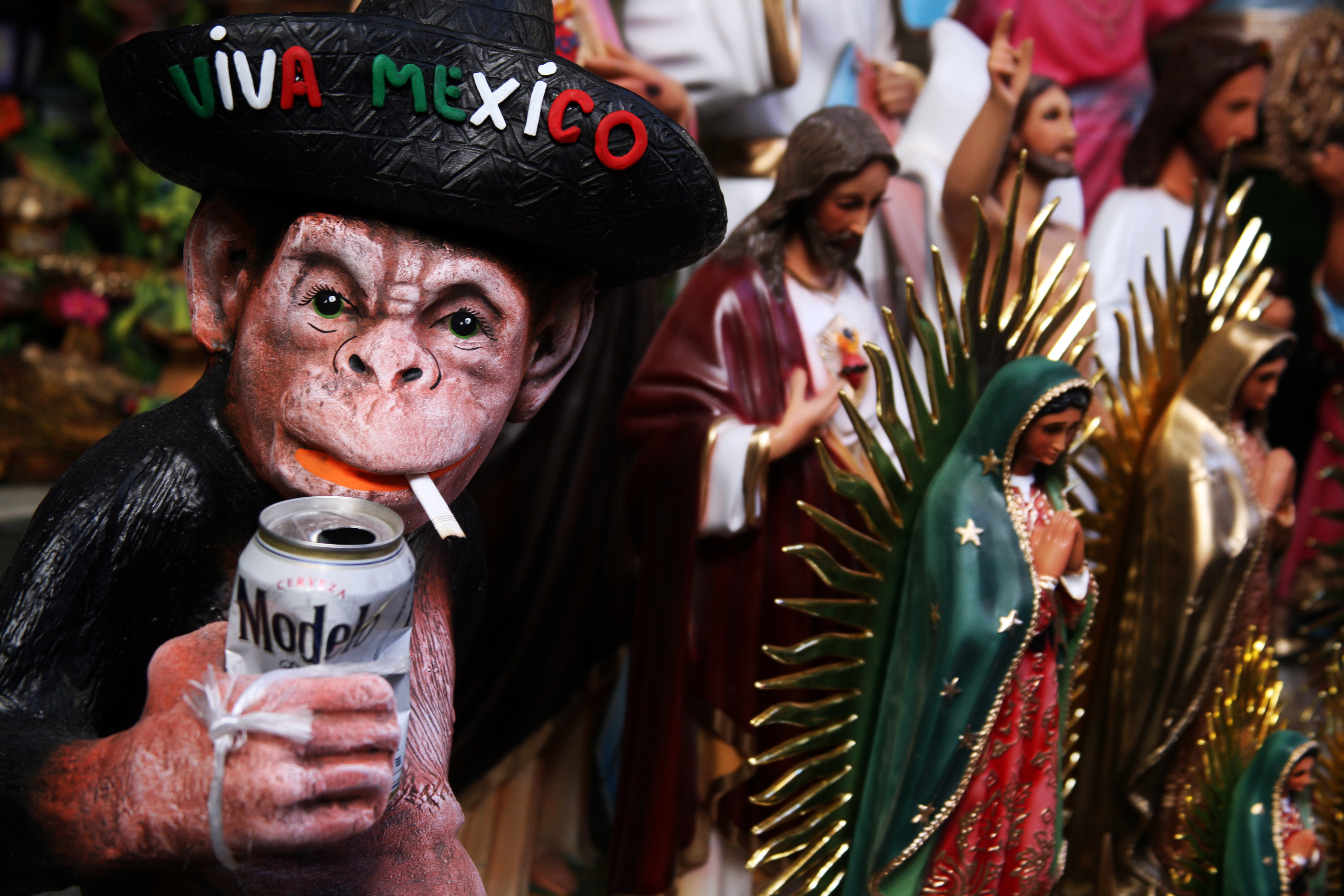
Meksykańska kultura ludowa

Ze względu na zróżnicowanie etniczne i podziały społeczno-ekonomiczne kultura meksykańska nie jest jednorodna. Na prowincji chłopi w dalszym ciągu czują silny związek ze swoimi małymi ojczyznami (patria chica) co pomaga podtrzymać różnorodność kulturową. Do obecnych czasów przetrwała duża liczba języków oraz zwyczajów indiańskich (w szczególności na południu). Rząd federalny wspiera rękodzieło oraz sztukę ludową, a także sztukę klasyczną pochodzenia europejskiego. Wysiłki te mają na celu wytworzenie jednolitego wzorca kultury meksykańskiej. Od lat 30. indigenismo – duma z dorobku dawnych kultur indiańskich jest jednym z głównych motywów w sztuce meksykańskiej.
W celu promowania kultury meksykańskiej powołany został Narodowy Instytut Sztuk Pięknych. Pod jego auspicjami odbywają się pokazy międzynarodowe, jak i krajowe Narodowej Orkiestry Symfonicznej, tańca ludowego i baletu klasycznego. Oprócz tego działają różne agencje, których celem jest zachowanie w nieskażonej formie pierwotnej kultury i rzemiosła indiańskiego.
Największą liczbą instytucji kulturalnych dysponuje stolica, znajdują się tu: Narodowe Muzeum Antropologii i Muzeum Sztuki Ludowej. Dużą rolę odgrywają również instytuty kulturalne funkcjonujące przy ośrodkach akademickich.

### Święta i obyczaje
| Data         | Nazwa                                        |
| ------------ | -------------------------------------------- |
| 1 stycznia   | Nowy Rok                                     |
| 5 lutego     | Dzień Konstytucji                            |
| 21 marca     | Urodziny Benito Juáreza                      |
| 1 maja       | Dzień pracy                                  |
| 16 września  | Rocznica rozpoczęcia walki o niepodległość   |
| 20 listopada | Rocznica rozpoczęcia rewolucji meksykańskiej |
| 1 grudnia    | Objęcie urzędu prezydenckiego (co 6 lat)     |
| 25 grudnia   | Boże Narodzenie                              |

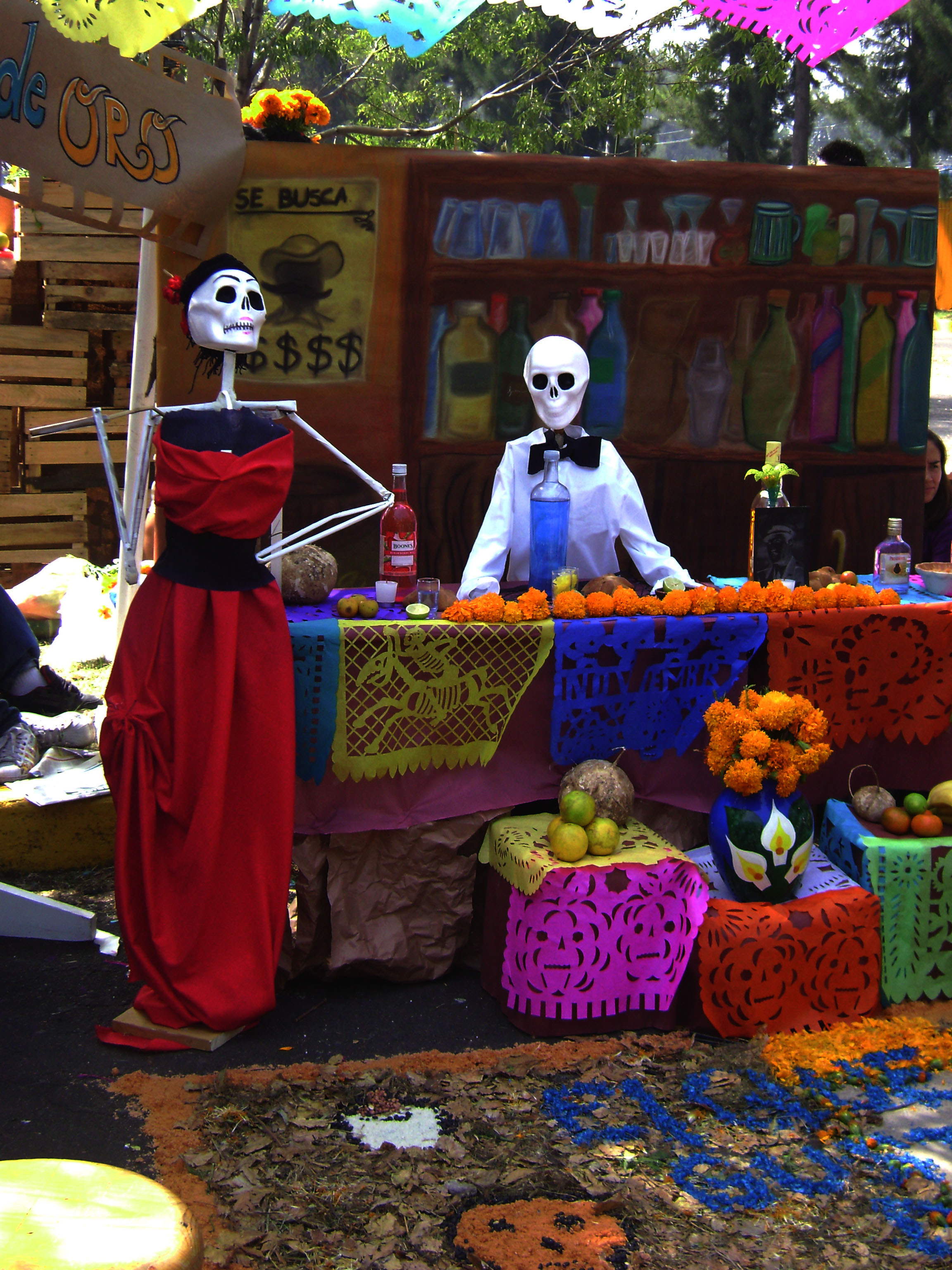
Día de los Muertos

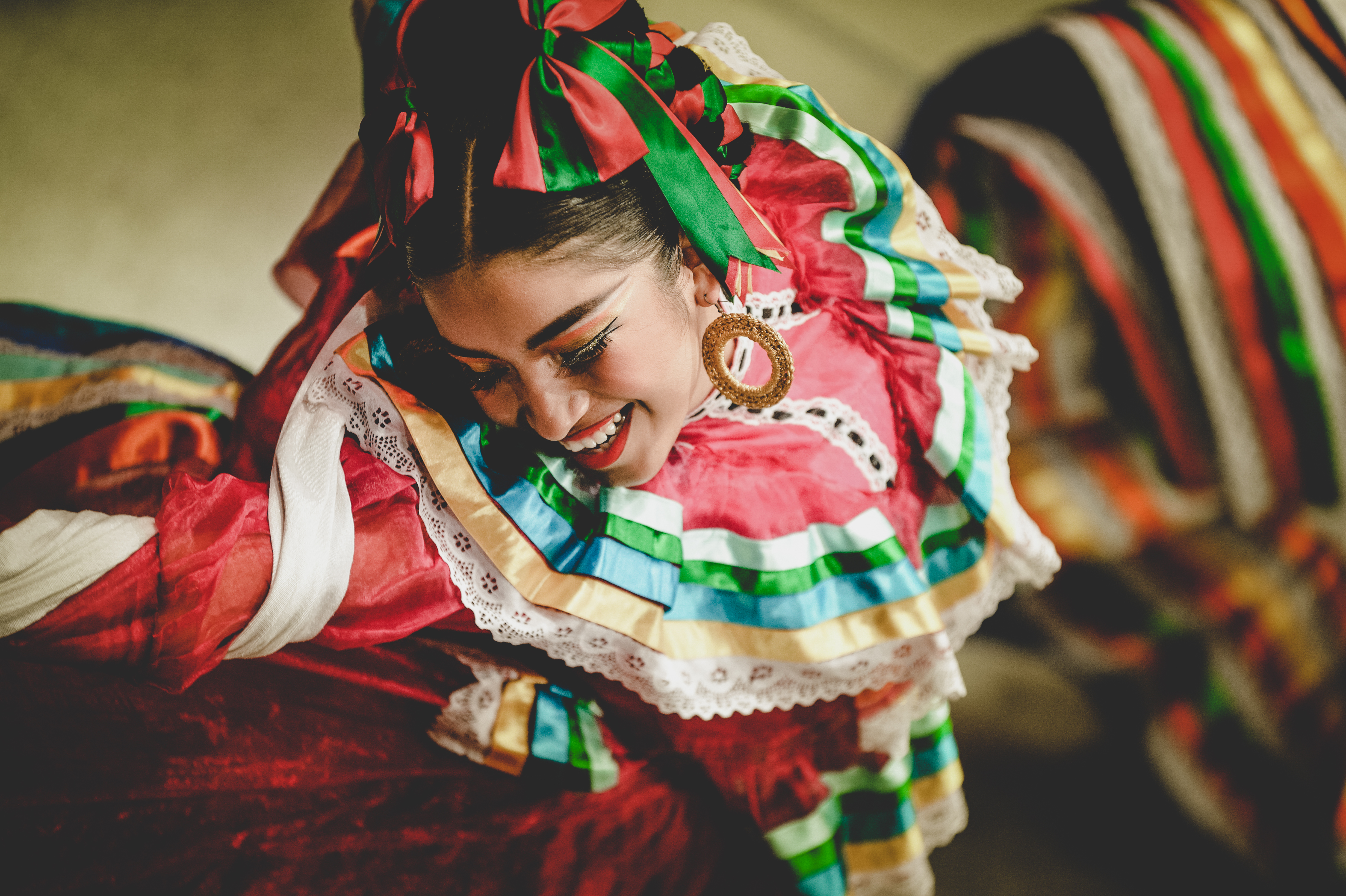
Meksykańska wykonawczyni tradycyjnego tańca

W Meksyku każdego roku, obok oficjalnych kościelnych i państwowych świąt (tzw. dias festivos), odbywa się niezliczona liczba uroczystości regionalnych. Obchody świąteczne świętowane są na wesoło, z dużą ilością dobrego jedzenia i picia, w tradycyjnych strojach, przy tańcach, pochodach i sztucznych ogniach. W całym kraju obchodzone są 17 stycznia – Dzień Świętego Antoniego, błogosławieństwo dla zwierząt domowych, następnie karnawał w lutym oraz 21 marca, kiedy jest wiosenne zrównanie dnia z nocą. W czasie Tygodnia Wielkanocnego (tzw. Semana Santa) w wielu miejscach odbywają się procesje, przypominające drogą krzyżową Jezusa. Ważnymi świętami są również 10 maja, kiedy obchodzony jest Dzień Matki czy 15 maja, dzień św. Izydora, kiedy to uroczyście rozpoczyna się okres siewów. Cały maj stoi pod znakiem kulturalnych festiwali w Acapulco i Cancún. Dniem Marynarza jest 1 czerwca, kiedy to w każdym porcie wzdłuż całego wybrzeża obchodzony jest Dzień Marynarki (tzw. Dia de la Marine). W dniu 15 sierpnia obchodzone jest Día de la Assunción inaczej Wniebowstąpienie Najświętszej Marii Panny, a w całym kraju organizowane są procesje. Świętem dużego znaczenia w Meksyku jest Día de los Muertos, czyli Święto Zmarłych. Zgodnie z tradycją Meksykanie celebrują to święto w trzech miejscach – w domu, w kościele oraz na cmentarzu. Przygotowania do święta zmarłych zaczynają się już 27 i 28 października. 31 października w pokoju lub na patio wznosi się tzw. ofiarę przeznaczoną dla krewnych rodziny, którzy odeszli już z tego świata. Najczęściej jest to odpowiednio zaadaptowany ołtarzyk domowy, zwany ołtarzem ofiarnym. Na ścianie pokoju zawiesza się obrazki świętych, a pod nimi ustawia się stół przykryty obrusem, na którym umieszcza się różne przedmioty, np. kadzielnice z kopalem (kadzidło z żywicy sosny ocote), lichtarze ze świecami, figurki świętych i aniołków, wazony i słoiki z kwiatami oraz inne ozdoby. Najbardziej spektakularna część świąt odbywa się 2 listopada i ma miejsce na cmentarzu. Zwykle po północy lub po godzinie 2, ale w wielu rejonach Meksyku ludzie przychodzą tam dopiero o świcie.
Boże Narodzenie, podobnie jak inne święta katolickie, zaczęto w Meksyku obchodzić zaraz po przybyciu konkwistadorów hiszpańskich i wprowadzeniu chrześcijaństwa. Tydzień przed Bożym Narodzeniem traktowany jest jak czas gościnności, przypominając szukanie miejsca schronienia świętej rodziny wędrującej do Betlejem. Głównym daniem wigilijnym jest wędzony dorsz z papryką i oliwą oraz małymi grzankami. Podaje się również pieczonego indyka, owoce, słodycze. Ponadto przy każdej okazji, w Meksyku organizowane są tzw. fiesty.

### Literatura
Najbardziej znani na świecie pisarze meksykańscy podejmują ponadczasowe i uniwersalne tematy w swoich utworach. Duży wpływ na twórczość literacką w Meksyku po 1945 wywarł Samuel Ramos, który w swoich książkach zajmuje się rozważaniami na temat człowieka i kultury. Przodującym poetą w całej Ameryce Łacińskiej jest z kolei Octavio Paz, laureat Literackiej Nagrody Nobla w 1990 roku. Uznaniem na całym świecie cieszą się nowele Carlosa Fuentesa, w świecie hiszpańskojęzycznym bardzo popularni są Gustavo Sainz, Juan José Arreola, Juan Rulfo oraz pisarka o polskich, szlacheckich korzeniach Elena Poniatowska. Wśród dramatopisarzy prym wiodą Rodolfo Usigli, Luisa Josefina Hernández i Emilio Carballido.

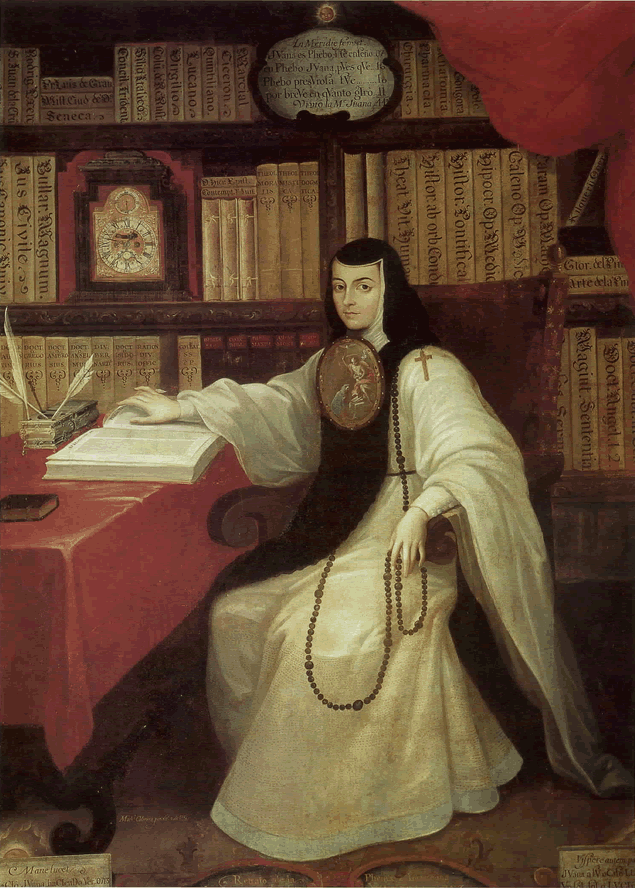
Juana Inés de la Cruz
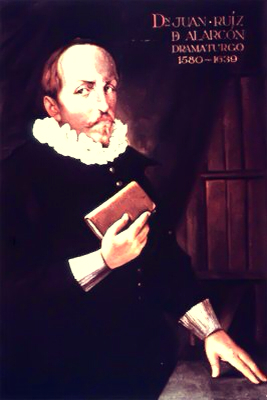
Juan Ruiz de Alarcón
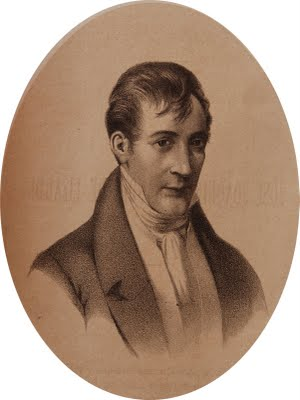
José Joaquín Fernández de Lizardi
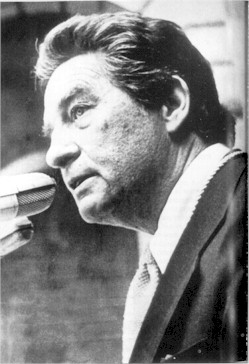
Octavio Paz
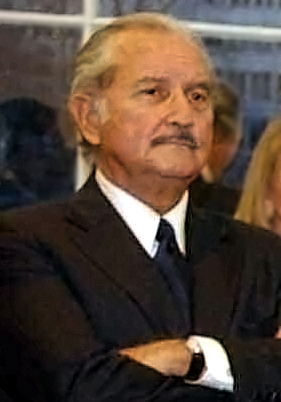
Carlos Fuentes
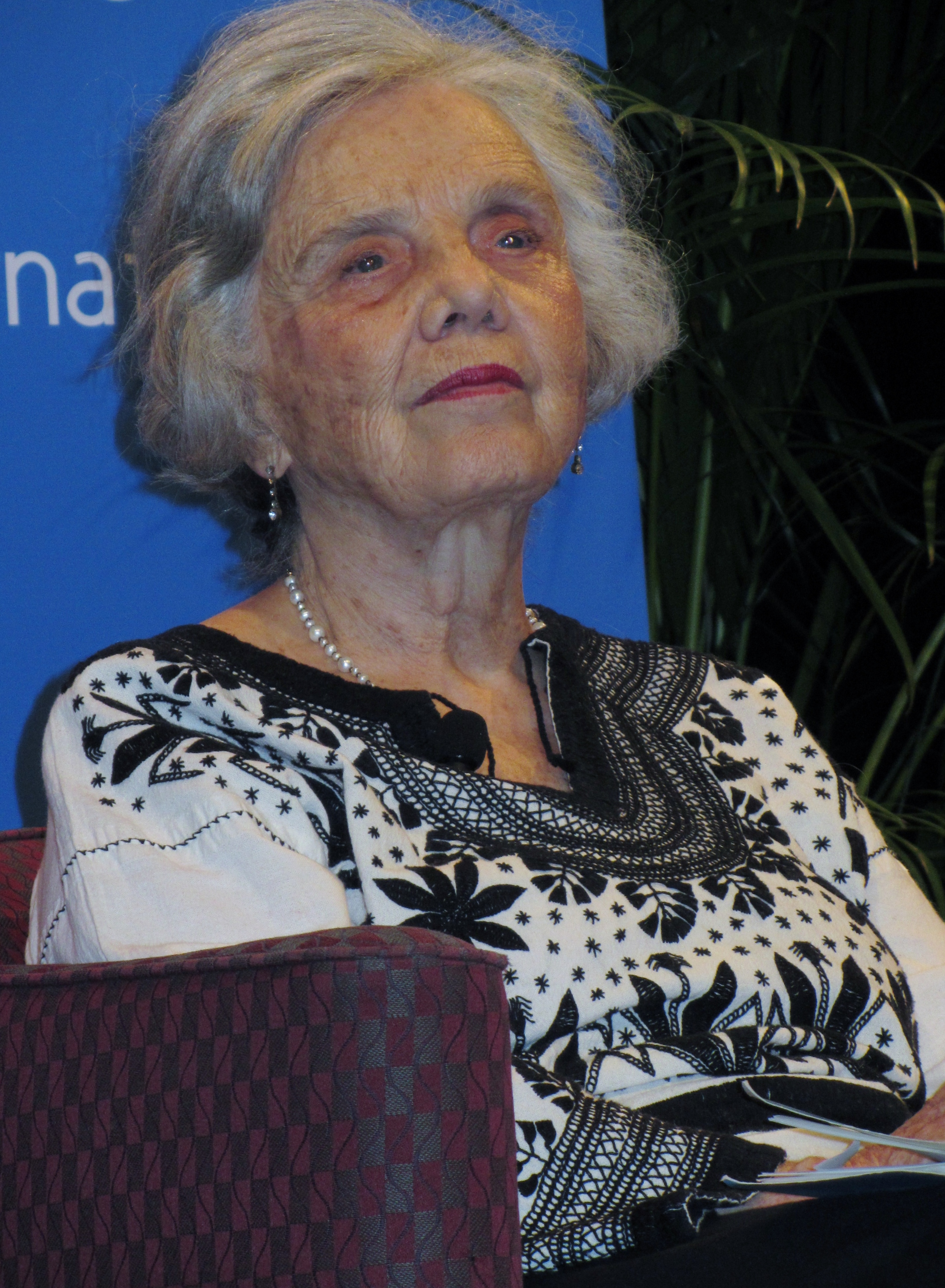
Elena Poniatowska

### Malarstwo, rzeźba i architektura
Najbardziej rozpoznawalną formą malarstwa meksykańskiego są bez wątpienia murale. Mówi się nawet o istnieniu szkoły muralistów meksykańskich. Legendarne stały się murale opisujące rewolucję meksykańską, modernizację i walkę klas tworzone przez Diego Riverę czy Davida Alfaro Siqueirosa. Z innych znanych malarzy można wymienić Fridę Kahlo, Rufino Tamayo i Juana Soriano. Dużą popularność zyskały też wykonywane przez ludowego artystę José Clemente Orozco gipsowe figury.
Na współczesną architekturę meksykańską duży wpływ wywarły funkcjonalizm i ekspresjonizm. Widać w niej również pewne elementy architektury amerykańskiej i europejskiej. Jednym z bardziej znanych przykładów oryginalnej meksykańskiej myśli architektonicznej jest kompleks uniwersytecki UNAM w mieście Meksyk, a w szczególności Biblioteka Uniwersytecka. Wśród architektów meksykańskich szczególną sławę zdobyli Luis Barragán, Juan O’Gorman i Felix Candela.

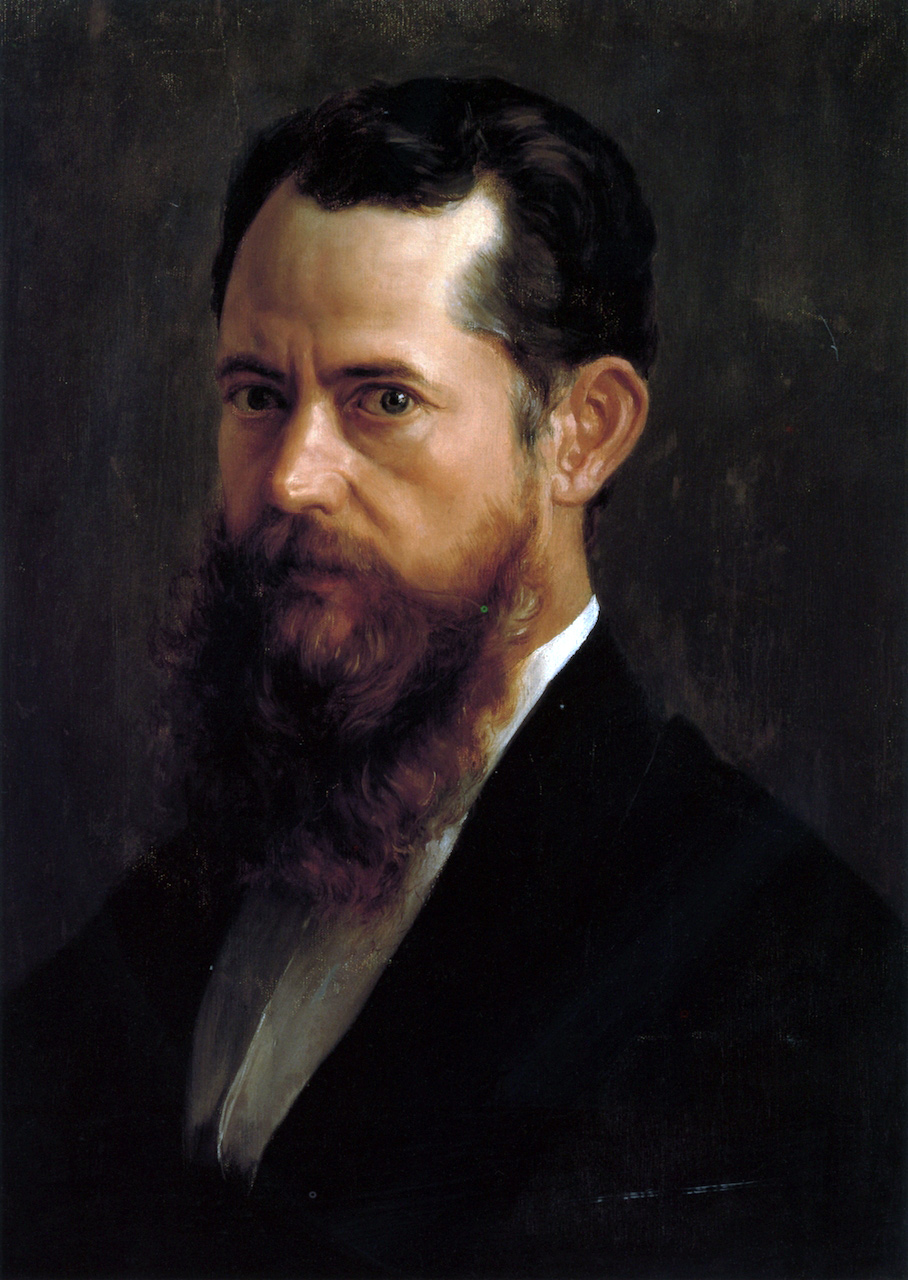
Jose Maria Velasco
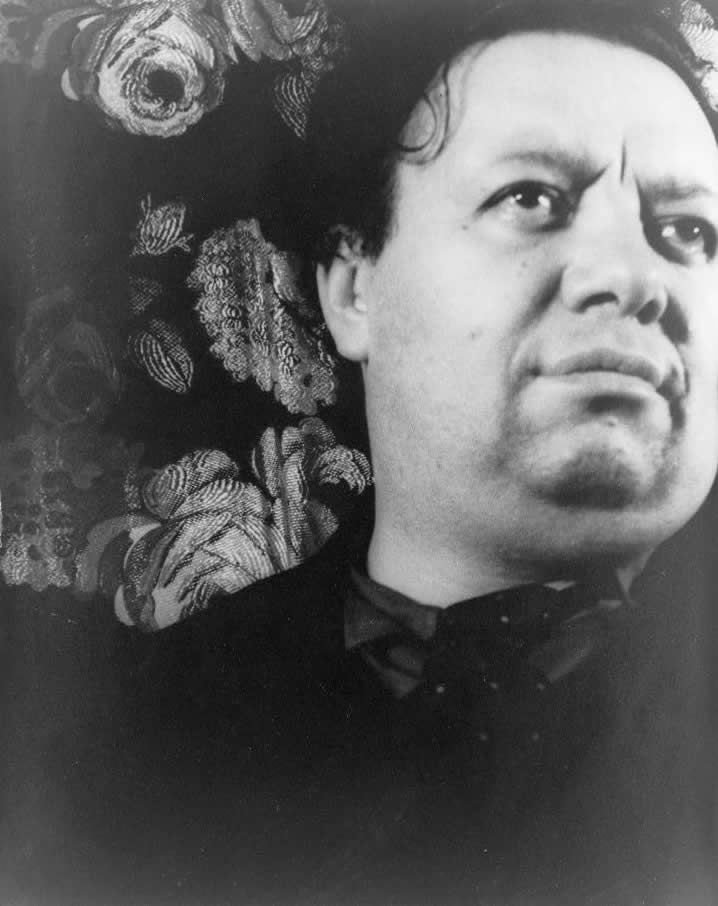
Diego Rivera
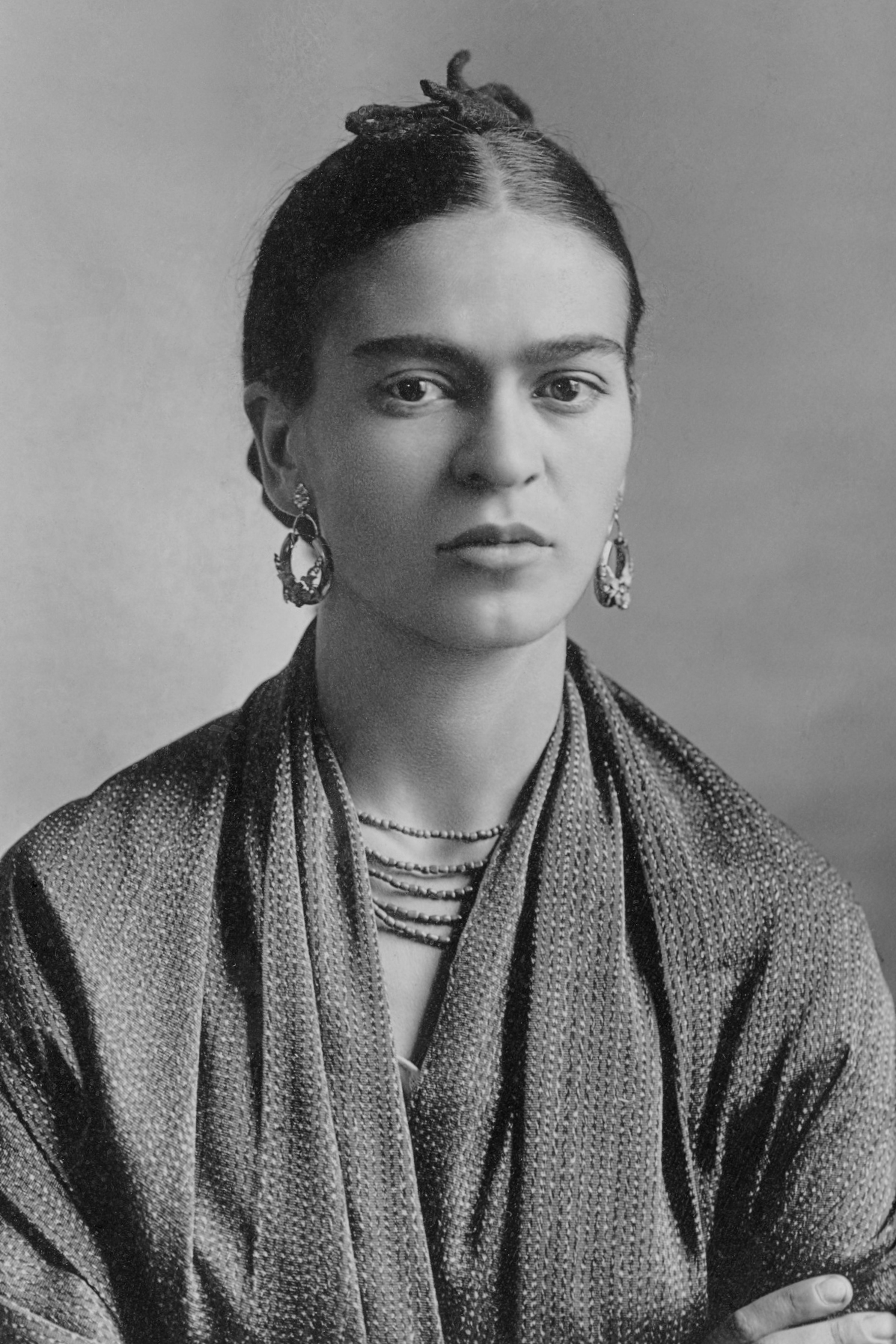
Frida Kahlo

### Muzyka i film
Meksykańska muzyka, w szczególności ta wywodząca się z kręgów ludowych (ranchero, mariachi) zyskała dużą popularność w całej Ameryce Łacińskiej, a miasto Meksyk stało się siedzibą wielu studiów nagraniowych i wytwórni fonograficznych. Krajowy przemysł filmowy należy do największych na zachodniej półkuli. Za złotą erę meksykańskiego filmu uważa się lata 40. i 50., był to okres szczytowy pod względem liczby kręconych filmów, jak i budżetu przeznaczanego na kino. Z Meksyku wywodzi się wielu znanych reżyserów, są to m.in. Alejandro González Iñárritu („Amores Perros”, „Babel”, „Zjawa”), Alfonso Cuarón („Children of Men”) i Guillermo del Toro („Labirynt Fauna”). Światową sławę osiągnęła również aktorka Salma Hayek znana z filmów Desperado z 1995 oraz Frida z 2002, a także aktorzy Gael García Bernal i Diego Luna.
Niewątpliwie najbardziej znaną meksykańską gwiazdą muzyki początku XXI w. był (rozpadł się w 2009 roku) młodzieżowy zespół RBD, który na całym świecie zdobył mnóstwo fanów i sprzedał miliony płyt. Z udziałem członków tej grupy powstały również bardzo popularny na świecie serial dla młodzieży „Rebelde” (Zbuntowani) oraz sitcom „RBD: La Familia” opowiadający o fikcyjnym życiu członków RBD. Znanymi piosenkarzami muzyki pop są również Cristiano Castro, Ariadna Thalía Sodi Miranda – Thalía, Julieta Venegas, Paulina Rubio oraz Alejandro Fernández.

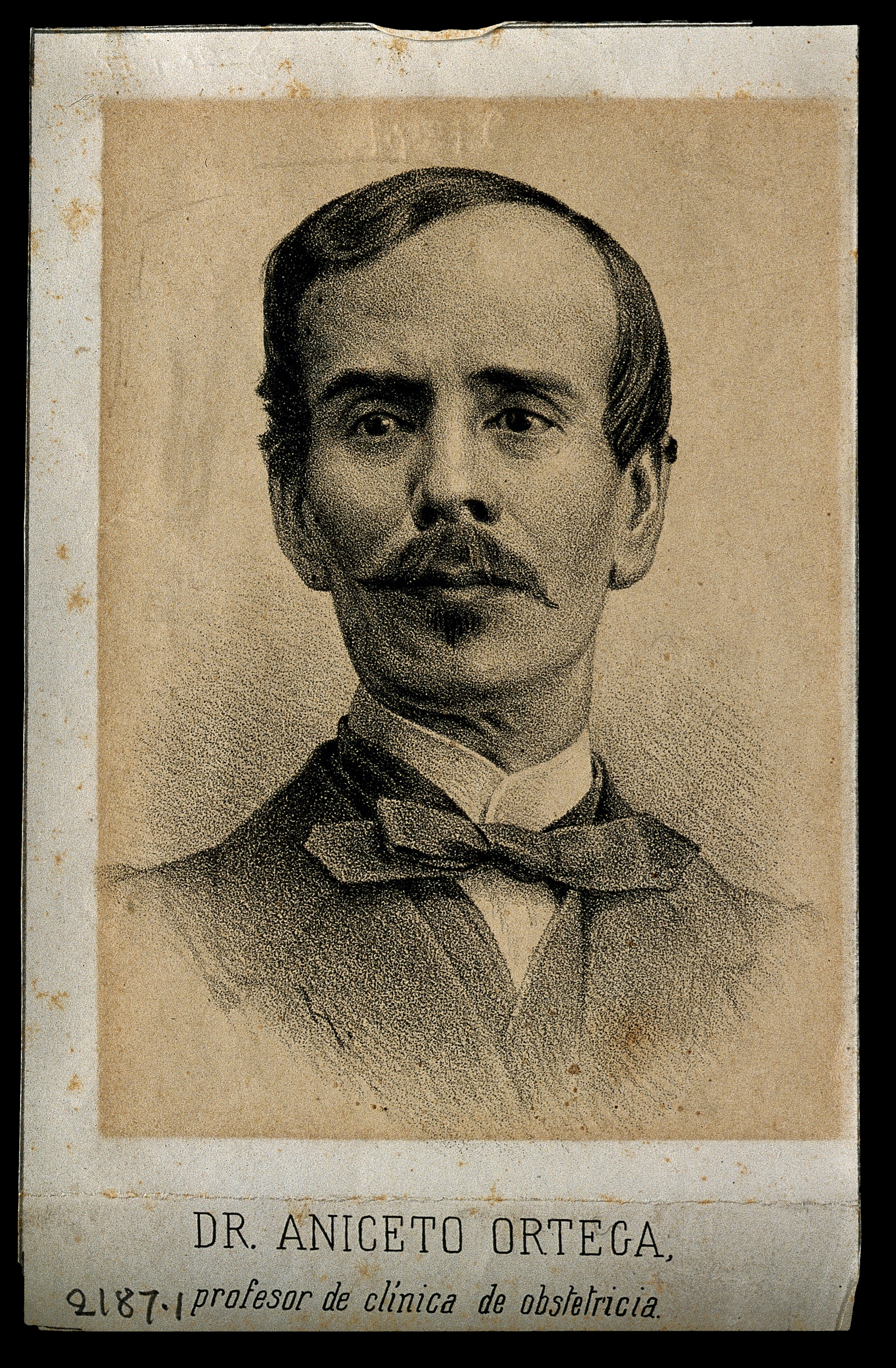
Aniceto Ortega
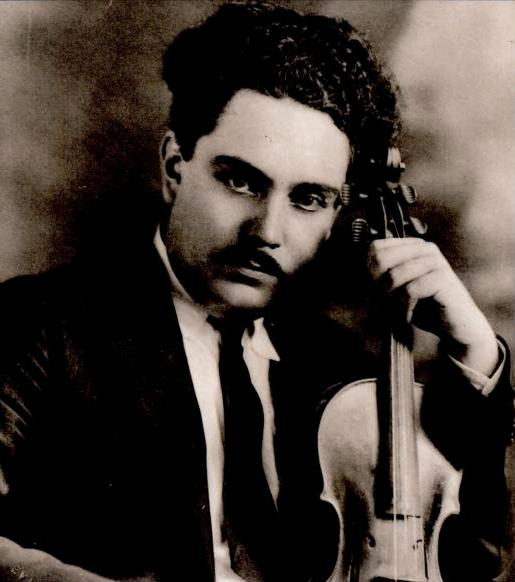
Silvestre Revueltas
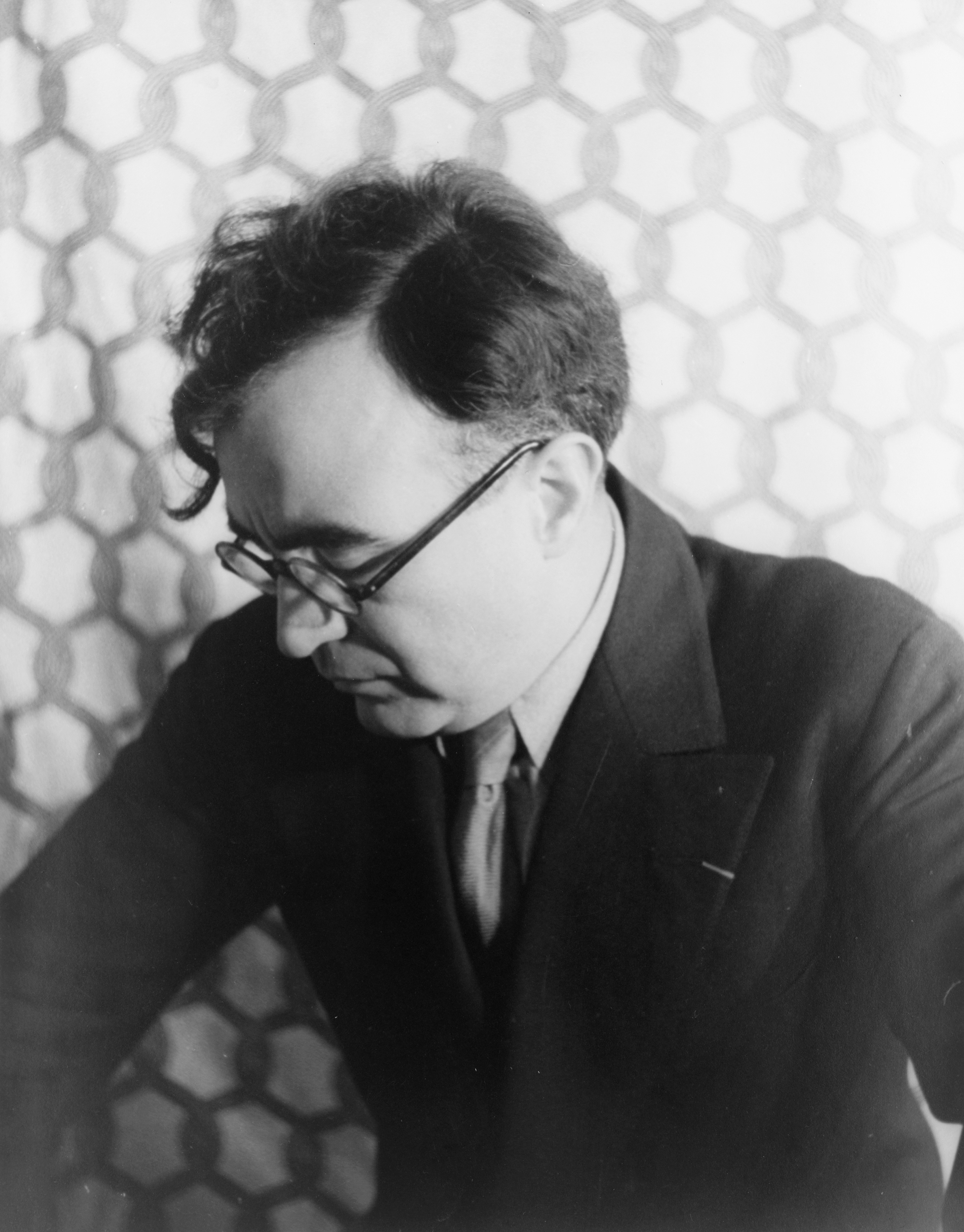
Carlos Chávez
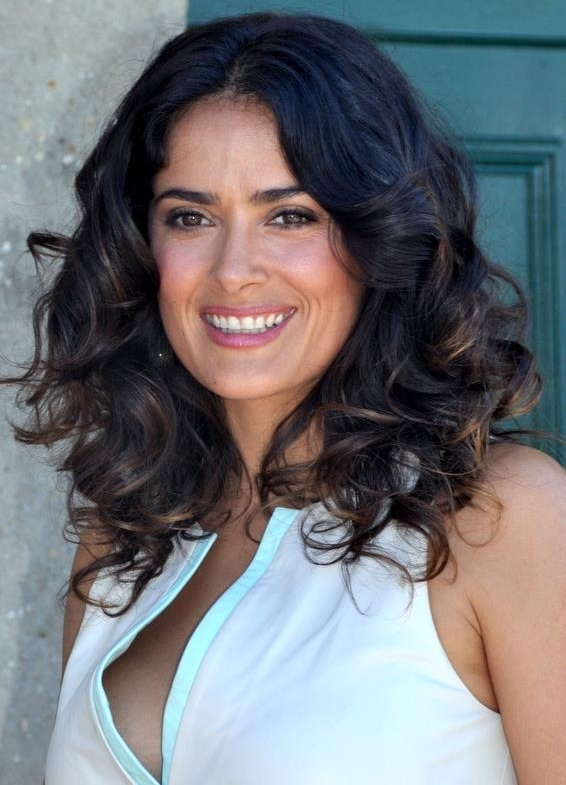
Salma Hayek
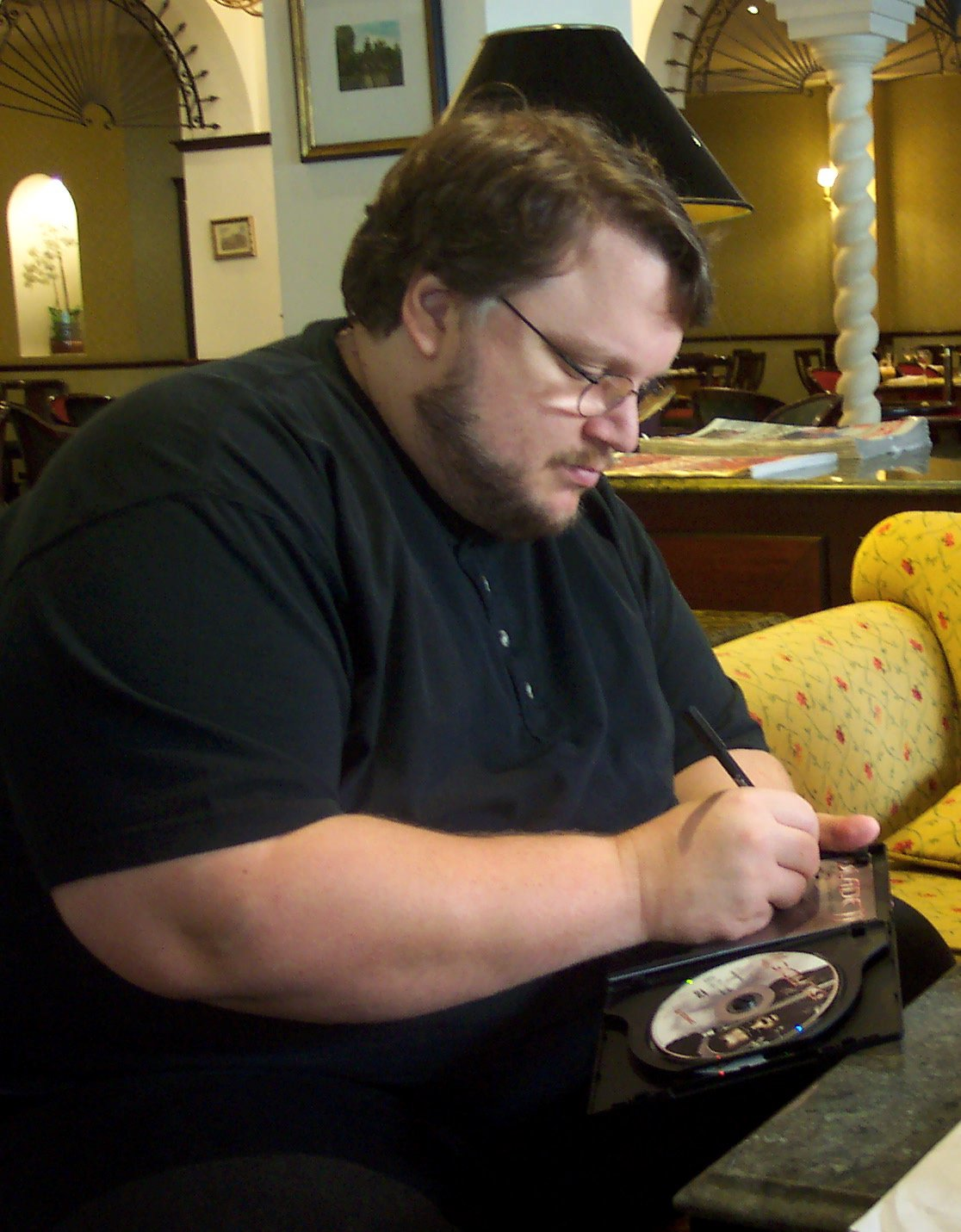
Guillermo del Toro
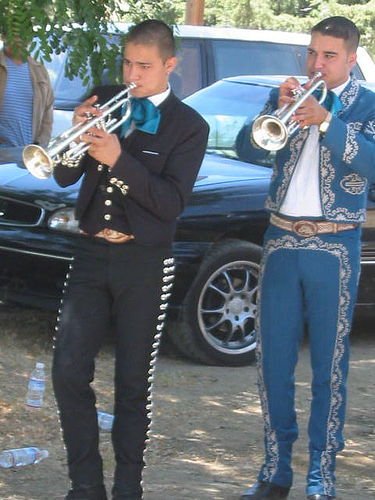
Mariachi
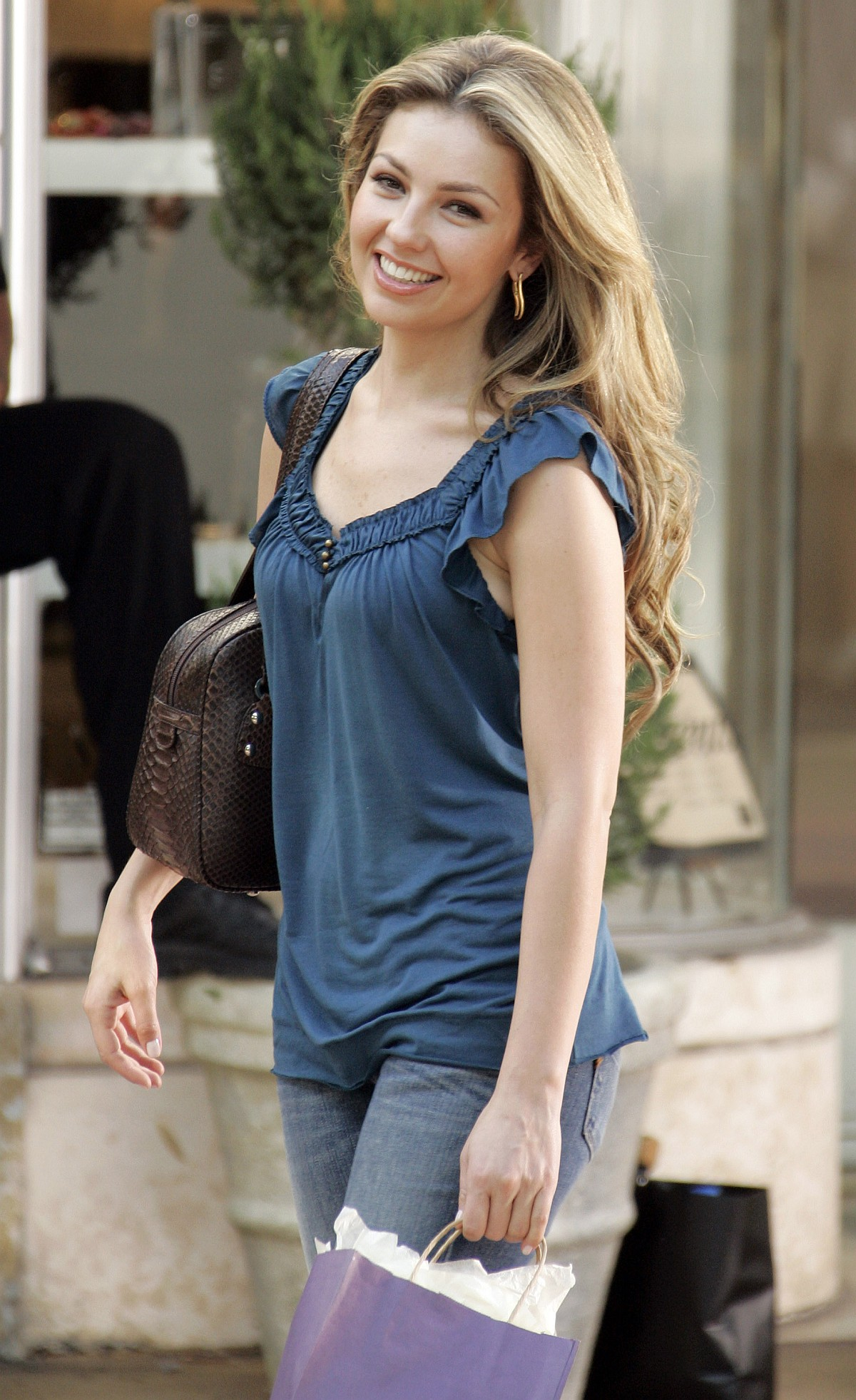
Thalía
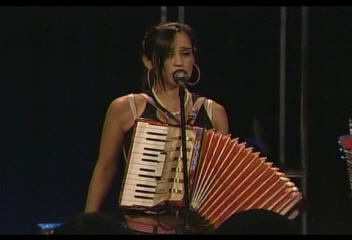
Julieta Venegas

## Media
Największymi stacjami telewizyjnymi w Meksyku są „Televisa” oraz „TV Azteca”. Z ważniejszych tytułów prasowych należy wymienić: „Esto” (nakład 400 tys. egz.), „El Heraldo de México” (nakład 209 tys. egz.), „La Prensa” (nakład 208 tys. egz.), „Excélsior” (nakład 200 tys. egz.). Wśród czasopism najwyższy nakład osiągają miesięcznik „Selecciones del Reader’s Digest” (nakład 610 tys. egz.) i dwutygodnik „Fama” (nakład 350 tys. egz.). W Meksyku działają agencje prasowe: Agencia Mexicana de Información (AMI) oraz Agencia de Informatión Integral Periodistíca.

## Styl życia
Meksykanie dużą wagę przykładają do wartości rodzinnych i tradycji. Mimo że kobiety stanowią znaczącą część siły roboczej (35,2% w 2005) to wiele z nich pozostaje w domach i zajmuje się dziećmi oraz gospodarstwem. Dzieci, w szczególności te z wyższych klas pozostają w domach rodzinnych dosyć długo. W lepiej uposażonych rodzinach kobiety często dysponują pomocą w opiece nad dziećmi, przygotowaniu posiłków czy sprzątaniu. Przeważająca część meksykańskich kobiet musi dzielić czas pomiędzy pracą w domu i na zewnątrz, nierzadko pracując w kilku miejscach.

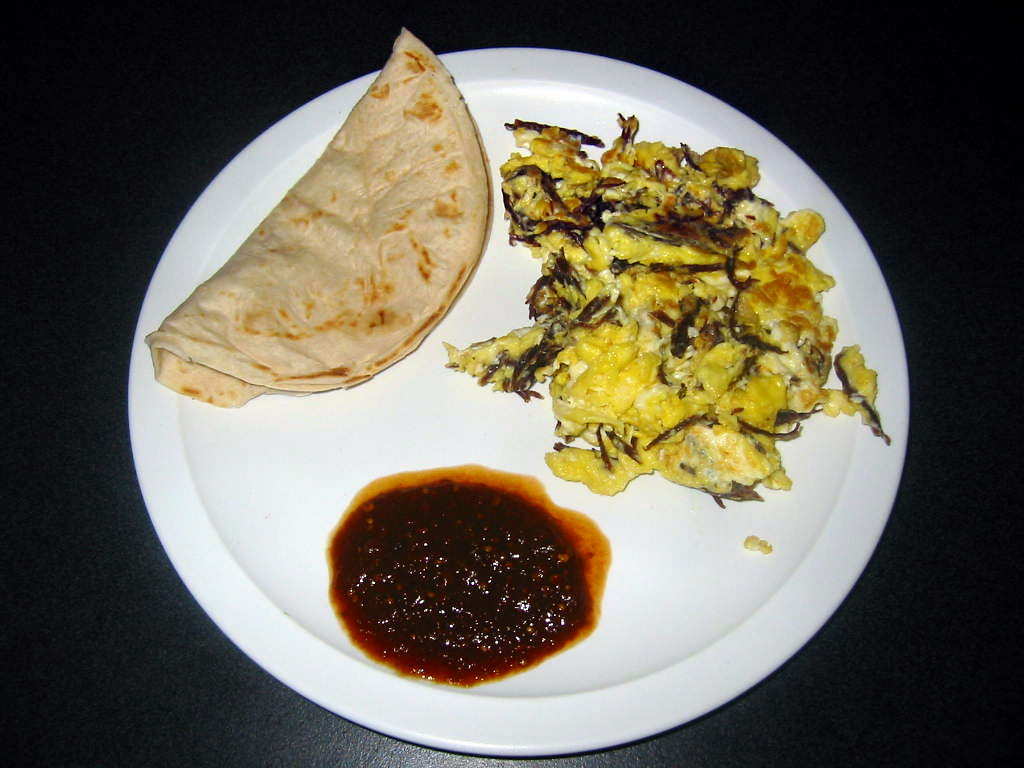
Tortilla, salsa i suszona wołowina z jajkiem
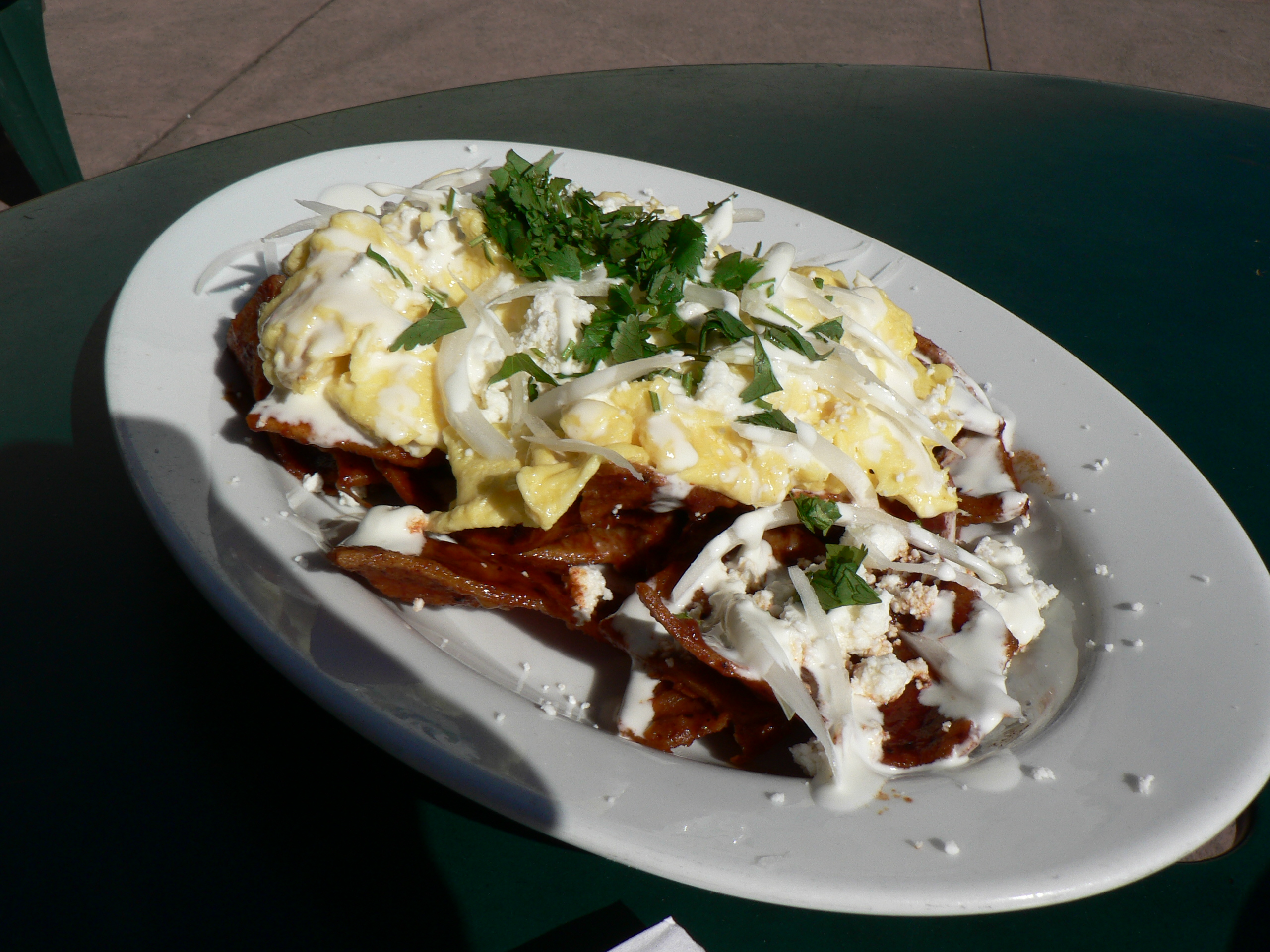
Chilaquiles
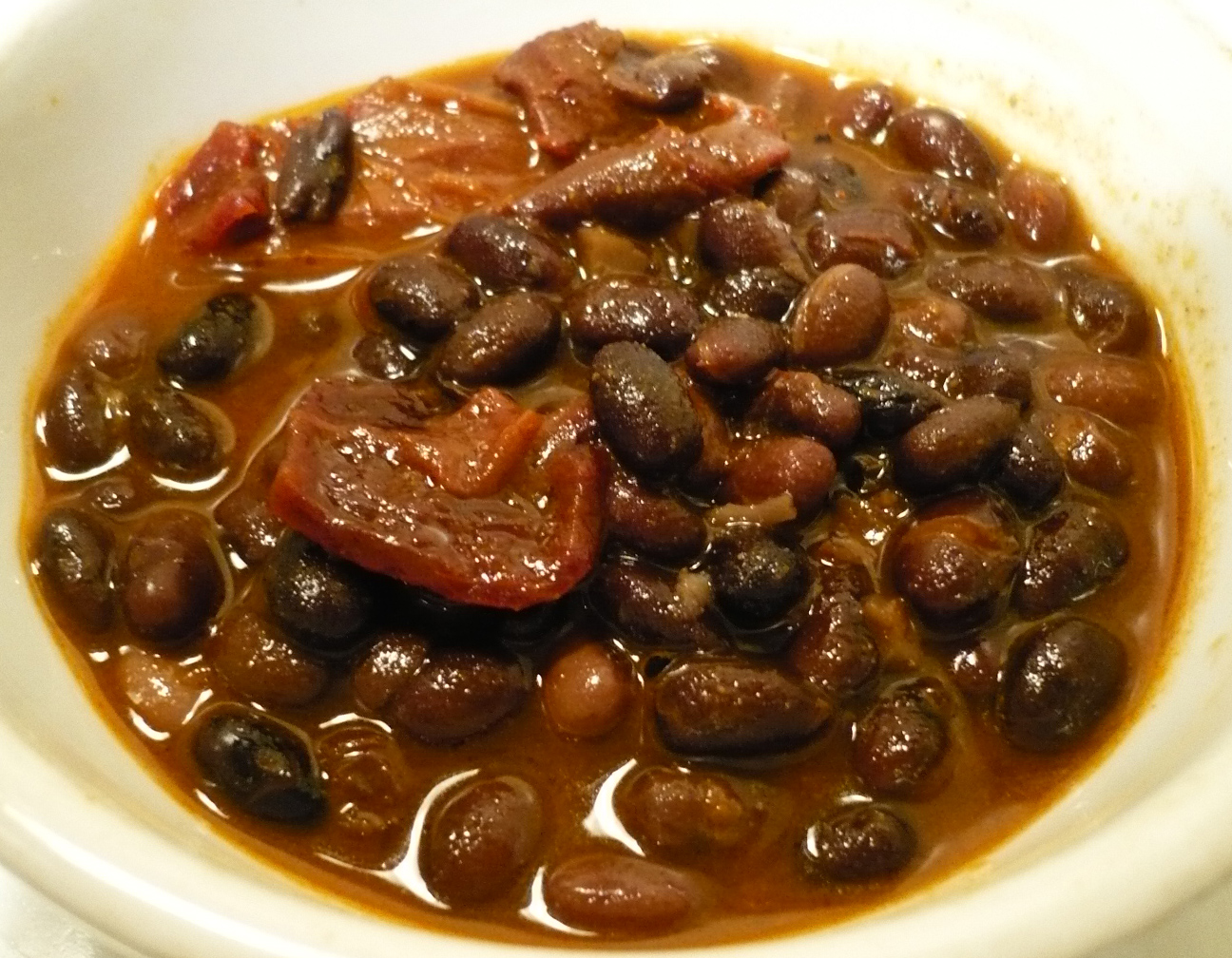
Gulasz z ciemnej fasoli
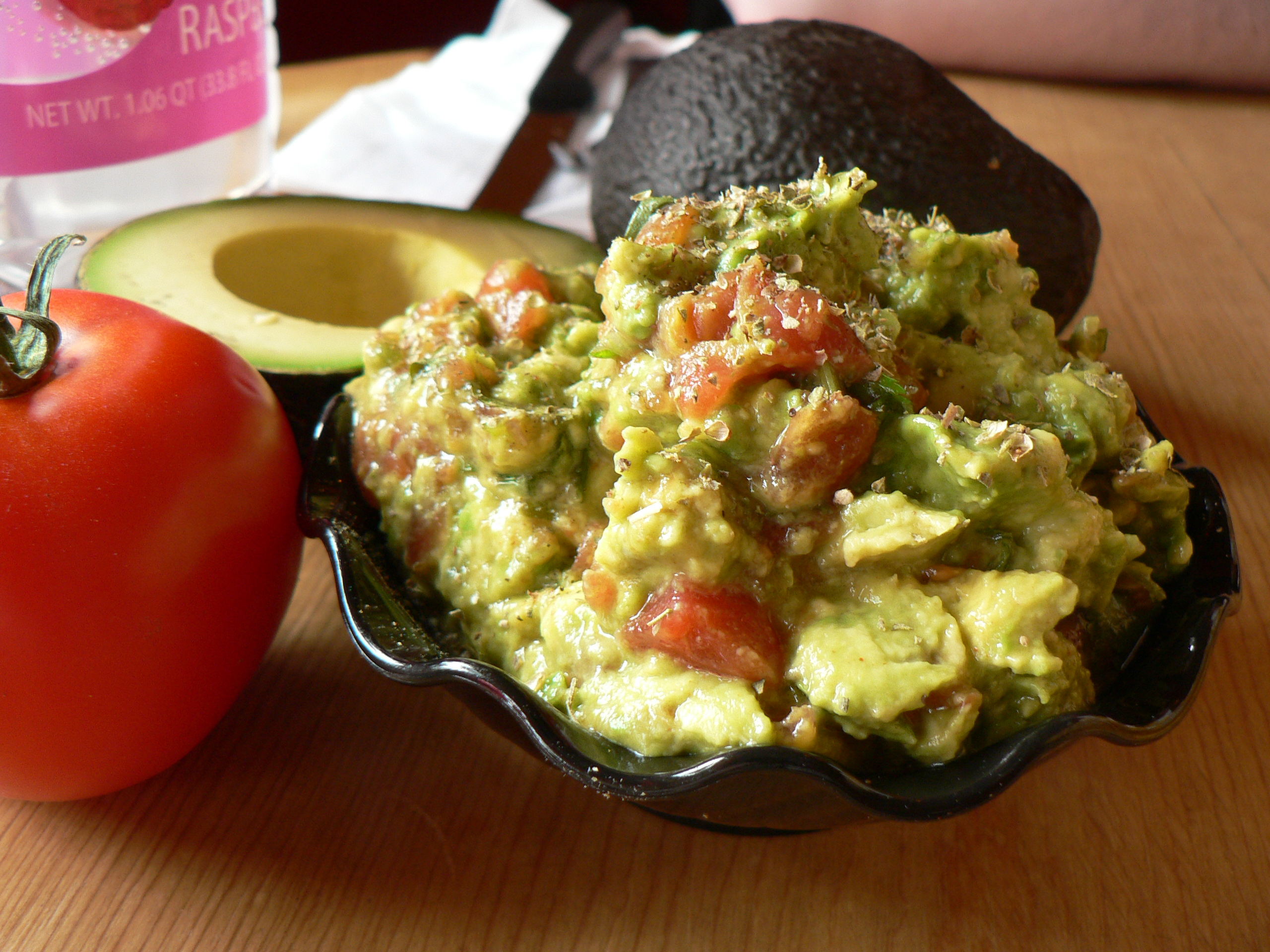
Guacamole
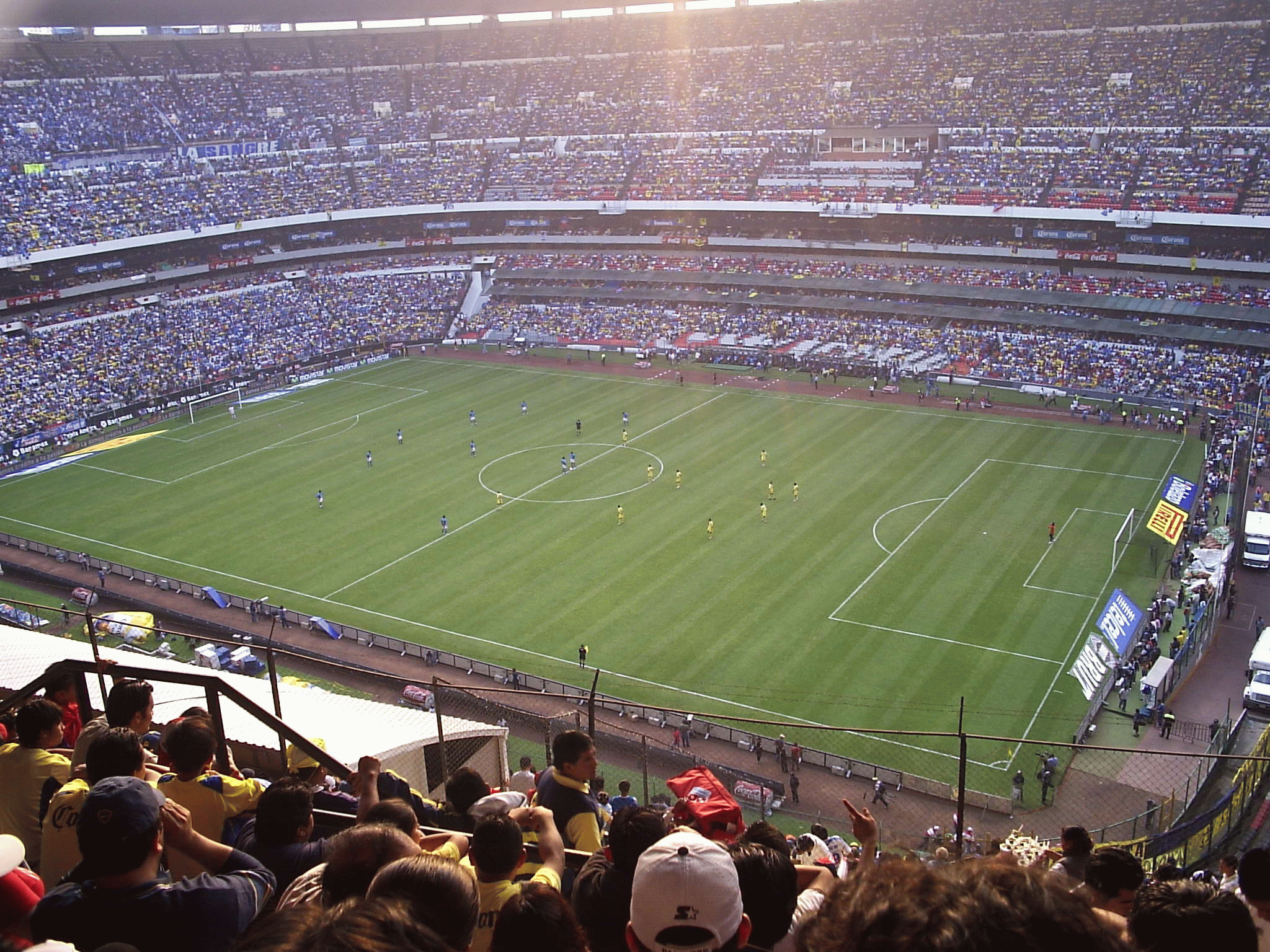
Stadion piłki nożnej Azteca, miasto Meksyk
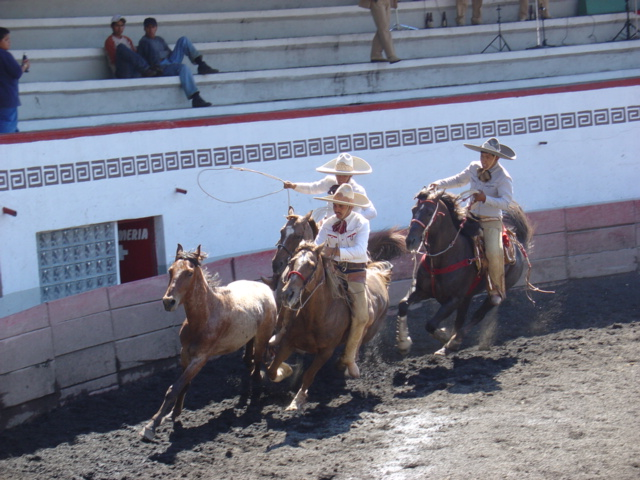
Charreada
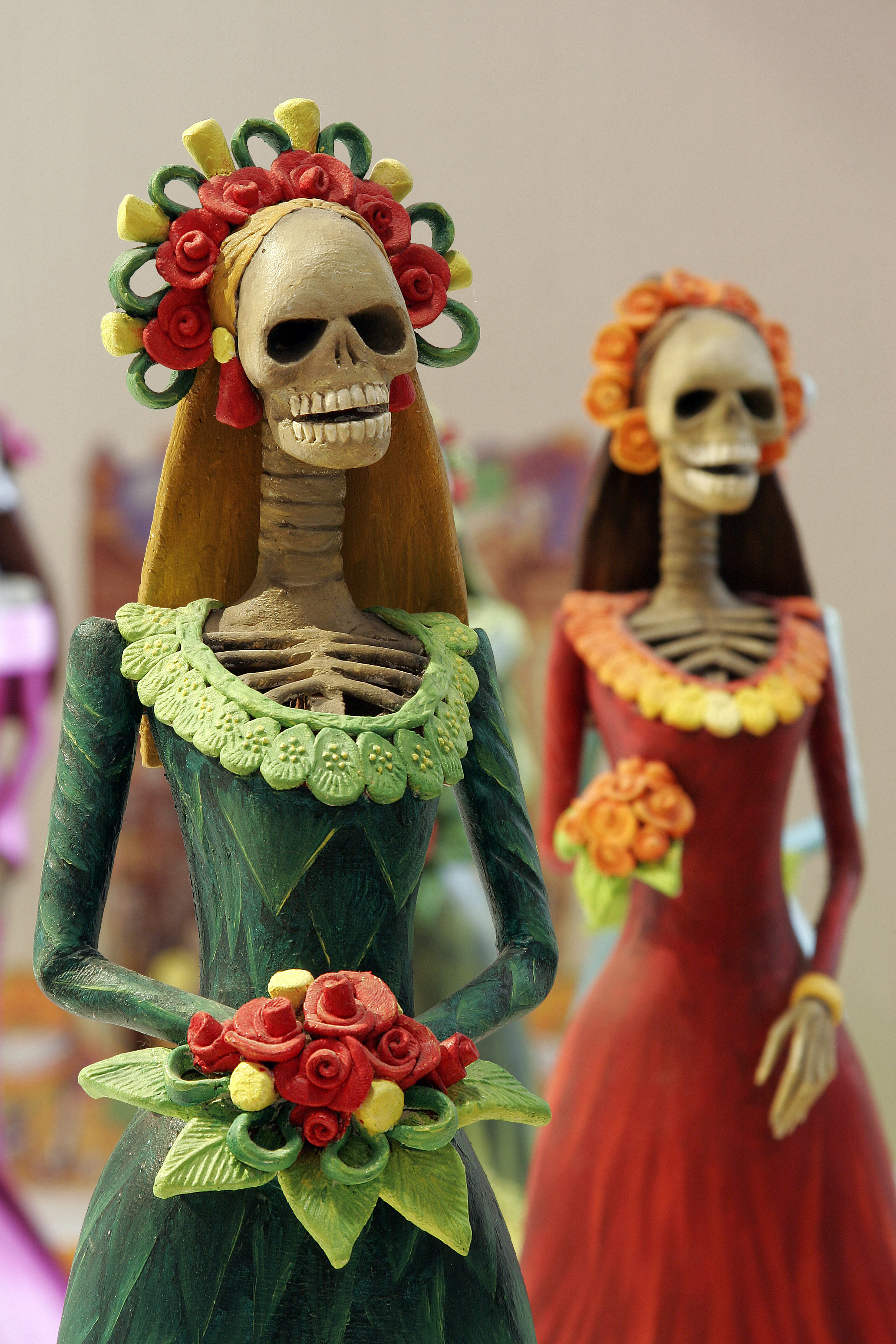
La Catrina – figurka na Święto Zmarłych

Mieszkańcy miast ubierają się podobnie do Europejczyków. Natomiast na terenach wiejskich da się zauważyć bardziej tradycyjne ubiory. Indian w przeciwieństwie do metysów cechuje większe przywiązanie do rodzimej kultury.
Meksykańska kuchnia jest bardzo różnorodna i zmienia się wraz z klasami społecznymi i zwyczajami kulinarnymi. Podstawę diety przeciętnego Meksykanina stanowią tortille z kukurydzy albo pszenicy, fasola, papryka i pomidory. Kolejną tradycyjną potrawą bez której „nie byłoby Meksyku” jest pozole, potrawa przypominająca lokalny bigos - Meksykanie wrzucają do garnka wszystko co jest pod ręką. Dlatego też istnieje kilka rodzajów tej potrawy: rojo, blanco, verde. W bogatszych domach kuchnia jest bardziej urozmaicona z większymi wpływami kuchni amerykańskiej. Charakterystyczną cechą kuchni meksykańskiej jest również duże spożycie piwa, chociaż w ostatnich latach bardzo poprawiła się jakość win meksykańskich. Symbolem Meksyku pozostaje też wyrabiana z agawy tequila.
Dużą popularnością w Meksyku cieszą się piłka nożna, boks, wyścigi samochodowe, a także walki byków. Oprócz tego duży wpływ na spędzanie wolnego czasu w Meksyku mają wzorce przychodzące ze Stanów Zjednoczonych. W szczególności w północnych stanach daje się zauważyć mieszanie się kultur amerykańskiej i meksykańskiej.